# 彦根市
彦根市（ひこねし）は、滋賀県の東部に位置する市。滋賀県東部の中心となる都市であり、1937年（昭和12年）に市制施行。
旧坂田郡鳥居本村と旧愛知郡稲枝町を除き、かつては犬上郡に属していた。

## 概要

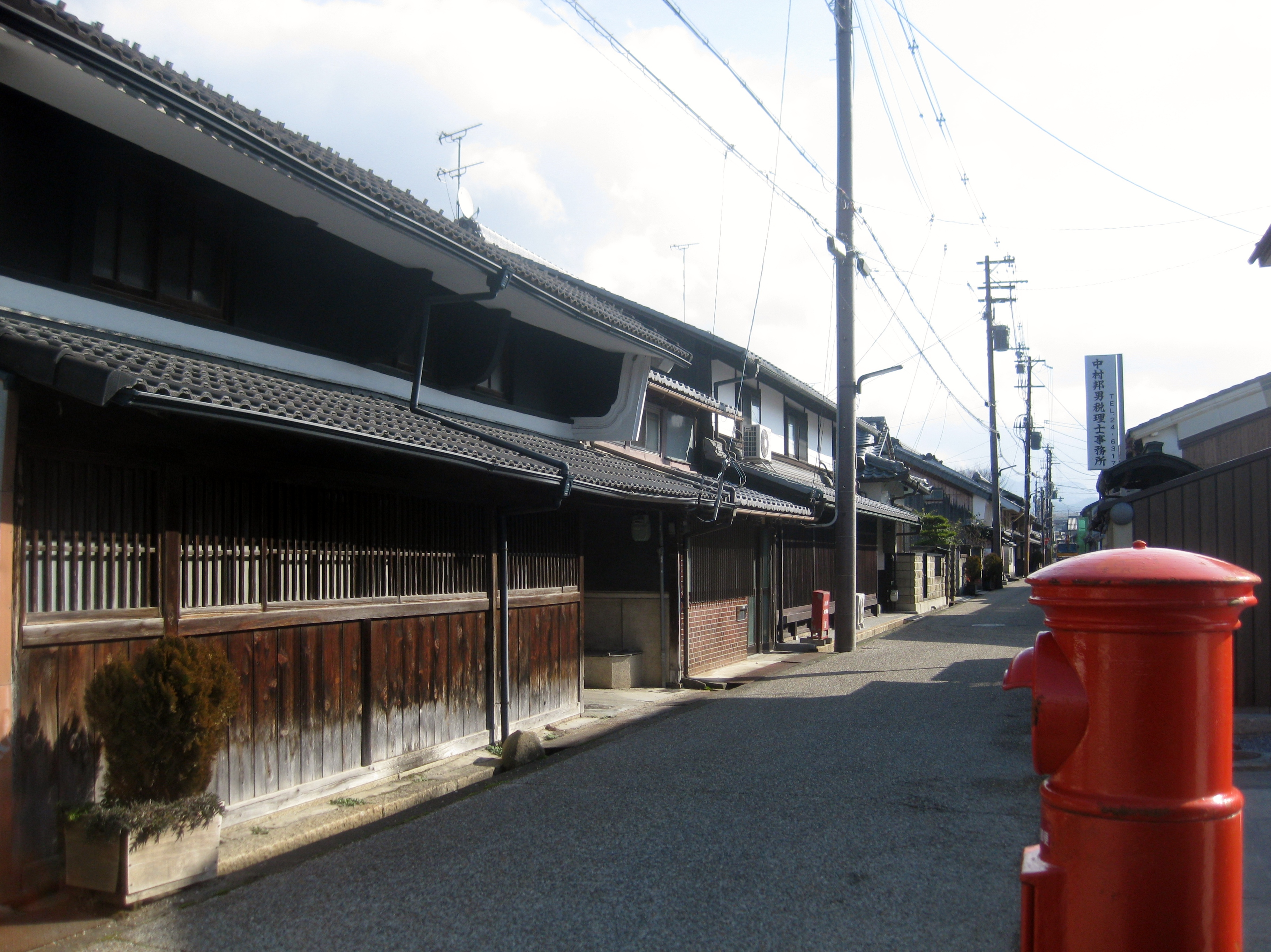
城下町の面影を残す一角（城町）

彦根市域を含む旧・犬上郡は、古より近江国の交通の結節点であった。中世から近世にかけては、全国に信者を持つ多賀大社（在・犬上郡多賀町多賀）の参詣道（高宮村も経由）が隆盛した。江戸時代初期に整備された中山道の宿場町としては彦根市域では鳥居本宿（元・坂田郡内、現・彦根市鳥居本町）と高宮宿（元・犬上郡内、現・彦根市高宮町）が置かれ、なかでも鳥居本宿は中仙道中近江国内で随一の賑わいを見せた。
現在の市街地の近郊に佐和山城を築城した豊臣秀吉の重臣石田三成が関ヶ原の戦いで敗れたのち、江戸時代には、徳川家譜代の大名である井伊家の知行するところとなる。琵琶湖に面した山に築城された彦根城を中核として佐和山藩改め彦根藩が置かれた。この彦根藩および彦根城は、西日本の外様大名に睨みを利かせる幕藩体制上きわめて重要な役割を、さらなる前線に位置する播磨国の姫路藩および姫路城や備後国の備後福山藩と共に担った。福山城を除く2つの城は想定し得る外様大名による謀反が起こらなかった（あるいは、抑え込まれた）ために攻められること無く、太平の世に存在し続けた。このようにして、大藩がひしめく京都周辺でも有数の城下町として彦根は発達を見せた。
近現代では、市制施行以来数十年間は大津市に次ぐ県下第二の都市であった。2024年10月時点での人口は、大津市・草津市に次いで県下第3位となった。しかし地方気象台（彦根地方気象台）、国立大学（滋賀大学）本部、裁判所支部、国立印刷局彦根工場、滋賀縣護國神社といった各種機関が現在も市内に集中し、滋賀県の東部における商工業の中心地でもある。
大規模な都市空襲を受けなかったことから近世以来の城下町や宿場町の町並みが比較的保存されており、2009年（平成21年）1月19日には亀山市・金沢市・高山市・萩市と共に第1回歴史まちづくり法（国土交通省）に認定されている。
毎年7月に松原湖岸で開催される「鳥人間コンテスト選手権大会」や、マスコットの「ひこにゃん」を通じても広く知られている。

### 地名の由来
「彦根」という地名は天照大御神の御子であるアマツヒコネ（天津日子根命、天津彦根命；アマツヒコネノミコト）とイクツヒコネ（活津日子根命、活津彦根命；イクツヒコネのミコト）2柱のうち、後者が活津彦根明神として彦根山（彦根城が築かれた、琵琶湖岸の山）に祀られたことに由来するとされる。cf. 彦根神社創建年（1734年）。

## 地理

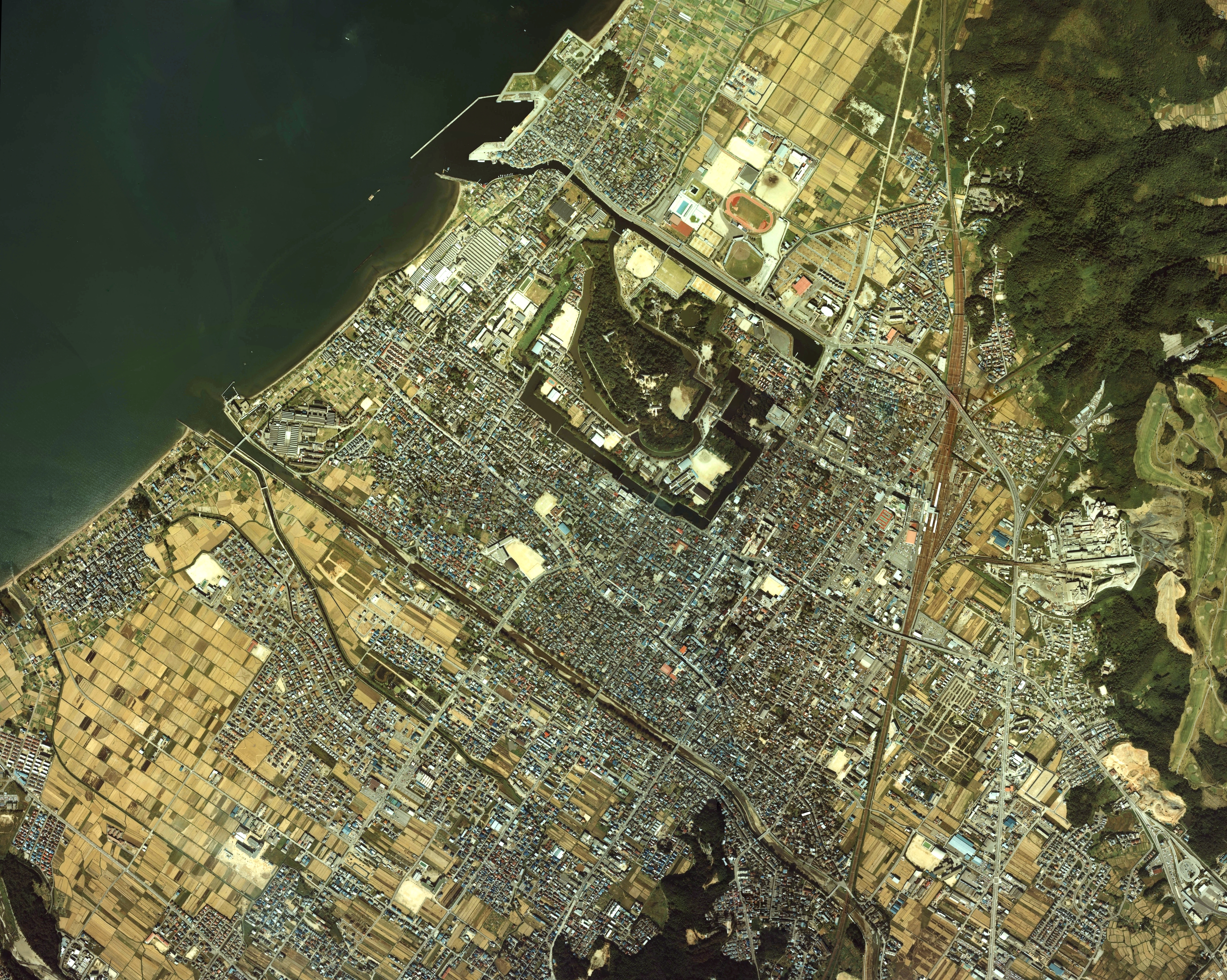
彦根市中心部。。

面積196.84km2（琵琶湖における市町境界の確定に伴い、2007年10月1日から）。
琵琶湖に面するが、内陸部に位置しており伊吹山地が近接しているため気候は内陸性気候である。気象庁の区分では滋賀県北部に分類されているが、彦根市は中部と言うべき位置にあり、積雪は他の県北部の市町村に比べて少ない。

### 位置
- 東端 ：北緯35度16分26.8秒 東経136度21分5.3秒（武奈町）。

cf. 国土地理院の地図閲覧サービスによる、この位置へのリンク（以下同様）
- 北端 ：北緯35度18分7.1秒 東経136度18分3.7秒（摺針峠に近い名神高速道路のトンネル付近）。
  - 水域北端 ：北緯35度21分21.4秒 東経136度8分54.8秒（多景島沖）。
- 西端 ：北緯35度13分1.7秒 東経136度6分45.9秒（愛知川河口北岸）。
  - 水域西端 ：北緯35度15分31.6秒 東経136度5分1.7秒（愛知川河口沖）。
- 南端 ：北緯35度11分24.6秒 東経136度11分30秒（服部町）。

### 地形

#### 山岳
主な山

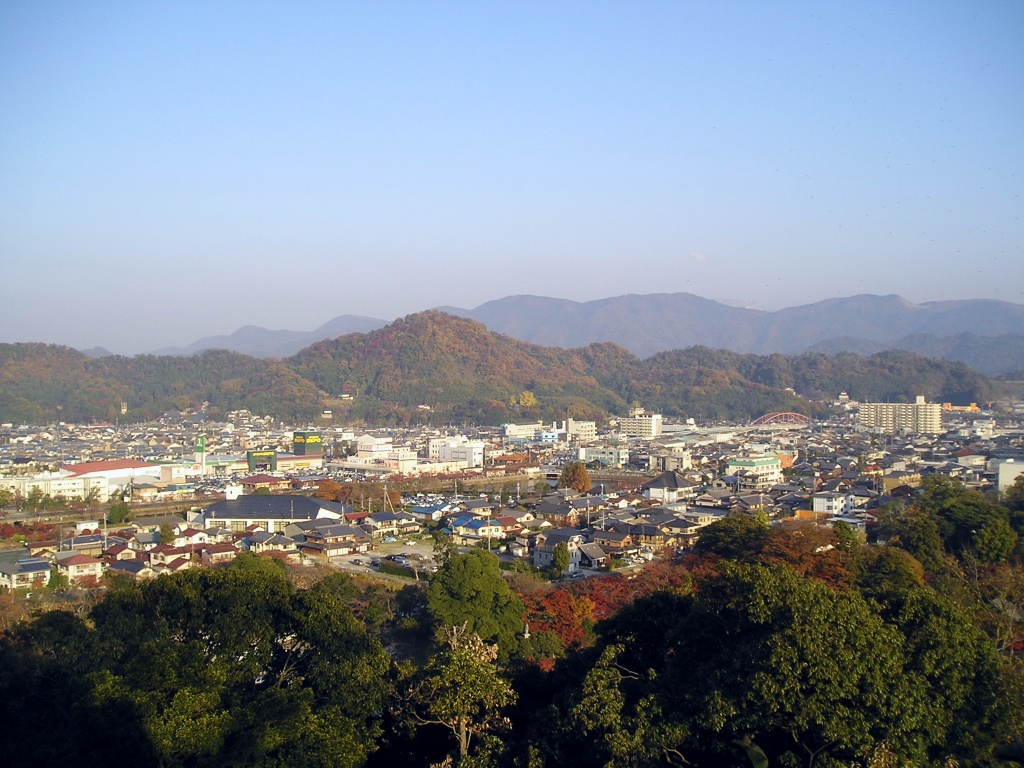
彦根山（彦根城）より佐和山を望む。

- 向山（芹川北）（むかいやま。別名：武奈山［ぶなさん］。標高659.8m）
- 男鬼山（おおりやま。標高683m［彦根市最高峰］）、イワス山（イワスやま、別名：原石山。標高640m）、比婆之山（ひばのやま。標高670m）
- 物生山（むしやま。標高190m）、弁天山（標高196m）、大洞山（おおぼらやま。標高211m）、佐和山（標高232.5m。cf. 佐和山城）
- 彦根山（ひこねやま、別名：金亀山［こんきやま］。標高163m。cf. 彦根城）
- 住友大阪セメント多賀鉱山跡（別名：原石山）
- 野田山（標高364m）
- 大堀山（おおぼりやま、別名：鞍掛山。標高150m）、亀甲山（きっこうやま。標高120m）
- 雨壺山（あまつぼやま。標高136.94m）
- 荒神山（標高284m）

#### 河川
主な川
- 芹川 (cf. 1606)
- 犬上川
- 宇曽川
- 来迎川（らいごうがわ）
- 愛知川

#### 湖沼
主な湖
- 琵琶湖

主な沼
- 野田沼
- 曽根沼
- 神上沼

#### 湖岸
- 松原湖岸（千々の松原）
- 新海浜湖岸

なお、それぞれ松原水泳場と新海浜水泳場が設置されていたが、ともに2024年に廃止された。

#### 島嶼
主な島
- 多景島

### 気候
彦根市の気候は日本海側気候であるが、滋賀県の北部のほかの地域と比べると雪の量は少なく、豪雪地帯にも指定されていない。平年の最深積雪は20cm台であるが、日本海寒帯気団収束帯の影響を受け50cm前後の大雪となることもある。2021年12月27日には1984年2月以来38年ぶりに73cmの記録的大雪となったほか、2017年1月24日には60cm、2012年2月3日には47cmを観測している。また観測所が琵琶湖に近いこともあり、気温の日較差・年較差が滋賀県内のほかの地点よりも小さい。
| 年                 | 日平均気温 | 日最高気温 | 日最低気温 | 平均湿度 | 平均風速 | 年降水量 | 年降雪量 | 最深積雪 |
| ------------------ | ---------- | ---------- | ---------- | -------- | -------- | -------- | -------- | -------- |
| 1894年（明治27年） | 14.4℃      |            |            | 78%      |          | 1235.6mm |          |          |
| 1900年（明治33年） | 13.6℃      |            |            | 78%      |          | 1582.9mm |          |          |
| 1905年（明治38年） | 13.6℃      |            |            | 81%      |          | 1805.7mm |          |          |
| 1910年（明治43年） | 13.2℃      |            |            | 79%      |          | 1640.1mm |          |          |
| 1915年（大正4年）  | 14.2℃      |            |            | 79%      |          | 1771.2mm |          |          |
| 1920年（大正9年）  | 14.0℃      |            |            | 79%      |          | 1449.2mm |          |          |
| 1925年（大正14年） | 13.5℃      |            |            | 79%      |          | 1821.2mm |          |          |
| 1930年（昭和5年）  | 14.2℃      |            |            | 79%      |          | 1465.4mm |          |          |
| 1935年（昭和10年） | 13.8℃      | 34.2℃      | －6.7℃     | 80%      |          | 1719.6mm |          |          |
| 1940年（昭和15年） | 13.7℃      | 35.1℃      | －6.9℃     | 79%      |          | 1417.7mm |          |          |
| 1945年（昭和20年） | 12.9℃      | 34.7℃      | －7.0℃     | 79%      |          | 1959.8mm |          |          |
| 1950年（昭和25年） | 14.1℃      | 34.5℃      | －3.4℃     | 79%      |          | 1874.9mm |          |          |
| 1955年（昭和30年） | 14.6℃      | 35.2℃      | －5.0℃     | 79%      | 3.3m/s   | 1637.1mm | 108cm    |          |
| 1960年（昭和35年） | 14.4℃      | 35.6℃      | －6.2℃     | 77%      | 3.3 m/s  | 1579.7mm | 127 cm   |          |
| 1965年（昭和40年） | 13.3℃      | 34.6℃      | －6.1℃     | 77%      | 3.1 m/s  | 2146.9mm | 100 cm   | 35 cm    |
| 1970年（昭和45年） | 13.5℃      | 35.0℃      | －5.8℃     | 77%      | 2.7 m/s  | 1746.0mm | 238 cm   | 57 cm    |
| 1975年（昭和50年） | 14.3℃      | 35.4℃      | －4.0℃     | 76%      | 2.4 m/s  | 1713.5mm | 176 cm   | 30 cm    |
| 1980年（昭和55年） | 13.7℃      | 33.2℃      | －3.4℃     | 74%      | 2.5 m/s  | 2130.0mm | 145 cm   | 40 cm    |
| 1985年（昭和60年） | 14.4℃      | 34.6℃      | －4.4℃     | 76%      | 2.5 m/s  | 1713.5mm | 133 cm   | 39 cm    |
| 1990年（平成2年）  | 15.4℃      | 35.2℃      | －4.1℃     | 74%      | 2.7 m/s  | 1707.5mm | 18 cm    | 8 cm     |
| 1995年（平成7年）  | 14.1℃      | 36.8℃      | －4.5℃     | 74%      | 2.7 m/s  | 1681.5mm | 150 cm   | 46 cm    |
| 2000年（平成12年） | 15.1℃      | 37.0℃      | －2.5℃     | 72%      | 2.8 m/s  | 1474.5mm | 177 cm   | 43 cm    |
| 2005年（平成17年） | 14.8℃      | 34.8℃      | －4.0℃     | 74%      | 2.9 m/s  | 1423.5mm | 92 cm    | 24 cm    |
| 2010年（平成22年） | 15.3℃      | 35.9℃      | －2.0℃     | 74%      | 2.7 m/s  | 1858.0mm | 40 cm    | 22 cm    |
| 年                 | 日平均気温 | 日最高気温 | 日最低気温 | 平均湿度 | 平均風速 | 年降水量 | 年降雪量 | 最深積雪 |

cf. 彦根市 毎年の気候数値：≪外部リンク≫ “彦根 毎年の値”. （公式ウェブサイト）.  気象庁. 2011年10月8日閲覧。
 彦根史上の気象に関する最高記録・最低記録
2024年時点。
- 日平均気温：最高16.7℃（2024年）、最低12.9℃（1945年）。
- 日最高気温：最高20.8℃（2024年）、最低17.4℃（1897年、1908年、1945年）。
- 日最低気温：最高13.1℃（2024年）、最低8.8℃（1913年、1926年）。
- 観測史上最高気温：37.7℃（2014年（平成26年）7月26日）。
- 観測史上最低気温：-11.3℃（1904年（明治37年）1月27日）。
- 平均湿度：最高81%（1904年、1905年、1921年、1932年、1934年、1936年、1937年）、最低71%（1994年、2001年）。
- 平均風速：最高3.4 m/s（1949年）、最低1.4 m/s（1931年）。
- 年降水量：最高3065.5mm（1896年（明治29年））、最低1098.5mm（1939年（昭和14年））。
- 一日最大降水量：596.9mm（1896年（明治29年）9月7日）
- 1時間最大降水量：63.5mm（2001年（平成13年）7月17日）
- 最大年降雪量：385 cm（1977年（昭和52年））
- 最大日降雪量：57 cm（2021年（令和3年）12月26日）
- 最深積雪：93 cm（1918年（大正7年）1月9日）

| 彦根市（彦根地方気象台、標高87m）の気候                          | 彦根市（彦根地方気象台、標高87m）の気候 | 彦根市（彦根地方気象台、標高87m）の気候 | 彦根市（彦根地方気象台、標高87m）の気候 | 彦根市（彦根地方気象台、標高87m）の気候 | 彦根市（彦根地方気象台、標高87m）の気候 | 彦根市（彦根地方気象台、標高87m）の気候 | 彦根市（彦根地方気象台、標高87m）の気候 | 彦根市（彦根地方気象台、標高87m）の気候 | 彦根市（彦根地方気象台、標高87m）の気候 | 彦根市（彦根地方気象台、標高87m）の気候 | 彦根市（彦根地方気象台、標高87m）の気候 | 彦根市（彦根地方気象台、標高87m）の気候 | 彦根市（彦根地方気象台、標高87m）の気候 |
| 月                                                               | 1月                                     | 2月                                     | 3月                                     | 4月                                     | 5月                                     | 6月                                     | 7月                                     | 8月                                     | 9月                                     | 10月                                    | 11月                                    | 12月                                    | 年                                      |
| ---------------------------------------------------------------- | --------------------------------------- | --------------------------------------- | --------------------------------------- | --------------------------------------- | --------------------------------------- | --------------------------------------- | --------------------------------------- | --------------------------------------- | --------------------------------------- | --------------------------------------- | --------------------------------------- | --------------------------------------- | --------------------------------------- |
| 最高気温記録 °C （°F）                                           | 17.2 (63)                               | 19.9 (67.8)                             | 24.5 (76.1)                             | 28.7 (83.7)                             | 32.2 (90)                               | 36.5 (97.7)                             | 37.7 (99.9)                             | 37.5 (99.5)                             | 36.5 (97.7)                             | 32.1 (89.8)                             | 26.1 (79)                               | 21.4 (70.5)                             | 37.7 (99.9)                             |
| 平均最高気温 °C （°F）                                           | 7.1 (44.8)                              | 7.7 (45.9)                              | 11.6 (52.9)                             | 17.4 (63.3)                             | 22.6 (72.7)                             | 26.0 (78.8)                             | 30.2 (86.4)                             | 32.1 (89.8)                             | 27.6 (81.7)                             | 21.8 (71.2)                             | 15.6 (60.1)                             | 9.9 (49.8)                              | 19.1 (66.4)                             |
| 日平均気温 °C （°F）                                             | 3.9 (39)                                | 4.2 (39.6)                              | 7.3 (45.1)                              | 12.4 (54.3)                             | 17.6 (63.7)                             | 21.8 (71.2)                             | 26.1 (79)                               | 27.5 (81.5)                             | 23.6 (74.5)                             | 17.7 (63.9)                             | 11.7 (53.1)                             | 6.5 (43.7)                              | 15.0 (59)                               |
| 平均最低気温 °C （°F）                                           | 1.0 (33.8)                              | 1.0 (33.8)                              | 3.5 (38.3)                              | 8.1 (46.6)                              | 13.5 (56.3)                             | 18.4 (65.1)                             | 22.9 (73.2)                             | 24.1 (75.4)                             | 20.2 (68.4)                             | 14.0 (57.2)                             | 8.0 (46.4)                              | 3.2 (37.8)                              | 11.5 (52.7)                             |
| 最低気温記録 °C （°F）                                           | −11.3 (11.7)                            | −8.9 (16)                               | −7.9 (17.8)                             | −2.1 (28.2)                             | 0.9 (33.6)                              | 6.9 (44.4)                              | 12.8 (55)                               | 14.0 (57.2)                             | 8.3 (46.9)                              | 1.5 (34.7)                              | −2.4 (27.7)                             | −8.7 (16.3)                             | −11.3 (11.7)                            |
| 降水量 mm （inch）                                               | 112.0 (4.409)                           | 99.6 (3.921)                            | 114.9 (4.524)                           | 117.3 (4.618)                           | 146.9 (5.783)                           | 175.6 (6.913)                           | 219.0 (8.622)                           | 124.6 (4.906)                           | 167.7 (6.602)                           | 140.7 (5.539)                           | 85.8 (3.378)                            | 105.9 (4.169)                           | 1,610 (63.386)                          |
| 降雪量 cm （inch）                                               | 36 (14.2)                               | 29 (11.4)                               | 6 (2.4)                                 | 0 (0)                                   | 0 (0)                                   | 0 (0)                                   | 0 (0)                                   | 0 (0)                                   | 0 (0)                                   | 0 (0)                                   | 0 (0)                                   | 11 (4.3)                                | 81 (31.9)                               |
| 平均降水日数 （≥0.5 mm）                                         | 16.3                                    | 14.3                                    | 13.7                                    | 12.1                                    | 10.9                                    | 13.0                                    | 13.2                                    | 9.1                                     | 11.8                                    | 10.3                                    | 10.2                                    | 15.6                                    | 150.6                                   |
| 平均降雪日数 （≥0 cm）                                           | 17.6                                    | 15.3                                    | 7.5                                     | 0.5                                     | 0                                       | 0                                       | 0                                       | 0                                       | 0                                       | 0                                       | 0.1                                     | 8.3                                     | 49.3                                    |
| % 湿度                                                           | 75                                      | 74                                      | 72                                      | 70                                      | 71                                      | 76                                      | 77                                      | 73                                      | 75                                      | 74                                      | 74                                      | 75                                      | 74                                      |
| 平均月間日照時間                                                 | 99.8                                    | 115.6                                   | 162.6                                   | 183.8                                   | 197.3                                   | 154.4                                   | 169.8                                   | 213.0                                   | 162.9                                   | 163.0                                   | 134.6                                   | 106.4                                   | 1,863.3                                 |
| 出典：気象庁（平均値：1991年 - 2020年、気温極値：1893年 - 現在） |                                         |                                         |                                         |                                         |                                         |                                         |                                         |                                         |                                         |                                         |                                         |                                         |                                         |

### 地域
- 行政上の中心地 ：元町（旧・彦根町中心地。現・彦根市役所所在地）。※テンプレート最下段の地図情報も参照のこと。
- 経済的中心地 (繁華街の変遷)

| 時期                   | 町名                 | 商圏名                                                 |
| ---------------------- | -------------------- | ------------------------------------------------------ |
| 明治・大正・昭和20年代 | 土橋町（現・銀座町） | マルビシ百貨店を中心とした土橋商店街                   |
| 昭和30年 - 40年代      | 銀座町・本町         | 銀座商店街・彦根市場商店街                             |
| 昭和50年 - 60年代      | 大東町               | アルプラザ彦根店                                       |
| 平成以降               | 竹ヶ鼻町・本町       | ビバシティ彦根・夢京橋キャッスルロード・四番町スクエア |

- 彦根市の地区（小学校の学区に準拠）

旭森地区・稲枝地区・亀山地区・河瀬地区・城西地区・城東地区・城南地区・城北地区・城陽地区・高宮地区・鳥居本地区
cf. ≪外部リンク≫ “彦根市（滋賀県）の住所･地名の読み仮名”.   市町村.com. 2011年10月8日閲覧。
cf. ≪外部リンク≫ “彦根市”. （公式ウェブサイト）.  日本郵便. 2011年10月8日閲覧。
彦根城城下町名の変遷
cf. 彦根城の城下町、町名の変遷：≪外部リンク≫  彦根市教育委員会 文化財課: “彦根城の城下町〜町名の変遷”. （公式ウェブサイト）.   彦根市教育委員会. 2011年10月8日閲覧。

#### 広域地域区
- 近畿地方の北東部に位置し、古くは近江国の北東部地方を指して言う「北近江」に属した。ただし、狭義の「北近江」および「江北」は当時の彦根市相当地域よりさらに北に位置する3郡（伊香郡・浅井郡・坂田郡）を指す呼称であり、もともと坂田郡に属していた鳥居本地区以外これには含まれず、それに代わる固有の呼称は見られない。
- 滋賀県内の地方区分は琵琶湖との位置関係で名をなしており、湖北・湖東・湖南・湖西に大別されるが、そのうち、彦根地方は「湖東地方」に属する。

cf. 近畿地方および滋賀県の地方区分図（参考）：≪外部リンク≫ “近畿地方”. 気象予報区区分表（ウェブサイト）.   個人. 2011年10月8日閲覧。：近畿地方における彦根市の位置、滋賀県北部における彦根市の位置、湖東に属する彦根市、などが参照要素。
- 滋賀県を南北2地域に分ける概念においては、南部の中心都市が大津市又は草津市であるのに対して北部の中心都市は彦根市と見なされてきた（上記の参考外部リンクでも確認可能）。

### 人口
平成27年国勢調査より前回調査からの人口増減を見ると、1.36%増の113,679人であり、増減率は県下19市町村中5位。京都や大阪の住民が滋賀県をベッドタウンとする現象が進捗する現在、彦根市の人口も増加傾向にあるが、その増加率は県南部の都市と比べるとゆるやかである。
| |                                        |  |
| 彦根市と全国の年齢別人口分布（2005年） | 彦根市の年齢・男女別人口分布（2005年） |  |
| ■紫色 ― 彦根市 ■緑色 ― 日本全国 | ■青色 ― 男性 ■赤色 ― 女性              |  |
| 彦根市（に相当する地域）の人口の推移 \| 1970年（昭和45年） \| 78,753人 \| \| \| 1975年（昭和50年） \| 85,066人 \| \| \| 1980年（昭和55年） \| 89,701人 \| \| \| 1985年（昭和60年） \| 94,204人 \| \| \| 1990年（平成2年） \| 99,519人 \| \| \| 1995年（平成7年） \| 103,508人 \| \| \| 2000年（平成12年） \| 107,860人 \| \| \| 2005年（平成17年） \| 109,779人 \| \| \| 2010年（平成22年） \| 112,156人 \| \| \| 2015年（平成27年） \| 113,679人 \| \| \| 2020年（令和2年） \| 113,647人 \| \| |                                        |  |
| 総務省統計局 国勢調査より |                                        |  |
| 1970年（昭和45年） | 78,753人                               |  |
| 1975年（昭和50年） | 85,066人                               |  |
| 1980年（昭和55年） | 89,701人                               |  |
| 1985年（昭和60年） | 94,204人                               |  |
| 1990年（平成2年） | 99,519人                               |  |
| 1995年（平成7年） | 103,508人                              |  |
| 2000年（平成12年） | 107,860人                              |  |
| 2005年（平成17年） | 109,779人                              |  |
| 2010年（平成22年） | 112,156人                              |  |
| 2015年（平成27年） | 113,679人                              |  |
| 2020年（令和2年） | 113,647人                              |  |

### 隣接自治体
滋賀県
北部から西部にかけては琵琶湖に開けており、湖上の多景島も市域に含まれる。湖の対岸は北に長浜市、北西に高島市、西に大津市が位置している。
- 米原市 ：北東部で隣接。
- 犬上郡
  - 多賀町 ：東部で隣接。
  - 甲良町 ：南部で隣接。
  - 豊郷町 ：南部で隣接。
- 愛知郡
  - 愛荘町 ：南部で隣接。
- 東近江市 ：南西部で隣接。

## 歴史
※新暦導入以前（1872年以前）の日付は和暦による旧暦を主とし、丸括弧内に西暦（1581年以前はユリウス暦、1582年以降はグレゴリオ暦）を添える。「同年4月（4月）」は「旧暦4月（新暦4月）」の意、「同年4月（4月か5月）」とあれば「旧暦4月（新暦では5月の可能性もあり）」の意。

### 有史以前
- 縄文時代：松原内湖遺跡（在・松原町。縄文時代の琴・丸木船・縄文土器等、出土）、南川瀬南遺跡（在・川瀬馬場町。竪穴建物跡、縄文土器、土師器等、出土）等の最も古い形成期[広報 2]。
- 弥生時代：掘南遺跡（在・堀町。方形周溝墓、竪穴建物跡、土師器等、出土）、肥田西遺跡（在・肥田町。弥生土器、須恵器等、出土）等の最も古い形成期[広報 2]。
- 古墳時代前期：荒神山の尾根に荒神山古墳が築造される。全長約124mと、規模にして滋賀県下第2位の前方後円墳[広報 3]。
- 古墳時代後期：荒神山一帯に群集墳が築造される[広報 3][広報 2]。

### 古代
- 630年（舒明天皇2年）：近江国犬上郡（現・彦根市相当地域を含む）発祥の豪族・犬上氏（犬上君）出身の犬上御田鍬が、第1回遣唐大使として唐へ出航。
- 671年（天智天皇10年）7月2日 (旧暦)（8月12日）前後：壬申の乱において、大友皇子（弘文天皇）の将・山部王が犬上川河畔に布陣したところ、味方の将である蘇我果安と巨勢比等（巨勢人）に殺害される（事由は不明）。
- 672年（天武天皇元年）7月9日 (旧暦)（8月7日）：壬申の乱の一局面として、鳥籠山（とこのやま）の戦いが勃発。7月7日に息長横河（おきながのよこかわ。現・米原市梓河内）で大友皇子（弘文天皇）方・境部薬軍を撃破した（息長横河の戦い）大海人皇子（天武天皇）方・村国男依らの軍勢は、その2日後、鳥籠山に布陣した秦友足軍（大友皇子方）も破り、秦友足を討ち取る。なお、『万葉集』にも歌われた「鳥籠山」なる山の所在は特定されておらず、現在の大堀山と比定する説も含めて諸説が並立する。
- 710年（養老4年）：淡海公・藤原不比等が近江国国司としてこのころ彦根に住んだことから、その子・藤原房前が、自ら護持仏としていた黄金の亀の背に乗った高さ1寸8分（約5.5cm）の聖観音像を本尊として、当年、彦根山に金亀山 西寺観音（彦根寺）を建立する[5]。
- 7世紀前半（奈良時代前期）：行基が平流山（へいるやま。現・荒神山）山頂に奥山寺を開山したと伝わる。

### 中世

#### 鎌倉時代
- 1192年（建久3年）：鎌倉幕府が成立し、佐々木定綱が近江国守護となる（佐々木氏による近江国支配の始まり）。
- 建久年間（1190 - 1198年）：佐和山城の最古の史料あり。鎌倉時代の近江国守護・佐々木荘地頭であった佐々木定綱の六男・佐保時綱が築いた砦が始まりとされる。

- 1242年（仁治3年3月7日 (旧暦)（4月8日）：佐々木信綱の死に伴い、所領は分割統治されることとなり、江北6郡（当時は犬上郡を含む）は四男・氏信（京極氏信）が継承する（京極氏の登場と、その支配の始まり）。

#### 室町時代
- 室町時代中期：犬上郡（現在の彦根地方を含む）の多賀神社（現・多賀大社）を本拠とする多賀氏と坂田郡を本拠とする多賀氏が同族間で争う。

#### 戦国時代
- 戦国時代前期：近江国守護・佐々木氏の嫡流で湖南を統べる六角氏が、湖東（犬上郡を含む）および湖北の一角をも勢力下に置く。
- 時期不明ながら、荒神山に六角氏の重臣・日夏安芸守が荒神山城（日夏氏［六角氏の庶流］居城）を築く。
- 1468年（応仁2年）：応仁の乱の局地戦において、東軍の京極持清重臣・多賀高忠らが、六角高頼ら西軍を破り、湖北・湖東から六角勢を排除する。
- 1469年（文明元年）：六角氏に替わって京極氏（京極持清）が近江国守護を任じられる。
- 1472年（文明4年）9月 (旧暦)（9月か10月）：京極方の実権者・多賀高忠が、京極方の政敵と六角高頼ら西軍方の連合軍を破り、湖北・湖東を掌握するも、同月末に巻き返され、結果、六角氏が再び勢力を伸ばす。
- 1475年（文明7年）：多賀高忠が再起し、六角高頼に勝利するも、西軍方の援軍に敗退。
- 1494年（明応3年）：神仏習合によって多賀大社（在・犬上郡多賀町多賀）に神宮寺として不動院（天台宗）が建立されると、これ以降、同社は「お伊勢参らばお多賀へ参れ」と俗謡に歌われる全国的聖地となってゆき、同社とその参詣道周辺[注 2]では伊勢・熊野と相比される隆盛が近世末まで続く。
- 1560年（永禄3年）：野良田の戦いで浅井氏が六角氏に大勝し、これ以降、湖北・湖東における六角氏勢力を一掃する（湖北・湖東の名目上の支配者であった京極氏の時代もここで完全に終わる）。これにより、当時の犬上郡も浅井氏勢力下に入る。

### 近世

#### 安土桃山時代
- 元亀年間（1570 - 1573年）：佐和山城主・磯野員昌（浅井氏家臣）が織田信長らと8ヶ月に及ぶ激戦を繰り広げる。
- 1571年（元亀2年2月24日 (旧暦)（3月19日）：佐和山城の磯野員昌が織田信長に降伏し、犬上郡は織田政権下に入る（浅井氏支配の終わり）。その後、織田氏家臣・丹羽長秀が佐和山城に入城。
- 1571年（元亀2年）頃：比叡山焼き討ちと時を前後して、荒神山山頂の奥山寺（現・荒神山神社）が織田信長に焼き討ちされる。荒神山城もこのとき廃城処分されたという説がある。
- 1582年（天正10年）6月27日 (旧暦)（7月26日）：清洲会議の結果、明智光秀討伐に功のあった堀秀政に佐和山城が与えられ、翌年、入城。犬上郡は豊臣政権下に入る。
- 1585年（天正13年）：転封となった堀氏に替わって堀尾吉晴が佐和山城に入城。

- 1595年（文禄4年）：石田三成が佐和山城に入城（従来説では天正18年［1590年］、他説では天正19年［1591年］4月）。これよりのち、荒廃していた城を近世城郭に大改修する。
- 1600年（慶長5年）
  - 7月29日 (旧暦)（西暦9月6日）：伏見城攻め督戦のため、石田三成が佐和山城を出陣。
  - 9月15日 (旧暦)（西暦10月21日）：関ヶ原の戦いで石田三成率いる西軍が徳川家康率いる東軍に敗北。
  - 9月15日 - 18日 (旧暦)（西暦10月21日- 24日）：佐和山城の戦い（三成の居城・佐和山城が小早川秀秋軍を先鋒とする東軍の猛攻撃を受けて落城する）。
  - 関ヶ原の戦いの後
    - 犬上郡古来の有力豪族であった多賀氏は、西軍に属したことから所領を没収され、地域から追放される。
    - 井伊氏（当主・井伊直政）が上野国高崎から近江国佐和山に転封となる。同年、井伊共保以来井伊氏の菩提寺で行基開祖とされる遠江国引佐郡の万松山龍潭寺を分寺し、僧・昊天（こうてん）が佐和山麓に建立（弘徳山龍潭寺の創建）[広報 4]。
- 1602年（慶長7年）7月 (旧暦)（7月か8月）：中山道の整備にあたって、古より東山道の宿駅であった小野村（小野宿）を伝馬継所と定める[6]。

#### 江戸時代
- 1603年（慶長8年）
  - 淡海（おうみ、琵琶湖[注 3]）に浮かぶ彦根山（金亀山）にて、尾張藩・越前藩等7国12大名（15大名とも）が助力する天下普請（手伝普請）による彦根城の築城が始まる。他の候補地として、磯山（当時は磯山城所在地。在・米原市磯）と荒神山（当時は荒神山城址所在地。在・彦根市中南部）があった。
  - 初代藩主・井伊直政の死を受けて、曹洞宗の祥寿山清凉寺が、直政の墓所として創建され（ただし、開山は第2代藩主・井伊直孝のとき、高僧・愚明正察［ぐみょうしょうさつ］による）、以後、同寺は歴代藩主の墓所となる[広報 5]。
  - 佐和山藩主・井伊直勝（直継）が、彦根山周辺に城塞・城下町建設用地と有効な軍事防衛線を創出するべく大規模な地割を実施。尾末山（現・尾末町域）を全山切り崩し、善利川（芹川）の流路を約2kmにわたって南に付け替えて、その跡地に三重の堀を造成する[広報 6]。善利川（芹川）は霊仙山を源流として西進し、城塞・城下町建設用地を貫流して松原内湖に注いでいたが、建設用地の南を直線的に流れるように変えられ、近江国を北進してくる敵に対する第一次防御線となった[広報 6]。
  - 中山道の整備にあたって、江戸幕府は前年の決定の撤回し、小野村（東山道・小野宿）にて代々本陣を務めてきた寺村家に北隣の鳥居本村への移転を命じ、これをもって中山道・鳥居本宿が成立する[6]。
    - 井伊直政が転入して以後、井伊氏が治める佐和山藩（のち、彦根藩）の城下町が中山道の宿場町（鳥居本宿、高宮宿）とともに栄え始める。なお、「彦根道」の名で総称される2つの脇往還、切通道（鳥居本宿- 切通峠- 城下）と高宮道（高宮宿- 七曲がり- 久佐の辻- 城下）は、中山道の賑わいを彦根城下へ引き込む意図をもって整備された。また、犬上郡の松原村（現・彦根市松原町）、坂田郡の入江村（現・米原市域、旧・米原町域）・浅井郡の???（現・長浜市域）の3港湾が井伊氏の保護下で「彦根三湊（ひこねさんみなと）」として栄える[7]。

- 1606年（慶長11年）：彦根城天守が完成し、間もなく、佐和山藩主・井伊直勝（直継）が佐和山城から彦根城へ居城を移す。
- 1615年（元和元年）：佐和山藩が廃藩となり、替わって彦根藩が立藩。cf. ただし、彦根藩主の歴代は時を遡って井伊直政を初代とする。
- 1616年（元和2年）：彦根城の天下普請が終わり、これよりのちは彦根藩単独での築城が続く。
- 1622年（元和8年）：彦根城が完成。同じ頃、城下町もほぼ完成していたと推定される[広報 8]。
- 寛永年間（1624 - 1644年）：のちに「彦根屏風」とも呼ばれることになる風俗図屏風『紙本金地著色風俗図』はこのころ描かれたと推定される[広報 9][広報 10][12]。
- 寛永9年1月30日（1632年3月20日）：彦根藩第2代藩主・井伊直孝が、大和郡山藩主・松平忠明とともに、江戸幕府初代大政参与（cf. 大老）に就任。
- （寛永10年（1633年）：井伊直孝が幕閣中枢としての貢献を認められ、この年までに井伊家彦根藩に15万石の加増あり。さらに間もなくして、幕府直轄領（天領）の城付米預かりとして2万石（知行高換算5万石）の付与もあり、大大名に適う35万石の格式（譜代大名中最高）を得る。
- 1656年（明暦2年）：甲冑師・長曽禰興里（刀工・虎徹）による作刀が始まったとされる（延宝5年［1677年］まで続いたとされる）。
- 1658年（万治元年）頃：鳥居本宿の鵜川市郎兵衛（うかわ いちろうべえ。文化10年［1813年］になって有栖川宮より「有川」姓を賜ったため、有川市郎兵衛と呼ばれる）が健胃薬「赤玉神教丸」を中山道や東海道を往く参勤交代の大名や旅人の道中薬として売り出す[広報 11][13][14]。当初は多賀大社の霊験あらたかな丸薬（神教丸）として、のちには街道随一の妙薬と謳われ、全国に普及する(現在は有川製薬)[13][14]。
- （延宝5年（1677年）：彦根藩第4代藩主・井伊直興が彦根城下屋敷「槻御殿（黒門外御屋敷）」を造営。すなわち、明治以降「楽々園」と呼ばれることになる名所の成立。
- 1678年（延宝6年）：井伊直興が彦根城下屋敷「槻御殿」の庭園を大池泉回遊式の大名庭園に整備。すなわち、後世「玄宮園」と呼ばれることになる名所の成立。
- 元禄年間（1688 - 1704年）：この頃より、犬上郡十王村（現・彦根市西今町563）の湧水「十王村の水」が、「五個荘清水ヶ鼻の水」・「醒井の水」と共に「湖東三名水」と呼ばれていた[広報 12]。
- 1695年（元禄8年）：彦根藩第4代藩主・井伊直興により、松原内湖（非現存）の畔に[15] 長寿院（大洞弁財天）が創建される。
- 1714年（正徳4年）：彦根藩の支藩として彦根新田藩が成立。現・彦根市相当地域では犬上郡の一部を領有する。しかし、享保19年（1734年）に廃藩。
- 1720年（享保5年）：江戸の坂田屋呉服店（大坂［現・大阪］の商家[16] とも）の奉公人であった馬場弥五郎が、柿渋を塗った油紙製の道中合羽を開発し、故郷・鳥居本宿で製造・販売を始めたと伝えられる[16]。以後、この「鳥居本合羽」は旅に欠かせない優れた雨具として評判を呼び、当地の名産品となった[16]。最盛期には鳥居本宿だけで17軒（異説では18軒、あるいは25軒）の店があったという。化学繊維品が急速に普及する第二次世界大戦後までは隆盛であった[16] が、1970年代に姿を消した。
- 1734年（享保19年）5月28日 (旧暦)（6月29日）：彦根藩第4代藩主・井伊直興のとき、彦根城の築城にあたって移転もしくは廃社・廃寺されていた複数の社寺のうち、彦根の名の由緒とされる「活津彦根命（イクツヒコネノミコト）」を祀る神社から田中神社（在・後三条町宮立）へ勧請する[17]。同年8月5日（新暦9月2日）には田中神社の社号は「彦根神社」と改められ、以後、彦根の惣社となる[17]。
- 享保年間（1716 - 1735年）：北前船の西廻り航路開発により、琵琶湖の湖上水運が衰退を始める[7]。
- 1717年（享保2年）頃：彦根三湊（ひこねさんみなと。cf.）と大津百艘（おおつひゃくそう。cf. 大津港）の対立が激化[7]。
- 1753年（宝暦3年）：鳥居本宿にある赤玉神教丸店の8棟造りの主屋（県指定文化財として現存）が完成。
- 1759年（宝暦9年）頃：埋木舎が創建される[18][19]。
- 1795年（寛政7年8月 (旧暦)（9月）：本陣並みの施設を備えて隆盛する磨針峠の立場茶屋「望湖堂」に対し、近隣の鳥居本宿と番場宿の本陣が奉行宛てに連署で「本陣まがいの営業」を慎むよう訴える。
- （寛政11年7月（1799年7- 8月）：彦根藩藩校「稽古館」が彦根城内の西内曲輪（現在の彦根市立西中学校校庭）にて開校（施設の竣工は前年［1798年］春）[広報 13]。その後「弘道館」など改称を幾度も重ね、1872年（明治5年）に廃校。1876年（明治9年）8月に開校する第三大学区第十一番中学区彦根学校（現・滋賀県立彦根東高等学校）の前身に位置づけられる[広報 13]。
- 1809年（文化6年）：糸問屋の糸屋重兵衛（初代）が菓子業に転じる（現・いと重菓舗の創業）[広報 14]。
- 1810年（文化7年）頃：彦根藩第11代藩主・井伊直中が、琵琶湖畔に彦根藩松原下屋敷（通称：お浜御殿）を造営。
- 1813年（文化10年）：藩主・井伊直中の隠居屋敷として玄宮園が再整備され、現在の形を得る。
- 1829年（文政12年）：彦根で呉服商・古着商を営んでいた絹屋半兵衛が、伊万里焼の職人を招き、彦根油屋町の古着商・島屋平助と彦根藩御蔵手代・西村宇兵衛を誘って共同で佐和山山麓に「絹屋窯」を開き、湖東焼の創始者となる（「湖東焼」にて詳述する）。
- 1835年（天保6 - 8年）：江戸でこの頃、鳥居本宿と高宮宿を含む中山道六十九次を題材とした名所絵揃物『木曽街道六十九次』（当初は渓斎英泉、のちは歌川広重の手になる）が刊行される。

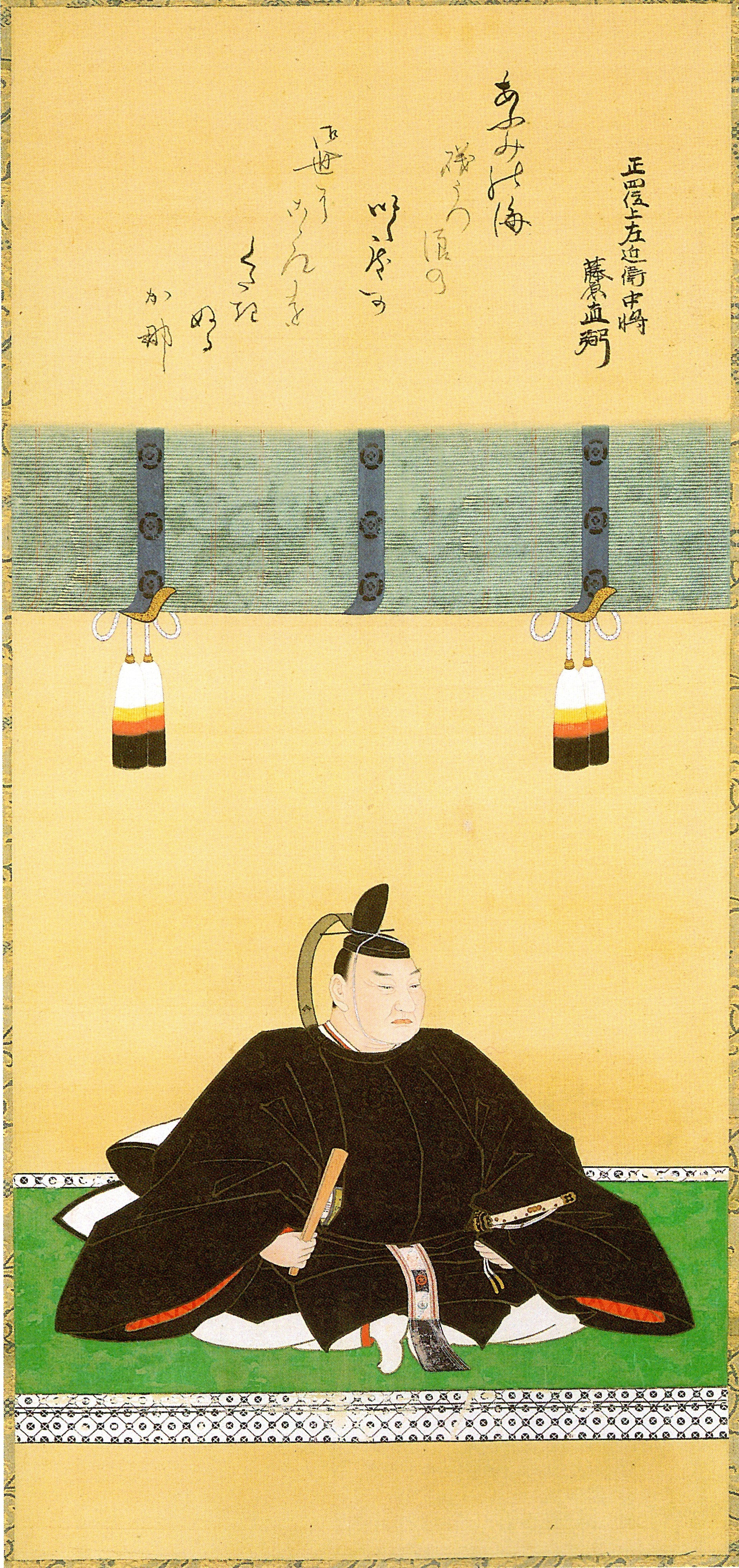
井伊直弼肖像画
井伊家第34代当主、井伊掃部頭家第15代当主、彦根藩第15代藩主。江戸幕府大老。

- 1842年（天保13年）：彦根藩第14代藩主・井伊直亮治世下で湖東焼「絹屋窯」が召し上げられ、藩直営となる。
- 1850年（嘉永3年）10月2日（11月5日）：井伊直弼が彦根藩第15代藩主に就任。江戸幕府の掃部頭（掃部寮長官）に就任。
- 1854年（嘉永7年）：彦根城の大修理（特に石垣は中央部から西方にかけて足元から組み直される）[20]。
- 1858年（安政5年）4月23日 (旧暦)（6月4日）：井伊直弼が江戸幕府大老に就任。
- 1860年（安政7年）3月3日 (旧暦)（3月24日）：桜田門外の変（江戸城桜田門外で水戸藩と薩摩藩の脱藩浪士が彦根藩の行列を襲撃し、幕府大老［兼・彦根藩主］・井伊直弼を暗殺）。
- 1862年（文久元年/文久2年）：湖東焼の藩窯が閉鎖される。
- 1866年（慶応2年）：第二次長州征討において、彦根藩と高田藩の征討部隊が小瀬川河畔にて長州藩諸隊に大敗し、壊滅する。

### 近代

#### 明治時代

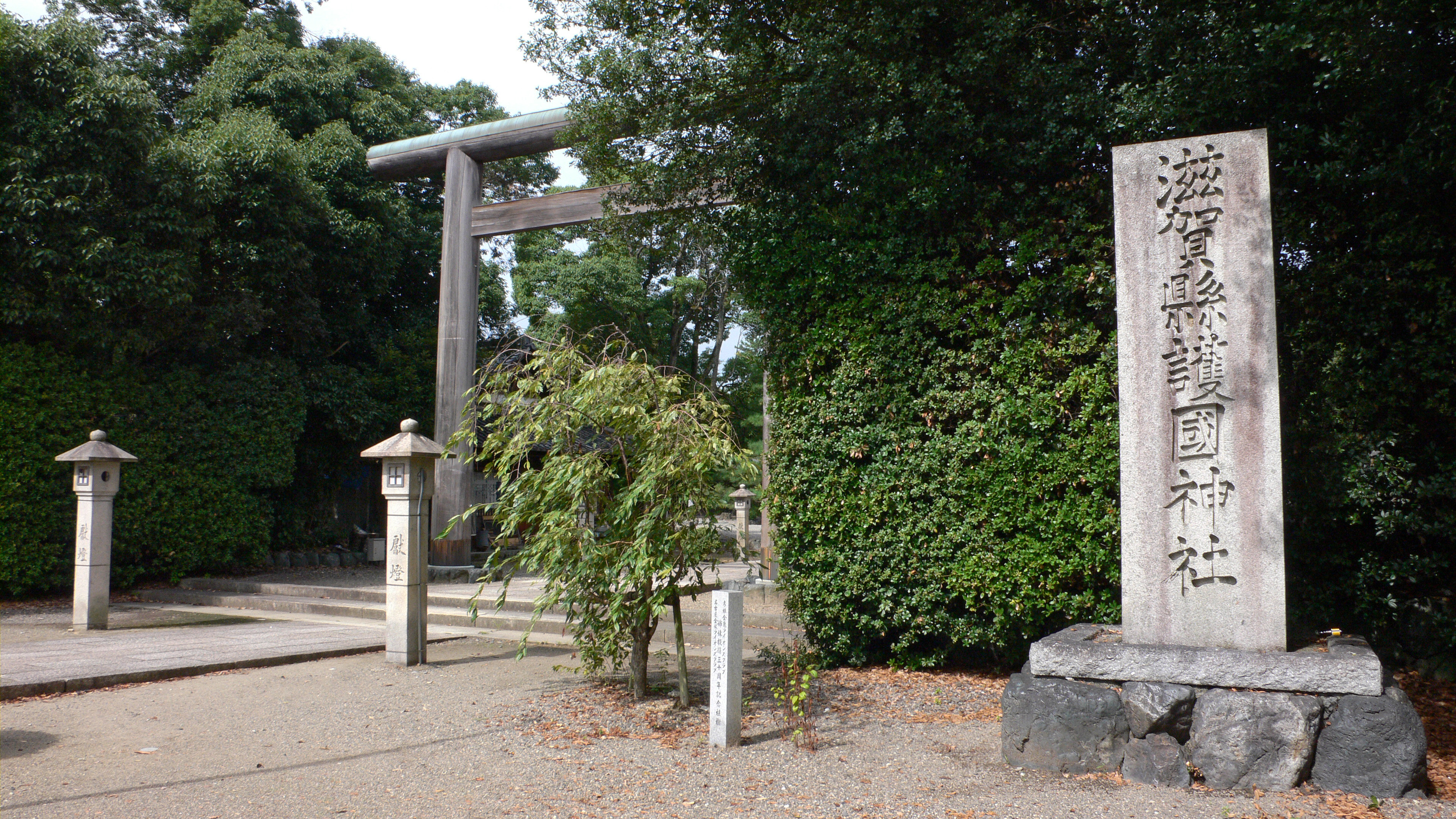
滋賀縣護國神社

- 1869年（明治2年）：戊辰戦争で戦死した彦根藩士26人の霊を祀る招魂碑が、竜潭寺境内に建立される。
- 1871年（明治4年）
  - 旧暦7月14日（新暦8月29日）
    - 廃藩置県が断行され、彦根藩領は彦根県となる。
    - 犬上郡内で、東沼波村（140戸の大所帯）・西沼波村・大堀村・地蔵村・正法寺村・野田山村の千本地区6か村が新設合併し、千本村（ちもとむら）が発足する。

  - 旧暦10月10日（新暦11月22日）： 第一次府県廃合により、彦根県（旧・彦根藩）・宮川県（旧・近江宮川藩）・山上県（旧・山上藩）・朝日山県（旧・朝日山藩）が新設合併し、長浜県が発足。県庁は坂田郡長浜（現在の長浜市）への移転を予定していたが、犬上郡彦根の彦根城に設置された。
- 1872年（明治5年）
  - 新暦3月24日（旧暦2月16日）：県庁が坂田郡長浜に移転。
  - 新暦4月4日（旧暦2月27日）：県庁の犬上郡彦根への移転を予定して、長浜県が犬上県に改称。
  - 新暦6月（旧暦5月）：県庁が犬上郡彦根に移転。
  - 新暦9月28日（旧暦8月26日）：滋賀県が犬上県を編入合併する。この際、彦根はその強い保守的風土ゆえに県庁所在地になることを嫌い、よって滋賀県県庁所在地は県域のほぼ中央部にある彦根ではなく、西端部に位置する大津になったという経緯がある。
- 1873年（明治6年）1月14日：全国城郭存廃ノ処分並兵営地等撰定方（廃城令）が発布され、近世城郭の多くが廃城処分と決まるなか、彦根城は存城処分となった。ただしこれは文化財保存ではなく軍事利用を図っての処置であり、陸軍施設となった彦根城でも取り壊しが始まる。

- 1876年（明治9年）
  - 戊辰戦争で戦死した彦根藩士の招魂碑が前年（1873年）に尾末地区へ移され、この年同地に社殿を造営し滋賀縣護國神社が創建される。
  - 8月：第三大学区第十一番中学区彦根学校（現・滋賀県立彦根東高等学校）が開校[広報 13]。cf. 彦根藩藩校（1799年）。
- 1878年（明治11年）10月29日：明治天皇が北陸巡幸の帰途、彦根を通過する際、陸軍省に対して「彦根城保存の達｣があり、彦根城の解体中止と保存が決まる。一説には、天皇に随行した参議・大隈重信がその消失を惜しみ、天皇に奉上したことによるともいう[広報 15]。また異説では、天皇が近江町長沢の福田寺で小休止したとき、住持・攝専（せっせん）の妻で天皇の従妹にあたるかね子が奉上したともいわれる[広報 15]。
- 1889年（明治22年）
  - 7月1日：日本国有鉄道（国鉄。JRの前身）東海道線（1909年以降、東海道本線）の彦根駅が開業（関ケ原駅 - 膳所駅間の開通と同時）。当時の通称は「大駅（おおえき）」。ある時期[いつ?]まで単に「彦根駅」という場合は近江鉄道の現・彦根口駅を指していた。なお、これを境に、明治初頭から繁栄してきた松原港と長曽根の彦根港による湖上輸送は衰退し始める[21]。
- 1891年（明治24年）4月：犬上郡彦根町5（現・彦根市本町）に彦根町立病院（現・彦根市立病院）が開設[広報 16]。当時の診療科目は内科と外科[広報 16]。
- 1893年（明治26年）10月1日：犬上郡彦根町大字丸野木54番地（現・彦根市城町2-5-25）にて、滋賀県立彦根測候所（彦根地方気象台の前身）が1日6回の気象観測を開始（滋賀県における気象業務の始まり）[広報 17]。

日清戦争後
- 1895年（明治28年）：湖東焼が途絶（民営で存続されていた窯が全て閉鎖される）。
- 1896年（明治29年）
  - 5月1日：国鉄東海道線（JR東海道本線の前身）の彦根駅-能登川駅間で、河瀬駅が新設開業。
  - 6月16日：西村捨三・大東義徹ら旧彦根藩士と近江商人の尽力により、近江鉄道が起業。
- 1898年（明治31年）6月11日：近江鉄道本線が開業（彦根駅-愛知川駅間の開業。同時に高宮駅も開業）。
- 1900年（明治33年）8月20日：文部大臣・森有礼による小学校令改正を受けて、犬上郡彦根町に城東尋常小学校と城西尋常小学校、松原村に城北尋常小学校、青波村に青波尋常小学校（現・佐和山小学校）、千本村に千本尋常小学校（現・旭森小学校）、福満村に城南尋常小学校（現・城南小学校）、北青柳村に＿＿＿（現・城陽小学校）が開校する。
- 1901年（明治34年）5月20日：近江鉄道本線新町駅（現・彦根口駅）が開業。

日露戦争後
- 1908年（明治41年）3月23日：犬上郡彦根町外番場にて、訓盲院（滋賀県立盲学校の前身）の開設。開校・創立は同年5月4日、私立彦根訓盲院への改称と同時。
- 1910年（明治43年）：尾末公園の井伊直弼大老銅像（現存する「金亀児童公園の井伊直弼大老銅像」の前身）、建立（没後50年を記念し、大老・井伊直弼の銅像が、滋賀縣護國神社近くにあった尾末公園に建立された）[広報 18]。この像は第二次世界大戦中の金属類回収令に準じて供出され、取り壊されたが、1949年（昭和24年）、護国神社境内に再建され、1958年（昭和33年）には金亀児童公園に移された[広報 18]。
  - なお、1909年（明治42年）には、開港50周年を迎えた横浜市が、開港の生みの親でもある井伊直弼を顕彰し、直弼の官位・掃部頭（かもんのかみ。掃部寮長官）にちなんで名付けられた掃部山に銅像を建立している[広報 18]。
- 1912年（明治45年）7月上旬：犬上郡高宮町（現・彦根市高宮町）にて高宮納涼花火大会、初の開催（大規模な花火大会として現在の彦根市域で最古）。

#### 大正時代
- 大正時代の始まる頃：松原内湖のうち、西側の一部が干拓され、田畑に変わる（内湖消滅の始まり）[15]。
- 1914年（大正3年）3月8日：近江鉄道多賀線高宮駅-多賀駅（現・多賀大社前駅）間が開業。
- 1917年（大正6年）
  - 1月1日：近江鉄道本線の新町駅が彦根口駅に改称。
  - 犬上郡彦根町（現・彦根市内）で近江絹綿株式会社（現・オーミケンシ）が起業。当時は絹紡糸の半製品（ペニー）生産を中心とした。
- 1917年（大正6年）：大正天皇の全国巡幸があり、彦根訪問の際、天皇は千本村の大堀山山頂にて行われた大日本帝国陸軍の大演習を閲兵した。

第一次世界大戦後

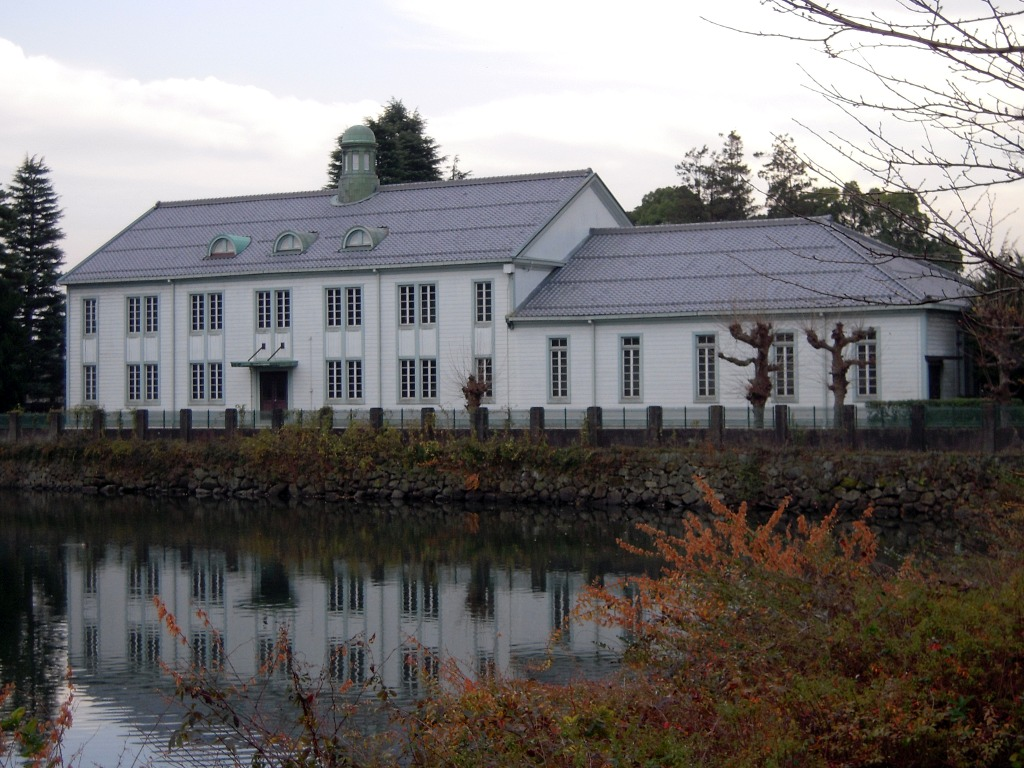
滋賀大学経済学部講堂（かつての彦根高等商業学校講堂）と彦根城中濠／2008年12月撮影。

- 1920年（大正9年）7月1日：国鉄東海道本線の河瀬駅-能登川駅間で、稲枝駅が新設開業。
- 1923年（大正12年）
  - 4月：犬上郡彦根町（現・彦根市内）にて彦根高等商業学校（滋賀大学経済学部の前身）が開校。創立は1922年（大正11年）10月。
  - 松原に近代港湾が造られる一方、松原内湖の南側の一部が埋め立てられ、総合運動場や水産試験場の用地となる[15]。
- 1925年（大正14年）3月12日：近江鉄道多賀線と共に近江鉄道本線の彦根駅-高宮駅間が電化される。

#### 昭和時代
太平洋戦争前

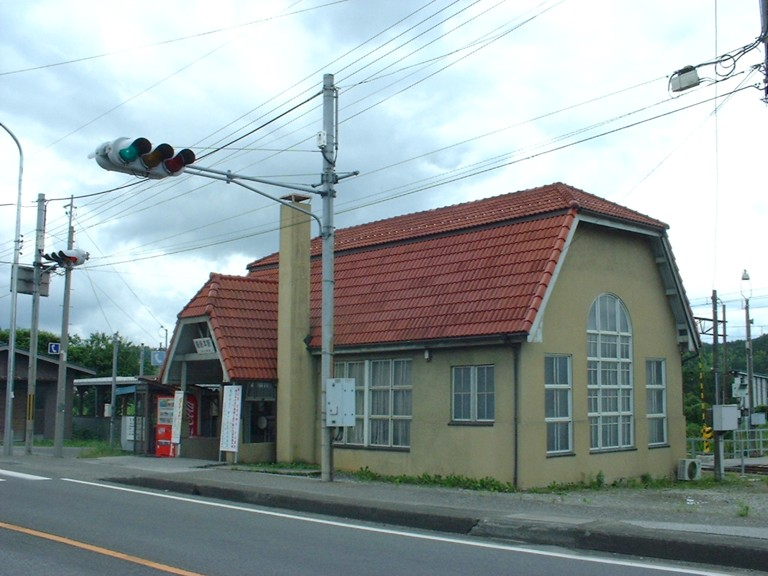
創設当時から変わらない鳥居本駅の建物

- 1928年（昭和3年）4月18日：近江鉄道本線高宮駅-貴生川駅間が電化される。
- 1930年（昭和5年）12月30日：近江鉄道がバス事業を起業し、彦根-多賀間で定期バスの運行を開始。
- 1931年（昭和6年）3月15日：近江鉄道本線米原駅-彦根駅間が開業し、本線が全通する（当初から電化路線）。
  - 現在は彦根市域にある鳥居本駅も同年同日、鳥居本村（当時は坂田郡内、現・彦根市鳥居本町）の請願駅として開業。
- 1933年（昭和8年）
  - 8月：昭和セメント株式会社が設立され、彦根工場が操業を開始。
  - 高田武三が犬上郡彦根町（現・彦根市内）に「高田工場」を創設し、織物製造を開始（自動車用安全部品製造企業・タカタ株式会社の創業）。
- 1937年（昭和12年）
  - 2月11日：彦根市が成立（犬上郡から離脱）。
  - 5月7日：ヘレン・ケラーが、滋賀県立盲学校（旧・訓盲院）を訪問し、同日午後1時40分より彦根高等商業学校講堂において記念講演を行った[22][23]。
- 1938年（昭和13年）
  - 4月11日：市章および初代「彦根市歌」（作詞：稲葉小三郎、作曲：多田操）の制定。
  - 彦根商工会議所の開所[広報 19]。
- 1939年（昭和14年）5月：昭和セメントが、親会社である日本石綿盤製造（現・ノザワ）に吸収合併される。
- 1941年（昭和16年）：東京市-山梨県県庁所在地間の路線であった国道8号線が京都市まで延伸され、彦根市も経由する。

太平洋戦争中
- 1941年（昭和16年）12月8日：太平洋戦争、勃発。
- 1942年（昭和17年）：NHKが金亀町から放送を開始[広報 19]。
- 1944年（昭和19年）
  - 井伊家から彦根市へ、彦根城およびその一帯が寄付される[広報 19]。
  - 5月：松原内湖の本格的干拓事業（農地化）が始まる（ - 1948年竣工）[15]。
  - 7月：小野田セメント製造（のちの小野田セメント）が日本石綿盤製造の彦根工場を買収。
- 1945年（昭和20年）5月14日・5月17日・6月25日・7月25日・7月28日・7月30日：彦根空襲（アメリカ軍の戦略爆撃を受ける）。

### 現代

#### 昭和時代
太平洋戦争後
- 1948年（昭和23年）
  - 3月：松原内湖の干拓事業（農地化）が竣工し、内湖は消滅する[広報 19][15]（※着工は1948年）。
    - その後、減反政策時代に入ると、施設用地化と宅地化が徐々に進み、大正初期から昭和中期にかけて続けられた干拓事業によって創出した農地はほとんど姿を消すことになる[15]。

  - 彦根市警察（彦根市による自治体警察。彦根警察署の前身）が発足[広報 19]。
  - 集中豪雨で矢倉川の堤防が決壊し、冠水田800反、床下浸水190戸の被害が出る[広報 19]。
  - 9月15日：彦根市消防本部が発足。
- 1949年（昭和24年）
  - 彦根観光博覧会の開催[広報 19]。
  - 春：彦根市馬場町にて、滋賀師範学校・滋賀青年師範学校・彦根経済専門学校を母体に、国立滋賀大学が開校。
  - 8月上旬：彦根市松原町にて彦根大花火大会、初の開催。
- 1950年（昭和25年）
  - 春：彦根市八坂町にて、滋賀県立短期大学が開校。
  - 6月：「月明かりに浮かび上がる壮麗な彦根城」の情景が「月明 彦根の古城」の名で「琵琶湖八景」に入選。
  - 7月24日：琵琶湖を中心とする複数地域が日本初の国定公園である「琵琶湖国定公園」に指定され、彦根市では、彦根城と多景島が第1種特別地域に、石寺町・稲里町・清崎町・薩摩町・下岡部町・新海町・田附町・日夏町・古沢町・松原町・三津屋町・南三ツ谷町の各一部が第2種特別地域になる[広報 20]。
- 1951年（昭和26年）
  - 昭和天皇が来訪し、楽々園に宿泊[広報 19]。
  - 6月9日：玄宮園と楽々園が「玄宮楽々園」の名で国の名勝に指定される[広報 21]。
  - 9月22日：彦根城天守等6棟（天守、附櫓及び多聞櫓、太鼓門及び続櫓、天秤櫓、西の丸三重櫓及び続櫓、二の丸佐和口多聞櫓）が国の重要文化財に指定される[広報 21]。
- 1952年（昭和27年）
  - 3月29日：彦根城の天守・附櫓及び多聞櫓が国宝に指定される[広報 8]。
  - 舟橋聖一が、井伊直弼を中心人物として幕末を描く歴史小説 『花の生涯』を「毎日新聞」紙上で連載開始。
    - 同作品は翌1953年（昭和28年）に刊行、同年に映画化（『花の生涯 彦根篇 江戸篇』）され、1963年（昭和38年）にはNHK大河ドラマの第1作『花の生涯』としてテレビドラマ化される。その後も1974年（昭和49年）と1988年（昭和63年）に民放がテレビドラマ化している。cf. 1964.
- 1953年（昭和28年）
  - 5月：井伊直愛が市長に就任し、9期36年に及ぶ長期政権が始まる（- 1989年4月まで）。
  - 「開国百年祭」の開催。
- 1954年（昭和29年）7月：警察法改正により、彦根市警察が滋賀県警察に統合され、彦根警察署となる。
- 1955年（昭和30年）2月2日：屏風『紙本金地著色風俗図』（通称：彦根屏風）が国宝に指定される[広報 9][広報 10][12]。
- 1956年（昭和31年）
  - 7月19日：彦根城跡（外堀などを含む近世城郭としての彦根城跡）が国の特別史跡に指定される[広報 6]。
  - 東海道本線が電化される。
- 1954年（昭和29年）
  - 近江絹糸争議が発生。
- 1957年（昭和32年）3月1日：彦根市土橋商店街（現在の銀座商店街の一角）にて、夏原平次郎が「靴とカバンの店・平和堂」（平和堂の前身）を起業。
- 1957年（昭和32年）
  - 11月3日：市制20周年を記念し「彦根市民の歌」（作詞：奥山平吉、作曲：川澄健一）を制定。
- 1960年（昭和35年）
  - 彦根ばやしが作られる（井伊直弼による日本開国百周年記念事業の一環として制作された[注 4]）
  - 11月：市街地西部地域で上水道給水を開始（市内初の整備）[広報 22]。
- 1961年（昭和36年）：国民宿舎「湖城荘」の開業[広報 19]（[いつ?]、廃業）。
- 1964年（昭和39年）花の生涯記念碑
（彦根城金亀児童公園）

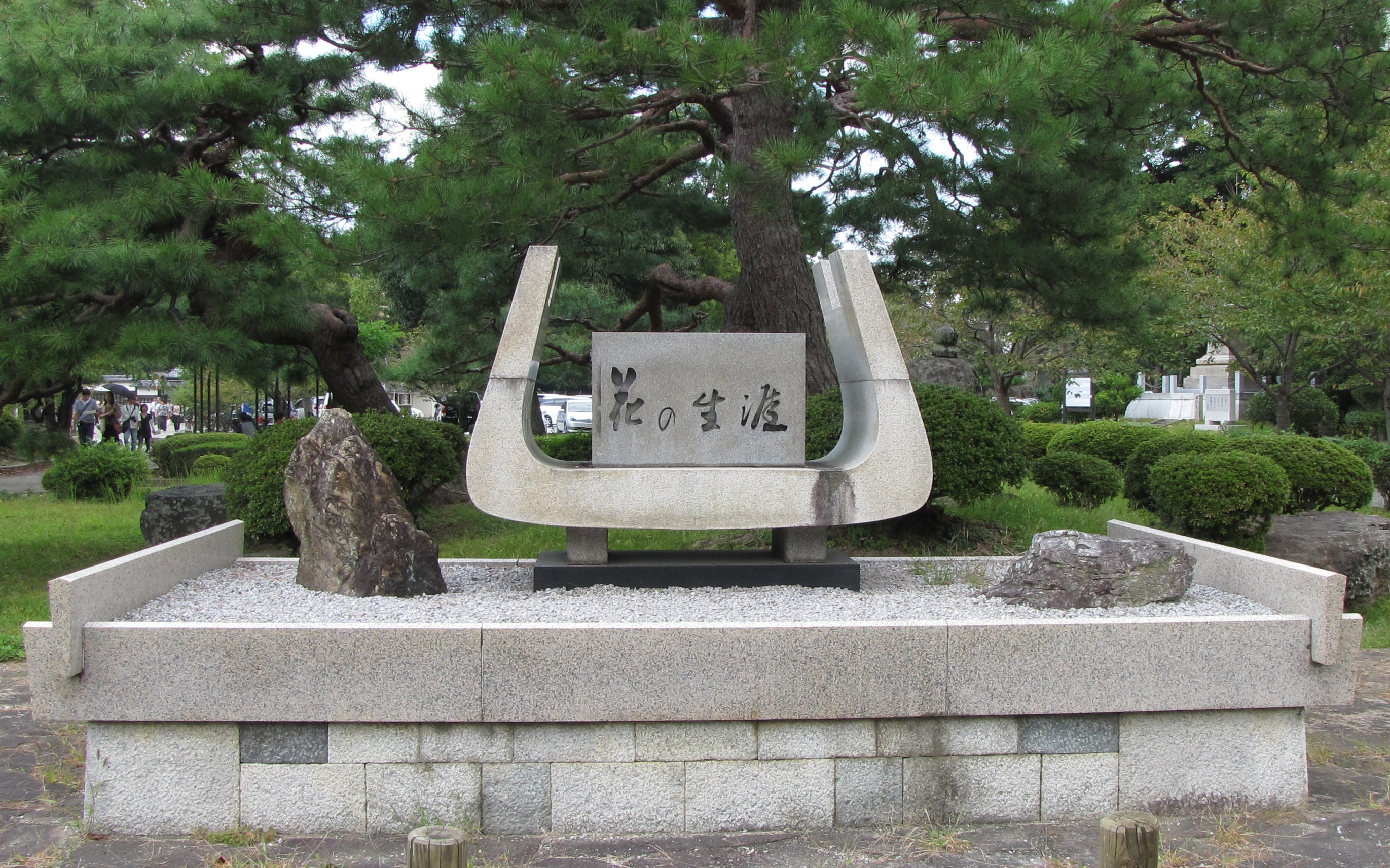
花の生涯記念碑
（彦根城金亀児童公園）

  - 4月12日：東海道新幹線、および、名神高速道路が開通し、彦根インターチェンジが供用開始。
  - 『花の生涯』の原作者・舟橋聖一に名誉市民の称号が送られ[広報 19]、金亀町に花の生涯記念碑が建立される。cf. 1952.
- 1966年（昭和41年）
  - 1月：滋賀興産が野沢石綿セメント（旧・小野田セメント製造）の彦根工場を継承し、営業を開始。
  - 4月：滋賀興産が住友セメント（現・住友大阪セメント）に吸収合併される。
  - 8月15日：高松市（香川県）と「姉妹城都市」提携を締結（彦根城と高松城が姉妹城の関係を結ぶ）。
- 1968年（昭和43年）10月29日：水戸市（茨城県）と親善都市提携を締結。
- 1969年（昭和44年）
  - 8月7日：佐野市（栃木県）と親善都市盟約を締結。
  - アナーバー市（アメリカ合衆国ミシガン州）と姉妹都市盟約を締結。
- 1970年（昭和45年）9月2日：金剛寺町内に航空自衛隊機（MU-2S）が墜落。乗員4人が死亡、民家2軒が全焼[24]。
- 1972年（昭和47年）：現在の彦根市庁舎が完成[広報 19]。
- 1974年（昭和49年）：皇太子明仁親王と美智子妃（後の明仁上皇と上皇后美智子）が来訪[広報 19]。
- 1975年（昭和50年）
  - 2月11日：市の木を「たちばな」、市の花を「はなしょうぶ」に制定。
  - 昭和天皇と香淳皇后が来訪[広報 19]。
  - 彦根仏壇が通商産業大臣指定伝統的工芸品（現・経済産業大臣指定伝統的工芸品）に指定される（仏壇仏具業界初）。
- 1975年（昭和50年）頃：この時期以降、松食虫被害（マツ材線虫病）の蔓延によって千々の松原（松原水泳場）の松が数多く枯れてゆき、並木の規模が大きく縮小する[25]。
- 1980年（昭和55年）7月19日：第4回鳥人間コンテスト選手権大会が、会場を第3回までの近江八幡市・宮ヶ浜水泳場等から彦根市・松原水泳場に移して開催される。
- 1981年（昭和56年）6月30日：日本国有鉄道（国鉄。JRの前身）東海道本線の彦根駅-河瀬駅間で、南彦根駅が新設開業。
- 1983年（昭和58年）：彦根青年会議所（彦根JC）が「彦根かるた」を刊行[広報 23]。
- 1985年（昭和60年）
  - 3月14日 - 新快速が彦根駅まで乗り入れを開始[26]。
  - 3月：彦根市西今町563番地（旧・犬上郡十王村）の湧水「十王村の水」が環境庁（現・環境省）の「名水百選」（昭和の名水百選）に入選する[広報 12]。
- 1986年（昭和61年）
  - 11月1日：新快速が彦根駅までの延長運転を開始[27]。国鉄彦根駅での貨物取扱を廃止[28]。
  - 11月3日：「湖東焼復興推進協議会」が復興湖東焼の窯に火入れして試作が開始される[29]。
- 1987年（昭和62年）
  - 2月12日：彦根城博物館が開館[30]（彦根城表御殿の外観を復元[31]）。
  - 3月21日：JR彦根駅前に井伊直政の騎馬像（井伊直政公像）が建立される[32][広報 24]。
  - 3月28日[33][34] - 5月31日[35]：「'87世界古城博覧会」の開催[35]。
- 1988年（昭和63年）3月12日：近江鉄道の貨物輸送が廃止される。また、これに伴い、日本貨物鉄道と近江鉄道の貨物連絡運輸が廃止される。

#### 平成時代
- 1990年（平成2年）9月14日：ミシガン州立大学連合日本センターが、彦根市松原町にて竣工・開所する[36][37][38][注 5]。
- 1991年（平成3年）
  - 中山道中は磨針峠（すりばちとうげ）の立場茶屋「望湖堂」であった建物は往時の姿をよく留めていたが、この年、多数の史料と共に焼失する。
  - 11月1日：湘潭市（中華人民共和国湖南省）と友好都市盟約を締結[41]。
- 1992年（平成4年）
  - 3月25日：彦根総合地方卸売市場が新市場に移転・開業[42]。
  - 4月：彦根城がユネスコ世界遺産の暫定リストに記載[43][広報 26]。
- 1995年（平成7年）
  - 1月17日：阪神・淡路大震災が発生し、市内で震度5の揺れを観測した[44]。
  - 4月：彦根市八坂町に滋賀県立大学が開学[45]。
  - 5月1日：市民公募により、「彦根八景」が選定される。
- 1996年（平成8年）
  - 3月：住友大阪セメントが彦根工場を閉鎖。日本貨物鉄道と近江鉄道の住友大阪セメント専用線も廃止される。
  - 4月26日：南彦根駅に複合商業施設「ビバシティ彦根」が開業[46]。
  - 10月22日：江戸時代発祥の伝統芸能「彦根鳶梯子登り」（cf. 出初式）に係る、彦根鳶保存会の設立[広報 27]。
  - 7月1日：彦根城の環境が、環境庁（現・環境省）の「日本の音風景100選」に「彦根城の時報鐘と虫の音」の名で入選する[広報 28]。
- 1998年（平成10年）3月：中山投棄場（正式名称：彦根愛知犬上広域行政組合中山投棄場）の竣工。同年9月に供用開始[広報 29]。
- 1999年（平成11年）：彦根城築城当時に起源する城下町である本町に、歴史的景観を演出する商業施設「夢京橋キャッスルロード」がオープンする。
- 2002年（平成14年）3月19日：旧彦根藩松原下屋敷（通称：お浜御殿）庭園が国の名勝に指定される。
- 2002年（平成14年）7月：彦根市立病院が新装開院[広報 16]。
- 2002年（平成14年）9月29日：FMひこねが開局[47]。
- 2003年（平成15年）
  - 4月：肥田町にて、私立聖泉大学が開学[48]。
  - 10月14日（鉄道の日）：「近畿の駅百選」の第4回認定駅に鳥居本駅と彦根駅が入選。
- 2004年（平成16年）12月27日：「美しい日本の歩きたくなるみち500選」に、旧中山道（鳥居本宿- 番場宿- 醒井宿）、旧中山道（武佐宿- 愛知川- 高宮宿）が入選。
- 2005年（平成17年）
  - 7月27日：NPO法人「湖東焼を育てる会」が発足。
  - 5月1日：本町に、歴史的景観を演出する商業施設の「四番町スクエア」に「街なかプラザ」が開館[49]。
- 2006年（平成18年）四番町スクエア（2010年撮影）

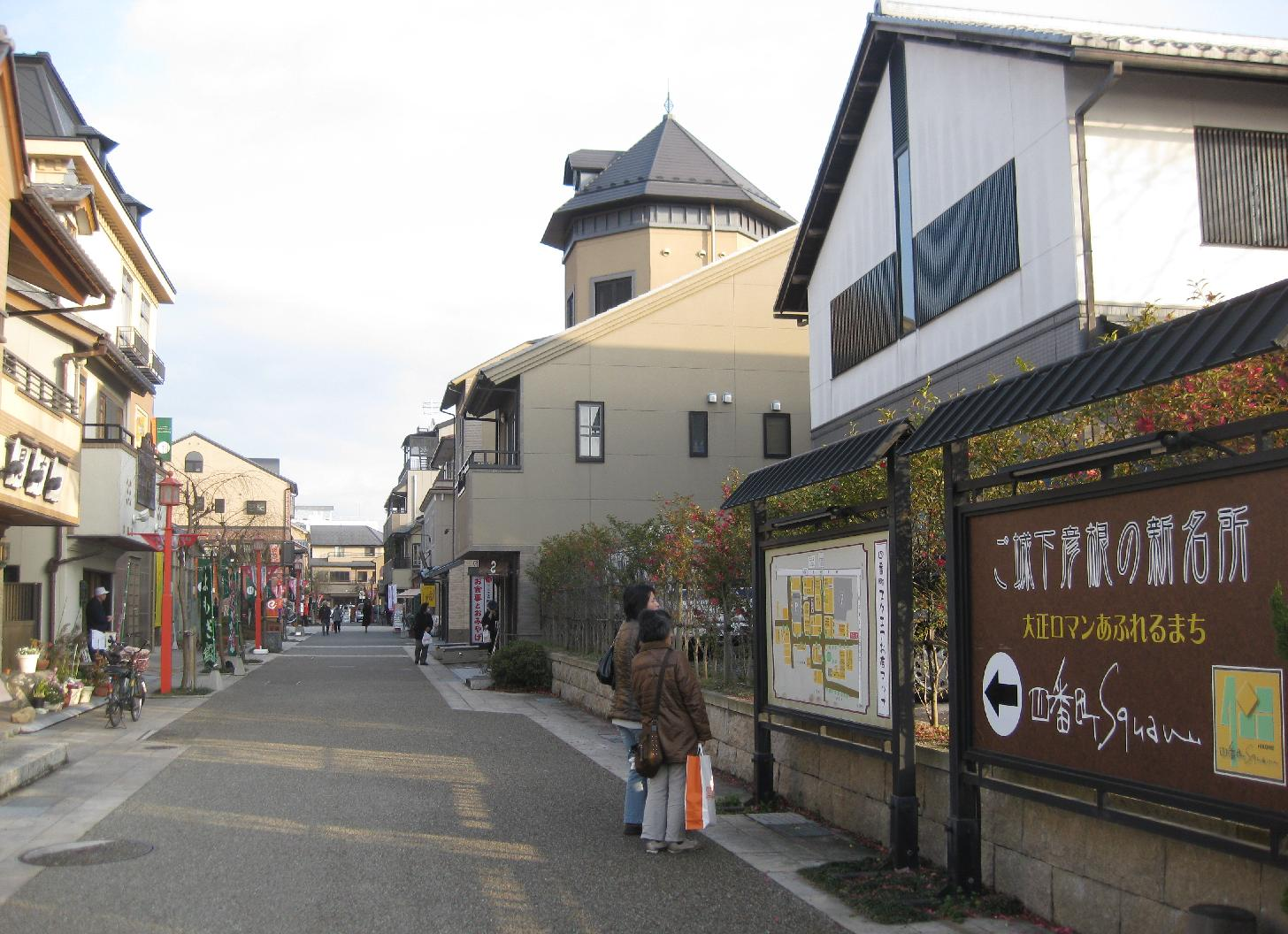
四番町スクエア（2010年撮影）

  - 3月18日：近江鉄道本線フジテック前駅が開業[50]。
  - 4月3日：エレベーター大手製造会社「フジテック」が、同社滋賀製作所のある彦根市宮田町に、大阪府茨木市から本社を移転する。
  - 4月6日（城の日）：彦根城が「日本100名城」に入選。
  - 4月13日：マスコット「ひこにゃん」の誕生（キャラクター設定上の生年月日でもある）。
  - 5月11日：本町に、歴史的景観を演出する商業施設の「四番町スクエア」に「ひこね食賓館」が開館[51]。
- 2007年（平成19年）
  - 3月21日- 11月25日：「国宝・彦根城築城400年祭」の開催。
    - これに先立つこと約1年前より展開されたPR活動のためマスコットとして創出されたキャラクター「ひこにゃん」（2006年2月15日に図柄決定。愛称は同年4月13日に公募で決められ、この日付が生年月日とされた）は、ゆるキャラとして全国的人気を博し、ファンの要望を容れて本イベント終了後は「彦根市」のマスコットとして定着した（本イベント終了と同時に彦根市の「特別住民」に登録もされた）。

  - 日本城郭協会が彦根城を含む「日本100名城」のスタンプラリーを開始[広報 30]。
- 2008年（平成20年）
  - 3月15日：近江鉄道多賀線高宮駅-多賀大社前駅間で、スクリーン駅が新設開業[52]。
  - 6月4日：「井伊直弼と開国150年祭」開幕[53]（- 2010年3月22日閉幕[54]）。
  - 10月25日- 26日：「第1回ゆるキャラまつり」の開催。
- 2009年（平成21年）
  - 1月19日：亀山市・金沢市・高山市・萩市と共に第1回歴史まちづくり法（正式名称：地域における歴史的風致の維持及び向上に関する法律。国土交通省）に認定される。
  - 4月8日：近江鉄道本線ひこね芹川駅が開業[55]。
- 2011年（平成23年）2月7日：荒神山古墳が国の史跡に指定される[広報 3]。

### 行政区域の変遷
- 1937年（昭和12年）2月11日 - 犬上郡彦根町・北青柳村・松原村・青波村・福満村・千本村が合併して彦根市が発足。人口3万9335人。
- 1942年（昭和17年）6月10日 - 犬上郡磯田村・南青柳村を編入。人口4万364人。
- 1950年（昭和25年）4月1日 - 犬上郡日夏村を編入。人口4万9207人。
- 1952年（昭和27年）4月1日 - 坂田郡鳥居本村を編入。人口5万2871人。
- 1956年（昭和31年）9月30日 - 犬上郡河瀬村・亀山村を編入。人口5万9474人。
- 1957年（昭和32年）4月3日 - 犬上郡高宮町を編入。人口6万3339人。
- 1968年（昭和43年）4月1日 - 愛知郡稲枝町を編入。人口7万6564人。

| 所 属 郡 | 明治以前   | 明治以前   | 明治初年 - 明治11年     | 明治12年 - 明治22年       | 明治22年 4月1日 町村制施行 | 明治22年 - 大正15年         | 昭和元年 - 昭和19年          | 昭和20年 - 昭和39年          | 昭和40年 - 現在             | 現在   |
| -------- | ---------- | ---------- | ----------------------- | ------------------------- | -------------------------- | --------------------------- | ---------------------------- | ---------------------------- | --------------------------- | ------ |
| 坂 田 郡 | 武奈村     | 武奈村     | 明治7年 武奈村          | 武奈村                    | 鳥居本村                   | 鳥居本村                    | 鳥居本村                     | 昭和27年4月1日 彦根市に編入  | 彦根市                      | 彦根市 |
| 坂 田 郡 | 妙幸村     |            | 明治7年 武奈村          | 武奈村                    | 鳥居本村                   | 鳥居本村                    | 鳥居本村                     | 昭和27年4月1日 彦根市に編入  | 彦根市                      | 彦根市 |
| 坂 田 郡 | 男鬼村     | 男鬼村     | 男鬼村                  | 男鬼村                    | 鳥居本村                   | 鳥居本村                    | 鳥居本村                     | 昭和27年4月1日 彦根市に編入  | 彦根市                      | 彦根市 |
| 坂 田 郡 | 仏生寺村   | 仏生寺村   | 仏生寺村                | 仏生寺村                  | 鳥居本村                   | 鳥居本村                    | 鳥居本村                     | 昭和27年4月1日 彦根市に編入  | 彦根市                      | 彦根市 |
| 坂 田 郡 | 荘厳寺村   | 荘厳寺村   | 荘厳寺村                | 荘厳寺村                  | 鳥居本村                   | 鳥居本村                    | 鳥居本村                     | 昭和27年4月1日 彦根市に編入  | 彦根市                      | 彦根市 |
| 坂 田 郡 | 善谷村     | 善谷村     | 善谷村                  | 善谷村                    | 鳥居本村                   | 鳥居本村                    | 鳥居本村                     | 昭和27年4月1日 彦根市に編入  | 彦根市                      | 彦根市 |
| 坂 田 郡 | 中山村     | 中山村     | 中山村                  | 中山村                    | 鳥居本村                   | 鳥居本村                    | 鳥居本村                     | 昭和27年4月1日 彦根市に編入  | 彦根市                      | 彦根市 |
| 坂 田 郡 | 笹尾村     | 笹尾村     | 笹尾村                  | 笹尾村                    | 鳥居本村                   | 鳥居本村                    | 鳥居本村                     | 昭和27年4月1日 彦根市に編入  | 彦根市                      | 彦根市 |
| 坂 田 郡 | 原村       | 原村       | 原村                    | 原村                      | 鳥居本村                   | 鳥居本村                    | 鳥居本村                     | 昭和27年4月1日 彦根市に編入  | 彦根市                      | 彦根市 |
| 坂 田 郡 | 小野村     | 小野村     | 小野村                  | 小野村                    | 鳥居本村                   | 鳥居本村                    | 鳥居本村                     | 昭和27年4月1日 彦根市に編入  | 彦根市                      | 彦根市 |
| 坂 田 郡 | 鳥居本村   | 鳥居本村   | 明治7年5月 鳥居本村     | 鳥居本村                  | 鳥居本村                   | 鳥居本村                    | 鳥居本村                     | 昭和27年4月1日 彦根市に編入  | 彦根市                      | 彦根市 |
| 坂 田 郡 | 百々村     |            | 明治7年5月 鳥居本村     | 鳥居本村                  | 鳥居本村                   | 鳥居本村                    | 鳥居本村                     | 昭和27年4月1日 彦根市に編入  | 彦根市                      | 彦根市 |
| 坂 田 郡 | 西法寺村   |            | 明治7年5月 鳥居本村     | 鳥居本村                  | 鳥居本村                   | 鳥居本村                    | 鳥居本村                     | 昭和27年4月1日 彦根市に編入  | 彦根市                      | 彦根市 |
| 坂 田 郡 | 上矢倉村   |            | 明治7年5月 鳥居本村     | 鳥居本村                  | 鳥居本村                   | 鳥居本村                    | 鳥居本村                     | 昭和27年4月1日 彦根市に編入  | 彦根市                      | 彦根市 |
| 坂 田 郡 | 古西法寺村 | 古西法寺村 | 古西法寺村              | 古西法寺村                | 鳥居本村                   | 鳥居本村                    | 鳥居本村                     | 昭和27年4月1日 彦根市に編入  | 彦根市                      | 彦根市 |
| 坂 田 郡 | 小野西山村 | 小野西山村 | 明治12年 宮田村         | 宮田村                    | 鳥居本村                   | 鳥居本村                    | 鳥居本村                     | 昭和27年4月1日 彦根市に編入  | 彦根市                      | 彦根市 |
| 坂 田 郡 | 小野馬場村 |            | 明治12年 宮田村         | 宮田村                    | 鳥居本村                   | 鳥居本村                    | 鳥居本村                     | 昭和27年4月1日 彦根市に編入  | 彦根市                      | 彦根市 |
| 坂 田 郡 | 物生山村   |            | 明治12年 宮田村         | 宮田村                    | 鳥居本村                   | 鳥居本村                    | 鳥居本村                     | 昭和27年4月1日 彦根市に編入  | 彦根市                      | 彦根市 |
| 坂 田 郡 | 下矢倉村   | 下矢倉村   | 下矢倉村                | 下矢倉村                  | 鳥居本村                   | 鳥居本村                    | 鳥居本村                     | 昭和27年4月1日 彦根市に編入  | 彦根市                      | 彦根市 |
| 坂 田 郡 | 甲田村     | 甲田村     | 甲田村                  | 甲田村                    | 鳥居本村                   | 鳥居本村                    | 鳥居本村                     | 昭和27年4月1日 彦根市に編入  | 彦根市                      | 彦根市 |
| 犬 上 郡 | 彦根町     | 一部を除く | 彦根町                  | 彦根町                    | 彦根町                     | 彦根町                      | 昭和12年2月11日 彦根市       | 彦根市                       | 彦根市                      | 彦根市 |
| 犬 上 郡 | 彦根町     | 一部       | 明治7年5月 分立 古沢村  | 古沢村                    | 青波村                     | 青波村                      | 昭和12年2月11日 彦根市       | 彦根市                       | 彦根市                      | 彦根市 |
| 犬 上 郡 | 岡村       | 岡村       | 岡村                    | 岡村                      | 青波村                     | 青波村                      | 昭和12年2月11日 彦根市       | 彦根市                       | 彦根市                      | 彦根市 |
| 犬 上 郡 | 山之脇村   | 山之脇村   | 山之脇村                | 山之脇村                  | 青波村                     | 青波村                      | 昭和12年2月11日 彦根市       | 彦根市                       | 彦根市                      | 彦根市 |
| 犬 上 郡 | 後三条村   | 後三条村   | 後三条村                | 後三条村                  | 青波村                     | 青波村                      | 昭和12年2月11日 彦根市       | 彦根市                       | 彦根市                      | 彦根市 |
| 犬 上 郡 | 大橋村     | 大橋村     | 明治7年5月 芹川村       | 芹川村                    | 青波村                     | 青波村                      | 昭和12年2月11日 彦根市       | 彦根市                       | 彦根市                      | 彦根市 |
| 犬 上 郡 | 大橋中村   |            | 明治7年5月 芹川村       | 芹川村                    | 青波村                     | 青波村                      | 昭和12年2月11日 彦根市       | 彦根市                       | 彦根市                      | 彦根市 |
| 犬 上 郡 | 外町村     |            | 明治7年5月 芹川村       | 芹川村                    | 青波村                     | 青波村                      | 昭和12年2月11日 彦根市       | 彦根市                       | 彦根市                      | 彦根市 |
| 犬 上 郡 | 里根村     | 里根村     | 里根村                  | 里根村                    | 青波村                     | 青波村                      | 昭和12年2月11日 彦根市       | 彦根市                       | 彦根市                      | 彦根市 |
| 犬 上 郡 | 安清村     | 安清村     | 安清村                  | 安清村                    | 青波村                     | 青波村                      | 昭和12年2月11日 彦根市       | 彦根市                       | 彦根市                      | 彦根市 |
| 犬 上 郡 | 中藪村     | 中藪村     | 明治7年10月 中根村      | 明治14年2月 中藪村        | 北青柳村                   | 北青柳村                    | 昭和12年2月11日 彦根市       | 彦根市                       | 彦根市                      | 彦根市 |
| 犬 上 郡 | 長曽根村   | 長曽根村   | 明治7年10月 中根村      | 明治14年2月 長曽根村      | 北青柳村                   | 北青柳村                    | 昭和12年2月11日 彦根市       | 彦根市                       | 彦根市                      | 彦根市 |
| 犬 上 郡 | 松原村     | 松原村     | 松原村                  | 松原村                    | 北青柳村                   | 明治24年5月6日 分立 松原村  | 昭和12年2月11日 彦根市       | 彦根市                       | 彦根市                      | 彦根市 |
| 犬 上 郡 | 竹ヶ鼻村   | 竹ヶ鼻村   | 竹ヶ鼻村                | 竹ヶ鼻村                  | 福満村                     | 福満村                      | 昭和12年2月11日 彦根市       | 彦根市                       | 彦根市                      | 彦根市 |
| 犬 上 郡 | 宇尾村     | 宇尾村     | 宇尾村                  | 宇尾村                    | 福満村                     | 福満村                      | 昭和12年2月11日 彦根市       | 彦根市                       | 彦根市                      | 彦根市 |
| 犬 上 郡 | 西今村     | 西今村     | 西今村                  | 西今村                    | 福満村                     | 福満村                      | 昭和12年2月11日 彦根市       | 彦根市                       | 彦根市                      | 彦根市 |
| 犬 上 郡 | 野瀬村     | 野瀬村     | 野瀬村                  | 野瀬村                    | 福満村                     | 福満村                      | 昭和12年2月11日 彦根市       | 彦根市                       | 彦根市                      | 彦根市 |
| 犬 上 郡 | 戸賀村     | 戸賀村     | 戸賀村                  | 戸賀村                    | 福満村                     | 福満村                      | 昭和12年2月11日 彦根市       | 彦根市                       | 彦根市                      | 彦根市 |
| 犬 上 郡 | 平田村     | 平田村     | 平田村                  | 平田村                    | 福満村                     | 福満村                      | 昭和12年2月11日 彦根市       | 彦根市                       | 彦根市                      | 彦根市 |
| 犬 上 郡 | 小泉村     | 小泉村     | 小泉村                  | 小泉村                    | 福満村                     | 福満村                      | 昭和12年2月11日 彦根市       | 彦根市                       | 彦根市                      | 彦根市 |
| 犬 上 郡 | 野田山村   | 野田山村   | 野田山村                | 野田山村                  | 千本村                     | 千本村                      | 昭和12年2月11日 彦根市       | 彦根市                       | 彦根市                      | 彦根市 |
| 犬 上 郡 | 正法寺村   | 正法寺村   | 正法寺村                | 正法寺村                  | 千本村                     | 千本村                      | 昭和12年2月11日 彦根市       | 彦根市                       | 彦根市                      | 彦根市 |
| 犬 上 郡 | 大堀村     | 大堀村     | 大堀村                  | 大堀村                    | 千本村                     | 千本村                      | 昭和12年2月11日 彦根市       | 彦根市                       | 彦根市                      | 彦根市 |
| 犬 上 郡 | 東沼波村   | 東沼波村   | 東沼波村                | 東沼波村                  | 千本村                     | 千本村                      | 昭和12年2月11日 彦根市       | 彦根市                       | 彦根市                      | 彦根市 |
| 犬 上 郡 | 西沼波村   | 西沼波村   | 西沼波村                | 西沼波村                  | 千本村                     | 千本村                      | 昭和12年2月11日 彦根市       | 彦根市                       | 彦根市                      | 彦根市 |
| 犬 上 郡 | 地蔵村     | 地蔵村     | 地蔵村                  | 地蔵村                    | 千本村                     | 千本村                      | 昭和12年2月11日 彦根市       | 彦根市                       | 彦根市                      | 彦根市 |
| 犬 上 郡 | 八坂村     | 八坂村     | 八坂村                  | 八坂村                    | 磯田村                     | 磯田村                      | 昭和17年6月10日 彦根市に編入 | 彦根市                       | 彦根市                      | 彦根市 |
| 犬 上 郡 | 大藪村     | 大藪村     | 大藪村                  | 大藪村                    | 磯田村                     | 磯田村                      | 昭和17年6月10日 彦根市に編入 | 彦根市                       | 彦根市                      | 彦根市 |
| 犬 上 郡 | 須越村     | 須越村     | 須越村                  | 須越村                    | 磯田村                     | 磯田村                      | 昭和17年6月10日 彦根市に編入 | 彦根市                       | 彦根市                      | 彦根市 |
| 犬 上 郡 | 三津屋村   | 三津屋村   | 三津屋村                | 三津屋村                  | 磯田村                     | 磯田村                      | 昭和17年6月10日 彦根市に編入 | 彦根市                       | 彦根市                      | 彦根市 |
| 犬 上 郡 | 甘呂村     | 甘呂村     | 甘呂村                  | 甘呂村                    | 南青柳村                   | 南青柳村                    | 昭和17年6月10日 彦根市に編入 | 彦根市                       | 彦根市                      | 彦根市 |
| 犬 上 郡 | 開出今村   | 開出今村   | 開出今村                | 開出今村                  | 南青柳村                   | 南青柳村                    | 昭和17年6月10日 彦根市に編入 | 彦根市                       | 彦根市                      | 彦根市 |
| 犬 上 郡 | 島村       | 島村       | 明治7年 日夏村          | 日夏村                    | 日夏村                     | 日夏村                      | 日夏村                       | 昭和25年4月1日 彦根市に編入  | 彦根市                      | 彦根市 |
| 犬 上 郡 | 中沢村     |            | 明治7年 日夏村          | 日夏村                    | 日夏村                     | 日夏村                      | 日夏村                       | 昭和25年4月1日 彦根市に編入  | 彦根市                      | 彦根市 |
| 犬 上 郡 | 泉村       |            | 明治7年 日夏村          | 日夏村                    | 日夏村                     | 日夏村                      | 日夏村                       | 昭和25年4月1日 彦根市に編入  | 彦根市                      | 彦根市 |
| 犬 上 郡 | 妙楽寺村   |            | 明治7年 日夏村          | 日夏村                    | 日夏村                     | 日夏村                      | 日夏村                       | 昭和25年4月1日 彦根市に編入  | 彦根市                      | 彦根市 |
| 犬 上 郡 | 安田村     |            | 明治7年 日夏村          | 日夏村                    | 日夏村                     | 日夏村                      | 日夏村                       | 昭和25年4月1日 彦根市に編入  | 彦根市                      | 彦根市 |
| 犬 上 郡 | 筒井村     |            | 明治7年 日夏村          | 日夏村                    | 日夏村                     | 日夏村                      | 日夏村                       | 昭和25年4月1日 彦根市に編入  | 彦根市                      | 彦根市 |
| 犬 上 郡 | 五僧田村   |            | 明治7年 日夏村          | 日夏村                    | 日夏村                     | 日夏村                      | 日夏村                       | 昭和25年4月1日 彦根市に編入  | 彦根市                      | 彦根市 |
| 犬 上 郡 | 寺村       |            | 明治7年 日夏村          | 日夏村                    | 日夏村                     | 日夏村                      | 日夏村                       | 昭和25年4月1日 彦根市に編入  | 彦根市                      | 彦根市 |
| 犬 上 郡 | 蓮台寺村   | 蓮台寺村   | 蓮台寺村                | 蓮台寺村                  | 川瀬村                     | 明治23年8月16日 改称 河瀬村 | 河瀬村                       | 昭和31年9月30日 彦根市に編入 | 彦根市                      | 彦根市 |
| 犬 上 郡 | 辻堂村     | 辻堂村     | 辻堂村                  | 辻堂村                    | 川瀬村                     | 明治23年8月16日 改称 河瀬村 | 河瀬村                       | 昭和31年9月30日 彦根市に編入 | 彦根市                      | 彦根市 |
| 犬 上 郡 | 極楽寺村   | 極楽寺村   | 極楽寺村                | 極楽寺村                  | 川瀬村                     | 明治23年8月16日 改称 河瀬村 | 河瀬村                       | 昭和31年9月30日 彦根市に編入 | 彦根市                      | 彦根市 |
| 犬 上 郡 | 森堂村     | 森堂村     | 森堂村                  | 森堂村                    | 川瀬村                     | 明治23年8月16日 改称 河瀬村 | 河瀬村                       | 昭和31年9月30日 彦根市に編入 | 彦根市                      | 彦根市 |
| 犬 上 郡 | 金剛寺村   | 金剛寺村   | 金剛寺村                | 金剛寺村                  | 川瀬村                     | 明治23年8月16日 改称 河瀬村 | 河瀬村                       | 昭和31年9月30日 彦根市に編入 | 彦根市                      | 彦根市 |
| 犬 上 郡 | 堀村       | 堀村       | 堀村                    | 堀村                      | 川瀬村                     | 明治23年8月16日 改称 河瀬村 | 河瀬村                       | 昭和31年9月30日 彦根市に編入 | 彦根市                      | 彦根市 |
| 犬 上 郡 | 法士村     | 法士村     | 法士村                  | 明治12年3月 犬方村        | 川瀬村                     | 明治23年8月16日 改称 河瀬村 | 河瀬村                       | 昭和31年9月30日 彦根市に編入 | 彦根市                      | 彦根市 |
| 犬 上 郡 | 普賢寺村   | 一部を除く | 普賢寺村                | 明治12年3月 犬方村        | 川瀬村                     | 明治23年8月16日 改称 河瀬村 | 河瀬村                       | 昭和31年9月30日 彦根市に編入 | 彦根市                      | 彦根市 |
| 犬 上 郡 | 普賢寺村   | 一部       | 明治7年10月 分立 広野村 | 広野村                    | 川瀬村                     | 明治23年8月16日 改称 河瀬村 | 河瀬村                       | 昭和31年9月30日 彦根市に編入 | 彦根市                      | 彦根市 |
| 犬 上 郡 | 川瀬馬場村 | 川瀬馬場村 | 川瀬馬場村              | 川瀬馬場村                | 川瀬村                     | 明治23年8月16日 改称 河瀬村 | 河瀬村                       | 昭和31年9月30日 彦根市に編入 | 彦根市                      | 彦根市 |
| 犬 上 郡 | 南川瀬村   | 南川瀬村   | 南川瀬村                | 南川瀬村                  | 川瀬村                     | 明治23年8月16日 改称 河瀬村 | 河瀬村                       | 昭和31年9月30日 彦根市に編入 | 彦根市                      | 彦根市 |
| 犬 上 郡 | 野口村     | 野口村     | 野口村                  | 野口村                    | 川瀬村                     | 明治23年8月16日 改称 河瀬村 | 河瀬村                       | 昭和31年9月30日 彦根市に編入 | 彦根市                      | 彦根市 |
| 犬 上 郡 | 西葛籠町村 | 西葛籠町村 | 西葛籠町村              | 西葛籠町村                | 川瀬村                     | 明治23年8月16日 改称 河瀬村 | 河瀬村                       | 昭和31年9月30日 彦根市に編入 | 彦根市                      | 彦根市 |
| 犬 上 郡 | 葛籠町村   | 葛籠町村   | 葛籠町村                | 葛籠町村                  | 川瀬村                     | 明治23年8月16日 改称 河瀬村 | 河瀬村                       | 昭和31年9月30日 彦根市に編入 | 彦根市                      | 彦根市 |
| 犬 上 郡 | 出町村     | 出町村     | 出町村                  | 出町村                    | 川瀬村                     | 明治23年8月16日 改称 河瀬村 | 河瀬村                       | 昭和31年9月30日 彦根市に編入 | 彦根市                      | 彦根市 |
| 犬 上 郡 | 北山崎村   | 北山崎村   | 北山崎村                | 明治12年3月 清崎村        | 安水村                     | 明治25年6月25日 改称 亀山村 | 亀山村                       | 昭和31年9月30日 彦根市に編入 | 彦根市                      | 彦根市 |
| 犬 上 郡 | 清水村     | 清水村     | 清水村                  | 明治12年3月 清崎村        | 安水村                     | 明治25年6月25日 改称 亀山村 | 亀山村                       | 昭和31年9月30日 彦根市に編入 | 彦根市                      | 彦根市 |
| 犬 上 郡 | 大山崎村   | 大山崎村   | 明治7年5月 賀田山村     | 賀田山村                  | 安水村                     | 明治25年6月25日 改称 亀山村 | 亀山村                       | 昭和31年9月30日 彦根市に編入 | 彦根市                      | 彦根市 |
| 犬 上 郡 | 小山崎村   |            | 明治7年5月 賀田山村     | 賀田山村                  | 安水村                     | 明治25年6月25日 改称 亀山村 | 亀山村                       | 昭和31年9月30日 彦根市に編入 | 彦根市                      | 彦根市 |
| 犬 上 郡 | 小田部村   |            | 明治7年5月 賀田山村     | 賀田山村                  | 安水村                     | 明治25年6月25日 改称 亀山村 | 亀山村                       | 昭和31年9月30日 彦根市に編入 | 彦根市                      | 彦根市 |
| 犬 上 郡 | 茂賀村     |            | 明治7年5月 賀田山村     | 賀田山村                  | 安水村                     | 明治25年6月25日 改称 亀山村 | 亀山村                       | 昭和31年9月30日 彦根市に編入 | 彦根市                      | 彦根市 |
| 犬 上 郡 | 明福寺村   | 明福寺村   | 明治7年5月 千尋村       | 千尋村                    | 安水村                     | 明治25年6月25日 改称 亀山村 | 亀山村                       | 昭和31年9月30日 彦根市に編入 | 彦根市                      | 彦根市 |
| 犬 上 郡 | 安食中村   | 安食中村   | 明治7年5月 千尋村       | 明治19年9月 分立 安食中村 | 安水村                     | 明治25年6月25日 改称 亀山村 | 亀山村                       | 昭和31年9月30日 彦根市に編入 | 彦根市                      | 彦根市 |
| 犬 上 郡 | 楡村       | 楡村       | 明治7年5月 千尋村       | 明治19年9月 分立 楡村     | 安水村                     | 明治25年6月25日 改称 亀山村 | 亀山村                       | 昭和31年9月30日 彦根市に編入 | 彦根市                      | 彦根市 |
| 犬 上 郡 | 太堂村     | 太堂村     | 太堂村                  | 太堂村                    | 安水村                     | 明治25年6月25日 改称 亀山村 | 亀山村                       | 昭和31年9月30日 彦根市に編入 | 彦根市                      | 彦根市 |
| 犬 上 郡 | 高宮村     | 高宮村     | 高宮村                  | 高宮村                    | 高宮村                     | 大正元年9月10日 町制 高宮町 | 高宮町                       | 昭和32年4月3日 彦根市に編入  | 彦根市                      | 彦根市 |
| 神 崎 郡 | 三津村     | 三津村     | 三津村                  | 三津村                    | 稲枝村                     | 稲枝村                      | 稲枝村                       | 昭和30年1月1日 稲枝町        | 昭和43年4月1日 彦根市に編入 | 彦根市 |
| 神 崎 郡 | 海瀬村     | 海瀬村     | 海瀬村                  | 海瀬村                    | 稲枝村                     | 稲枝村                      | 稲枝村                       | 昭和30年1月1日 稲枝町        | 昭和43年4月1日 彦根市に編入 | 彦根市 |
| 神 崎 郡 | 林村       | 林村       | 林村                    | 明治12年 金沢村           | 稲枝村                     | 稲枝村                      | 稲枝村                       | 昭和30年1月1日 稲枝町        | 昭和43年4月1日 彦根市に編入 | 彦根市 |
| 神 崎 郡 | 中下村     | 中下村     | 中下村                  | 明治12年 金沢村           | 稲枝村                     | 稲枝村                      | 稲枝村                       | 昭和30年1月1日 稲枝町        | 昭和43年4月1日 彦根市に編入 | 彦根市 |
| 神 崎 郡 | 野部村     | 野部村     | 明治7年 改称 稲部村     | 稲部村                    | 稲枝村                     | 稲枝村                      | 稲枝村                       | 昭和30年1月1日 稲枝町        | 昭和43年4月1日 彦根市に編入 | 彦根市 |
| 神 崎 郡 | 野良田村   | 野良田村   | 野良田村                | 野良田村                  | 稲枝村                     | 稲枝村                      | 稲枝村                       | 昭和30年1月1日 稲枝町        | 昭和43年4月1日 彦根市に編入 | 彦根市 |
| 神 崎 郡 | 肥田村     | 肥田村     | 肥田村                  | 肥田村                    | 稲枝村                     | 稲枝村                      | 稲枝村                       | 昭和30年1月1日 稲枝町        | 昭和43年4月1日 彦根市に編入 | 彦根市 |
| 神 崎 郡 | 彦富村     | 彦富村     | 彦富村                  | 彦富村                    | 稲枝村                     | 稲枝村                      | 稲枝村                       | 昭和30年1月1日 稲枝町        | 昭和43年4月1日 彦根市に編入 | 彦根市 |
| 神 崎 郡 | 金田村     | 金田村     | 金田村                  | 明治12年 金田村           | 稲枝村                     | 稲枝村                      | 稲枝村                       | 昭和30年1月1日 稲枝町        | 昭和43年4月1日 彦根市に編入 | 彦根市 |
| 神 崎 郡 | 出路村     | 出路村     | 出路村                  | 明治12年 金田村           | 稲枝村                     | 稲枝村                      | 稲枝村                       | 昭和30年1月1日 稲枝町        | 昭和43年4月1日 彦根市に編入 | 彦根市 |
| 神 崎 郡 | 山崎南町村 | 山崎南町村 | 山崎南町村              | 明治12年 稲里村           | 稲枝村                     | 稲枝村                      | 稲枝村                       | 昭和30年1月1日 稲枝町        | 昭和43年4月1日 彦根市に編入 | 彦根市 |
| 神 崎 郡 | 上平流村   | 上平流村   | 上平流村                | 明治12年 稲里村           | 稲枝村                     | 稲枝村                      | 稲枝村                       | 昭和30年1月1日 稲枝町        | 昭和43年4月1日 彦根市に編入 | 彦根市 |
| 神 崎 郡 | 下平流村   | 下平流村   | 明治7年 寺村            | 明治12年 稲里村           | 稲枝村                     | 稲枝村                      | 稲枝村                       | 昭和30年1月1日 稲枝町        | 昭和43年4月1日 彦根市に編入 | 彦根市 |
| 神 崎 郡 | 塚村       |            | 明治7年 寺村            | 明治12年 稲里村           | 稲枝村                     | 稲枝村                      | 稲枝村                       | 昭和30年1月1日 稲枝町        | 昭和43年4月1日 彦根市に編入 | 彦根市 |
| 神 崎 郡 | 延寿寺村   |            | 明治7年 寺村            | 明治12年 稲里村           | 稲枝村                     | 稲枝村                      | 稲枝村                       | 昭和30年1月1日 稲枝町        | 昭和43年4月1日 彦根市に編入 | 彦根市 |
| 神 崎 郡 | 上岡部村   | 上岡部村   | 上岡部村                | 上岡部村                  | 稲村                       | 稲村                        | 稲村                         | 昭和30年1月1日 稲枝町        | 昭和43年4月1日 彦根市に編入 | 彦根市 |
| 神 崎 郡 | 下岡部村   | 下岡部村   | 下岡部村                | 下岡部村                  | 稲村                       | 稲村                        | 稲村                         | 昭和30年1月1日 稲枝町        | 昭和43年4月1日 彦根市に編入 | 彦根市 |
| 神 崎 郡 | 石寺村     | 石寺村     | 石寺村                  | 石寺村                    | 稲村                       | 稲村                        | 稲村                         | 昭和30年1月1日 稲枝町        | 昭和43年4月1日 彦根市に編入 | 彦根市 |
| 神 崎 郡 | 薩摩村     | 薩摩村     | 薩摩村                  | 薩摩村                    | 稲村                       | 稲村                        | 稲村                         | 昭和30年1月1日 稲枝町        | 昭和43年4月1日 彦根市に編入 | 彦根市 |
| 神 崎 郡 | 柳川村     | 柳川村     | 柳川村                  | 柳川村                    | 稲村                       | 稲村                        | 稲村                         | 昭和30年1月1日 稲枝町        | 昭和43年4月1日 彦根市に編入 | 彦根市 |
| 神 崎 郡 | 西川村     | 西川村     | 西川村                  | 西川村                    | 稲村                       | 稲村                        | 稲村                         | 昭和30年1月1日 稲枝町        | 昭和43年4月1日 彦根市に編入 | 彦根市 |
| 愛 知 郡 | 甲崎村     | 甲崎村     | 甲崎村                  | 甲崎村                    | 稲村                       | 稲村                        | 稲村                         | 昭和30年1月1日 稲枝町        | 昭和43年4月1日 彦根市に編入 | 彦根市 |
| 愛 知 郡 | 西川村     | 西川村     | 西川村                  | 西川村                    | 稲村                       | 稲村                        | 稲村                         | 昭和30年1月1日 稲枝町        | 昭和43年4月1日 彦根市に編入 | 彦根市 |
| 愛 知 郡 | 田原村     | 田原村     | 田原村                  | 田原村                    | 稲村                       | 稲村                        | 稲村                         | 昭和30年1月1日 稲枝町        | 昭和43年4月1日 彦根市に編入 | 彦根市 |
| 愛 知 郡 | 服部村     | 服部村     | 服部村                  | 服部村                    | 葉枝見村                   | 明治29年3月29日 葉枝見村    | 葉枝見村                     | 昭和30年1月1日 稲枝町        | 昭和43年4月1日 彦根市に編入 | 彦根市 |
| 愛 知 郡 | 稲葉村     | 稲葉村     | 明治7年 上稲葉村        | 上稲葉村                  | 葉枝見村                   | 明治29年3月29日 葉枝見村    | 葉枝見村                     | 昭和30年1月1日 稲枝町        | 昭和43年4月1日 彦根市に編入 | 彦根市 |
| 愛 知 郡 | 稲葉村     | 稲葉村     | 明治7年 下稲葉村        | 下稲葉村                  | 葉枝見村                   | 明治29年3月29日 葉枝見村    | 葉枝見村                     | 昭和30年1月1日 稲枝町        | 昭和43年4月1日 彦根市に編入 | 彦根市 |
| 愛 知 郡 | 本庄村     | 本庄村     | 明治7年 本庄村          | 本庄村                    | 葉枝見村                   | 明治29年3月29日 葉枝見村    | 葉枝見村                     | 昭和30年1月1日 稲枝町        | 昭和43年4月1日 彦根市に編入 | 彦根市 |
| 愛 知 郡 | 出地村     |            | 明治7年 本庄村          | 本庄村                    | 葉枝見村                   | 明治29年3月29日 葉枝見村    | 葉枝見村                     | 昭和30年1月1日 稲枝町        | 昭和43年4月1日 彦根市に編入 | 彦根市 |
| 愛 知 郡 | 田附村     | 田附村     | 田附村                  | 田附村                    | 葉枝見村                   | 明治29年3月29日 葉枝見村    | 葉枝見村                     | 昭和30年1月1日 稲枝町        | 昭和43年4月1日 彦根市に編入 | 彦根市 |
| 愛 知 郡 | 新海村     | 新海村     | 新海村                  | 新海村                    | 葉枝見村                   | 明治29年3月29日 葉枝見村    | 葉枝見村                     | 昭和30年1月1日 稲枝町        | 昭和43年4月1日 彦根市に編入 | 彦根市 |
| 愛 知 郡 | 三ツ谷村   | 三ツ谷村   | 三ツ谷村                | 三ツ谷村                  | 葉枝見村                   | 明治29年3月29日 葉枝見村    | 葉枝見村                     | 昭和30年1月1日 稲枝町        | 昭和43年4月1日 彦根市に編入 | 彦根市 |
| 愛 知 郡 | 普光寺村   | 普光寺村   | 普光寺村                | 普光寺村                  | 葉枝見村                   | 明治29年3月29日 葉枝見村    | 葉枝見村                     | 昭和30年1月1日 稲枝町        | 昭和43年4月1日 彦根市に編入 | 彦根市 |

## 行政

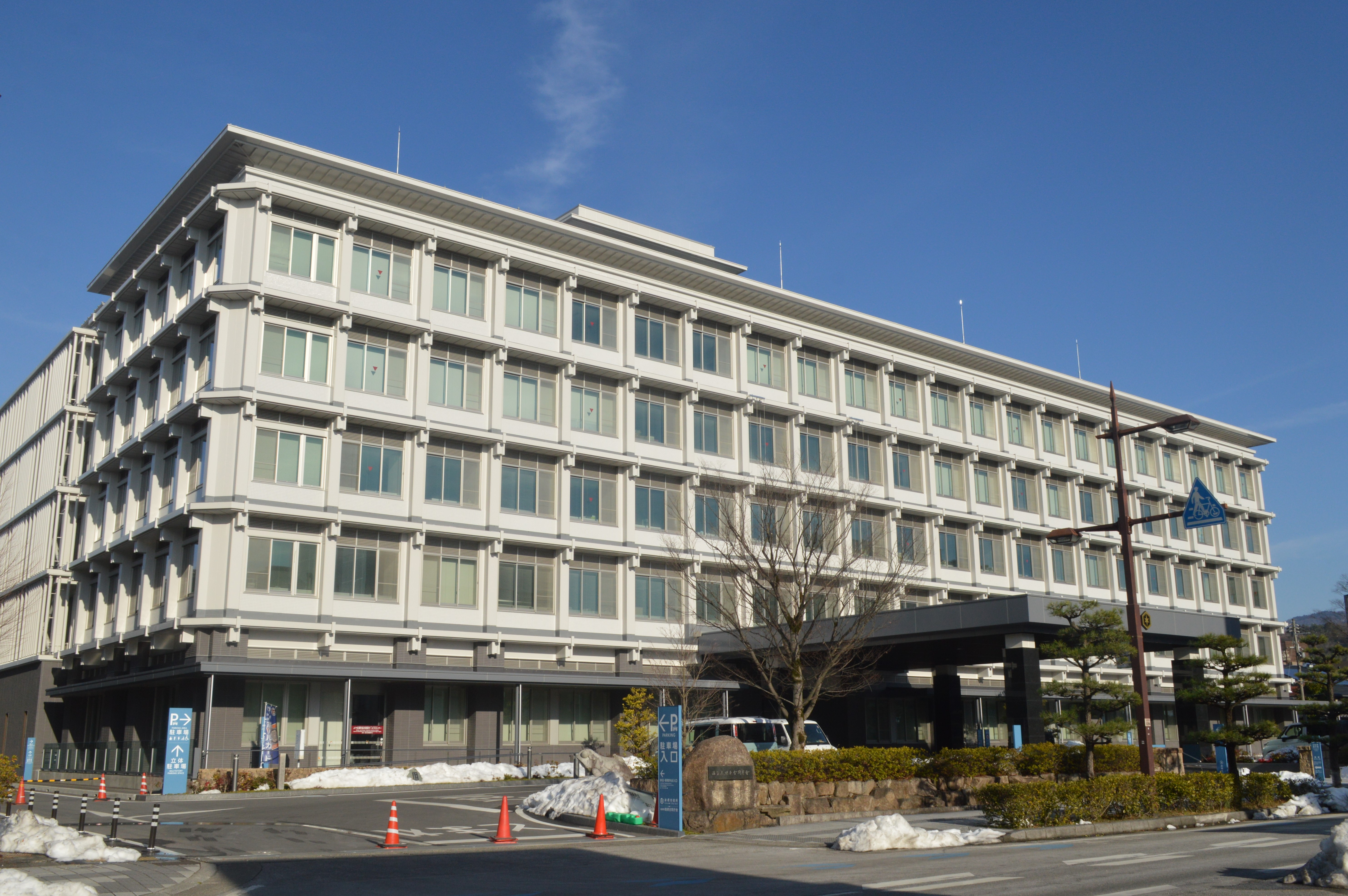
彦根市役所

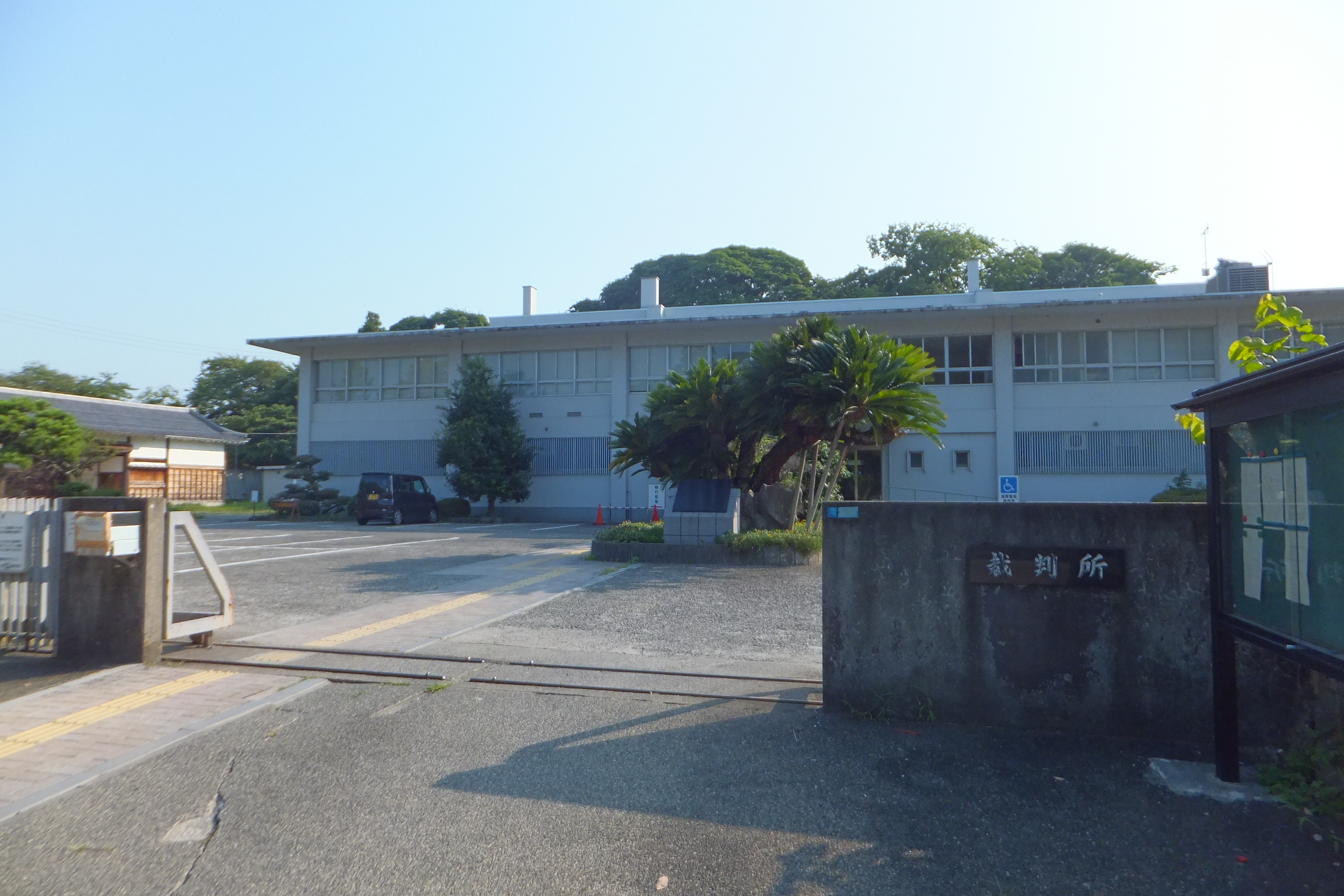
彦根簡易裁判所

### 市長
- 市長 ：田島一成
- 副市長 ：未定

歴代市長
- 1947年（昭和22年）4月5日に行われた第1回統一地方選挙以降。それ以前の市長は官選。
- 特筆しない限り、公選である。当選日について、就任と同じ年であれば年の表記は省略する。当選日に添える丸括弧の中の数字は、有権者数、選挙投票率（※当人の得票率ではない）、当選者の年齢。
- 党籍や、政党の推薦状況については、変化が無い限り、第2期以降は表記を省く。

| 代数 | 氏名     | 就任年月日                | 退任年月日               | 備考                                                 |
| ---- | -------- | ------------------------- | ------------------------ | ---------------------------------------------------- |
| 1    | 安居喜八 | 1947年（昭和22年）4月8日  | 1947年（昭和22年）7月    | 1期。4月5日当選（24,423人、72.38%）。                |
| 2    | 小林郁   | 1947年（昭和22年）8月16日 | 1951年（昭和26年）3月    | 1期。8月14日当選（23,863人、29.75%）。               |
| 3    | 小林郁   | 1951年（昭和26年）4月     | 1953年（昭和28年）3月    | 2期。4月23日当選（27,087人、88.68%）。               |
| 4    | 井伊直愛 | 1953年（昭和28年）5月10日 | 1957年（昭和32年）5月    | 1期。5月10日当選（29,514人、68.94%。42歳）。無所属。 |
| 5    | 井伊直愛 | 1957年（昭和32年）5月     | 1961年（昭和36年）5月    | 2期。4月26日当選（37,725人、57.24%。46歳）。         |
| 6    | 井伊直愛 | 1961年（昭和36年）5月     | 1965年（昭和40年）5月    | 3期。4月23日当選（38,222人、75.96%。50歳）。         |
| 7    | 井伊直愛 | 1965年（昭和40年）5月     | 1969年（昭和44年）5月    | 4期。4月25日当選（40,083人、55.16%。54歳）。         |
| 8    | 井伊直愛 | 1969年（昭和44年）5月     | 1973年（昭和48年）5月    | 5期。4月13日当選（49,649人、53.48%。58歳）。         |
| 9    | 井伊直愛 | 1973年（昭和48年）5月     | 1977年（昭和52年）5月    | 6期。4月15日当選（54,683人、69.74%。62歳）。         |
| 10   | 井伊直愛 | 1977年（昭和52年）5月     | 1981年（昭和56年）5月    | 7期。4月10日当選（58,334人、55.84%。66歳）。         |
| 11   | 井伊直愛 | 1981年（昭和56年）5月     | 1985年（昭和60年）5月    | 8期。4月12日当選（60,888人、59.57%。70歳）。         |
| 12   | 井伊直愛 | 1985年（昭和60年）5月     | 1989年（平成元年）5月9日 | 9期。4月14日当選（64,125人、56.07%。74歳）。         |
| 13   | 獅山向洋 | 1989年（平成元年）5月10日 | 1993年（平成5年）5月9日  | 1期。4月16日当選（67,925人、62.83%。48歳）。無所属。 |
| 14   | 中島一   | 1993年（平成5年）5月10日  | 1997年（平成9年）5月9日  | 1期。4月25日当選（72,781人、57.91%。67歳）。無所属。 |
| 15   | 中島一   | 1997年（平成9年）5月      | 2001年（平成13年）5月    | 2期。4月20日当選（77,223人、53.04%。71歳）。         |
| 16   | 中島一   | 2001年（平成13年）5月     | 2005年（平成17年）5月9日 | 3期。4月22日当選（80,880人、47.16%。75歳）。         |
| 17   | 獅山向洋 | 2005年（平成17年）5月10日 | 2009年（平成21年）5月9日 | 通算2期。4月24日当選（82,943人、47.19%。64歳）。     |
| 18   | 獅山向洋 | 2009年（平成21年）5月10日 | 2013年（平成25年）5月9日 | 通算3期。4月26日当選（85,321人、44.89%。68歳）。     |
| 19   | 大久保貴 | 2013年（平成25年）5月10日 | 2017年（平成29年）5月9日 | 1期。4月21日当選（86,819人、41.82%。49歳）。         |
| 20   | 大久保貴 | 2017年（平成29年）5月10日 | 2021年（令和3年）5月9日  | 2期。4月23日当選（89,918人、39.16%。53歳）。         |
| 21   | 和田裕行 | 2021年（令和3年）5月10日  | 2025年(令和7年）5月9日   | 1期。4月25日当選（90,244人、38.64%。50歳）。         |
| 22   | 田島一成 | 2025年（令和7年）5月10日  | 現職                     | 1期。4月27日当選（89,077人、43.24%。63歳）。         |

- 出典：彦根市市勢要覧、 “彦根市”. ザ・選挙（ウェブサイト）.   ボイスジャパン . 2011年10月8日閲覧。：全国の政治家・選挙結果データベース。

官選市長
| 代数 | 氏名       | 就任年月日                 | 退任年月日                | 備考        |
| ---- | ---------- | -------------------------- | ------------------------- | ----------- |
| 1    | 木島茂     | 1937年（昭和12年）6月7日   | 1941年（昭和16年）6月16日 | 1期。       |
| 2    | 松山藤太郎 | 1941年（昭和16年）10月12日 | 1945年（昭和20年）3月11日 | 死去。1期。 |
| 3    | 堀勘治郎   | 1945年（昭和20年）4月27日  | 1945年（昭和20年）4月28日 | 死去。1期。 |
| 4    | 末原貫一郎 | 1945年（昭和20年）6月10日  | 1946年（昭和21年）11月8日 | 1期。       |

- 出典：歴代知事編纂会編『日本の歴代市長』第2巻、歴代知事編纂会、1984年。

### 役所
- 彦根市役所：彦根市元町4-2に所在。

支所・出張所
- 稲枝支所：彦根市田原町13-1。
- 鳥居本出張所：彦根市鳥居本町1491-6。
- 河瀬出張所：彦根市森堂町131。
- 亀山出張所：彦根市賀田山町278-2。
- 高宮出張所：彦根市高宮町2311。

## 議会

### 県議会
- 選挙区：彦根市・犬上郡選挙区（彦根市、豊郷町、甲良町、多賀町）
- 定数：4人
- 任期：2023年4月9日 - 2027年4月29日[56]
- 投票日：2023年4月9日
- 当日有権者数：107,173人
- 投票率：41.74％

| 候補者名   | 当落 | 年齢 | 所属党派     | 新旧別 | 得票数   |
| ---------- | ---- | ---- | ------------ | ------ | -------- |
| 中沢啓子   | 当   | 64   | チームしが   | 現     | 10,864票 |
| 谷口典隆   | 当   | 55   | 自由民主党   | 新     | 7,885票  |
| 赤井康彦   | 当   | 50   | 無所属       | 新     | 7,359票  |
| 大野和三郎 | 当   | 64   | 自由民主党   | 現     | 6,680票  |
| 北村善幸   | 落   | 64   | 日本維新の会 | 新     | 6,375票  |
| 杉原祥浩   | 落   | 61   | 無所属       | 新     | 4,985票  |

### 衆議院
- 選挙区：滋賀2区（彦根市、長浜市、米原市、東近江市の一部、愛知郡、犬上郡）
- 任期：2021年10月31日 - 2025年10月30日
- 当日有権者数：263,110人
- 投票率：56.93％

| 当落 | 候補者名   | 年齢 | 所属党派   | 新旧別 | 得票数   | 重複 |
| ---- | ---------- | ---- | ---------- | ------ | -------- | ---- |
| 当   | 上野賢一郎 | 56   | 自由民主党 | 前     | 83,502票 | ○    |
|      | 田島一成   | 59   | 立憲民主党 | 元     | 64,119票 | ○    |

## 司法

### 裁判所
- 大津地方裁判所彦根支部
- 大津家庭裁判所彦根支部
- 彦根簡易裁判所

## 出先機関・施設

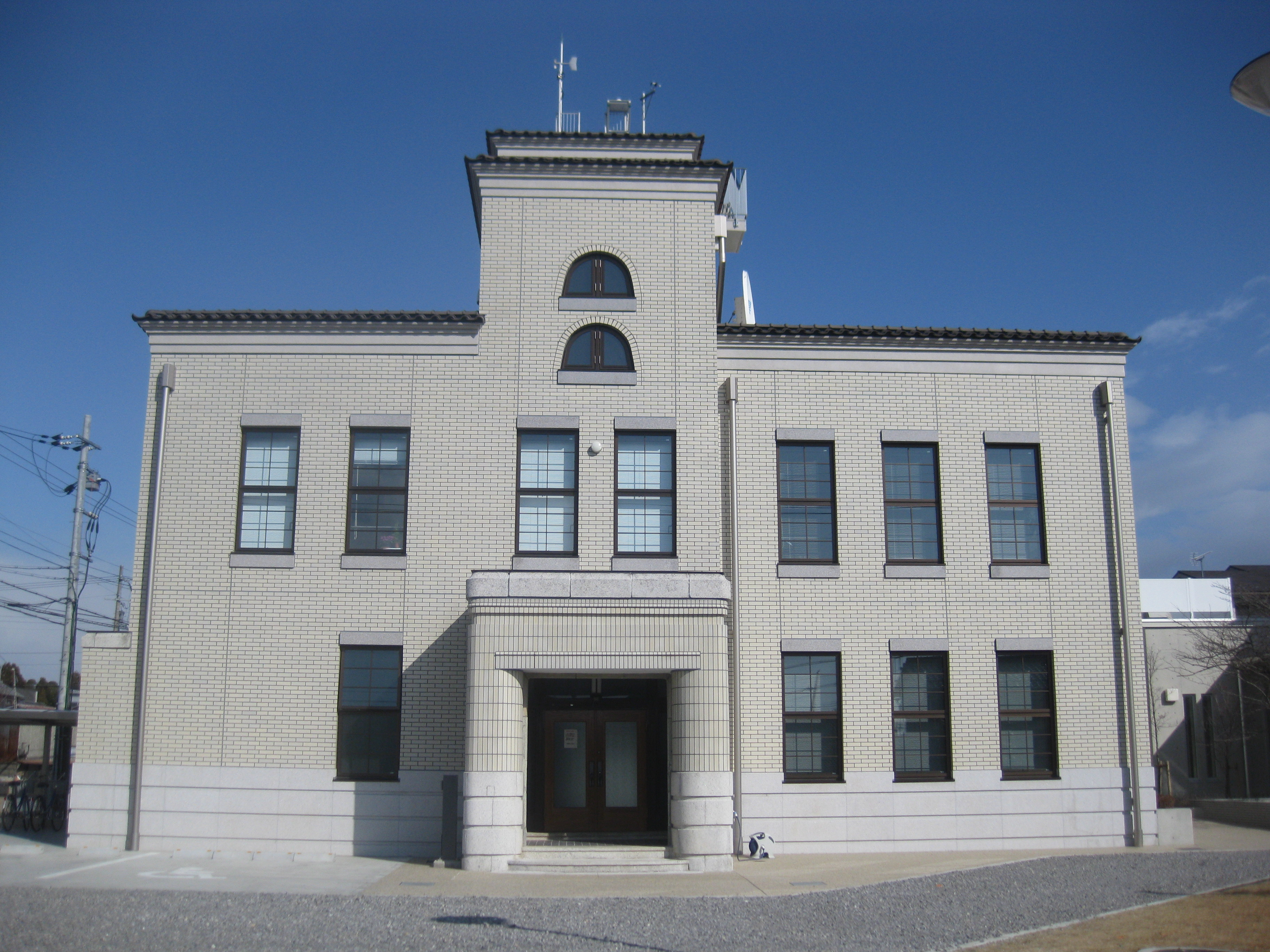
彦根地方気象台

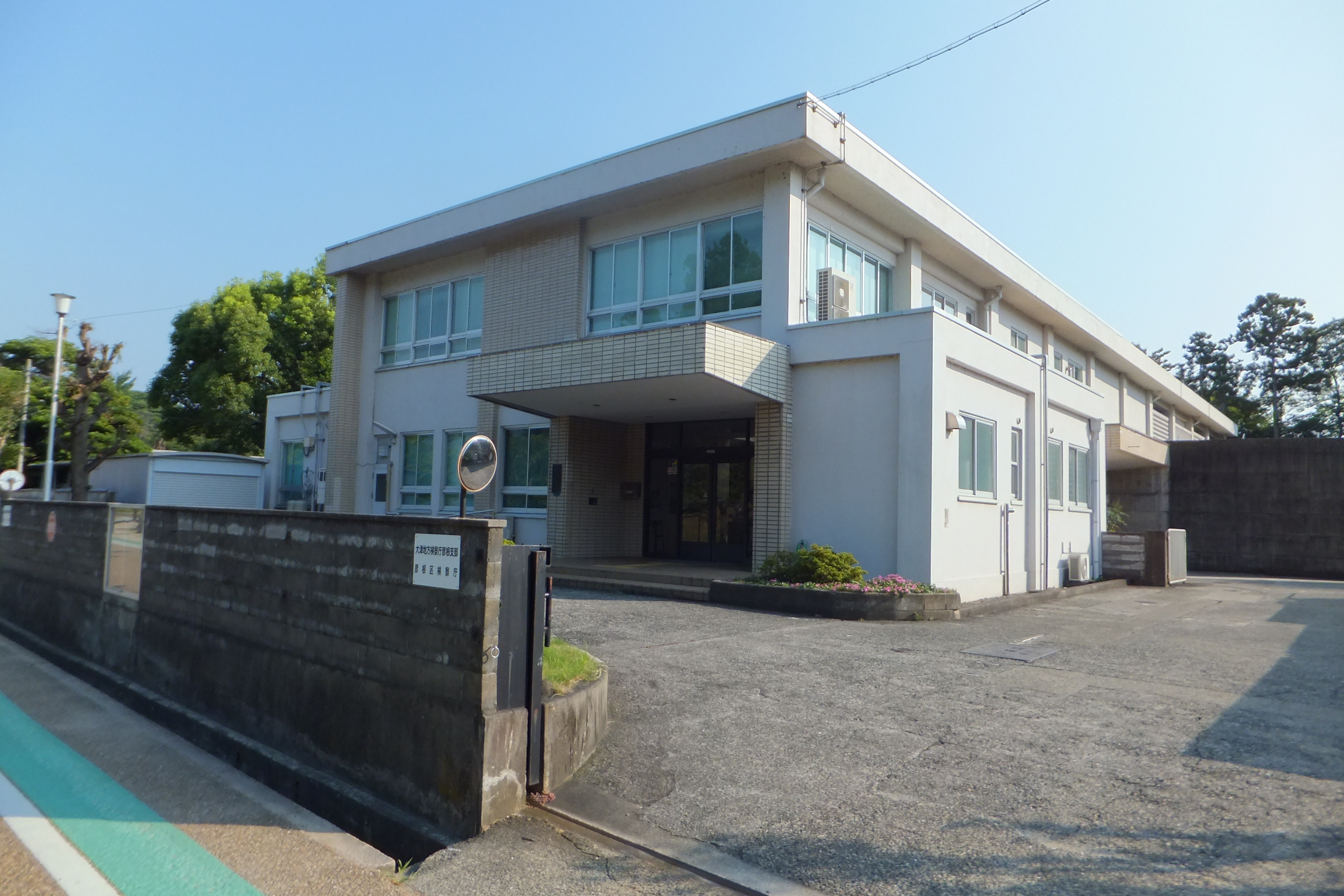
彦根区検察庁

### 国家機関

#### 法務省
- 大津地方法務局彦根支局
- 大津地方検察庁彦根支部
- 彦根区検察庁

#### 財務省
- 国税庁大阪国税局彦根税務署（彦根市立花町5-20）：彦根市、犬上郡、愛知郡を管轄。

#### 厚生労働省
- 滋賀労働局彦根労働基準監督署
- 滋賀労働局彦根公共職業安定所

#### 国土交通省
- 近畿地方整備局滋賀国道事務所彦根維持出張所
- 気象庁彦根地方気象台

#### 防衛省
- 自衛隊滋賀地方協力本部彦根地域事務所

### 施設

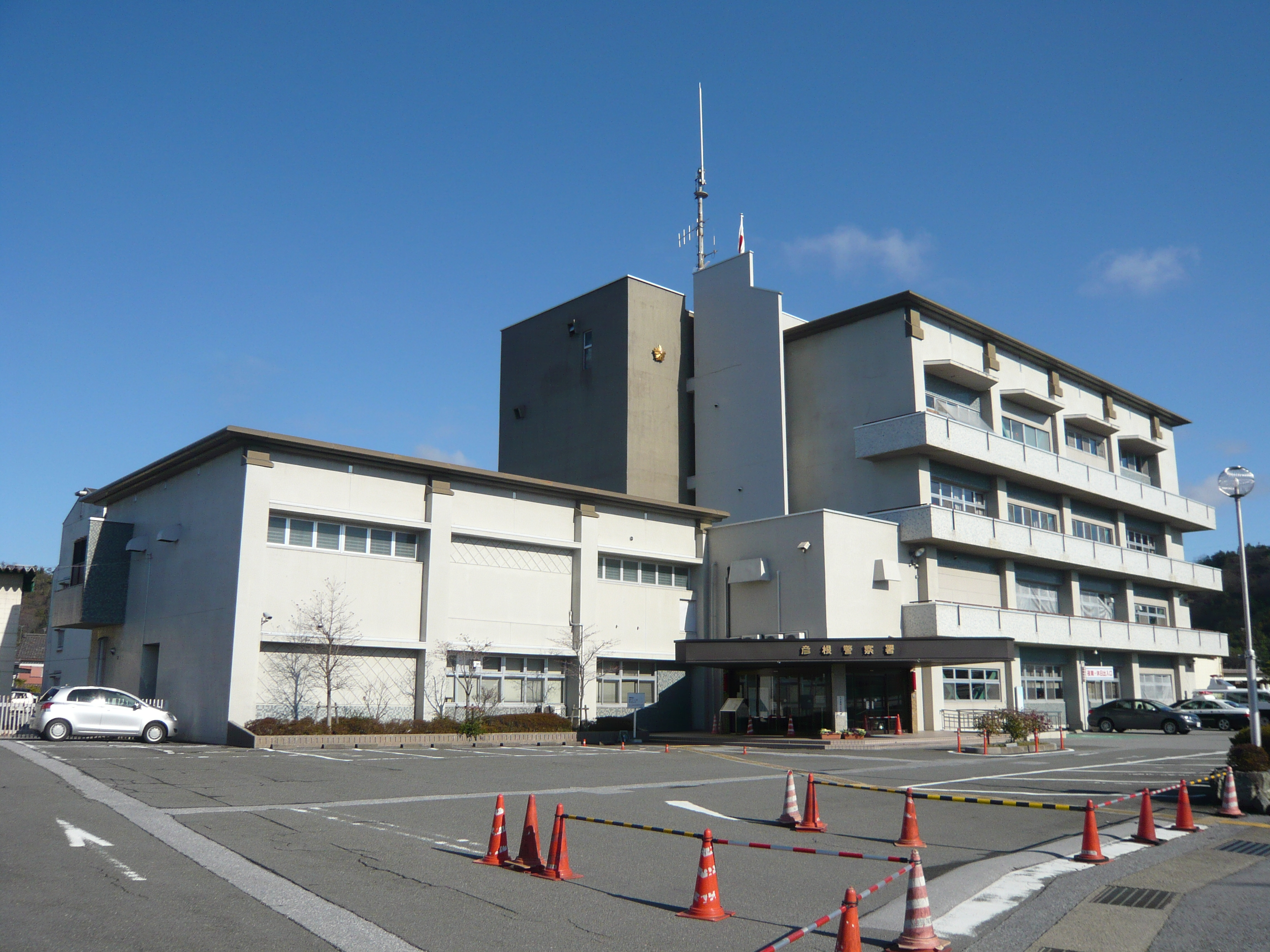
彦根警察署

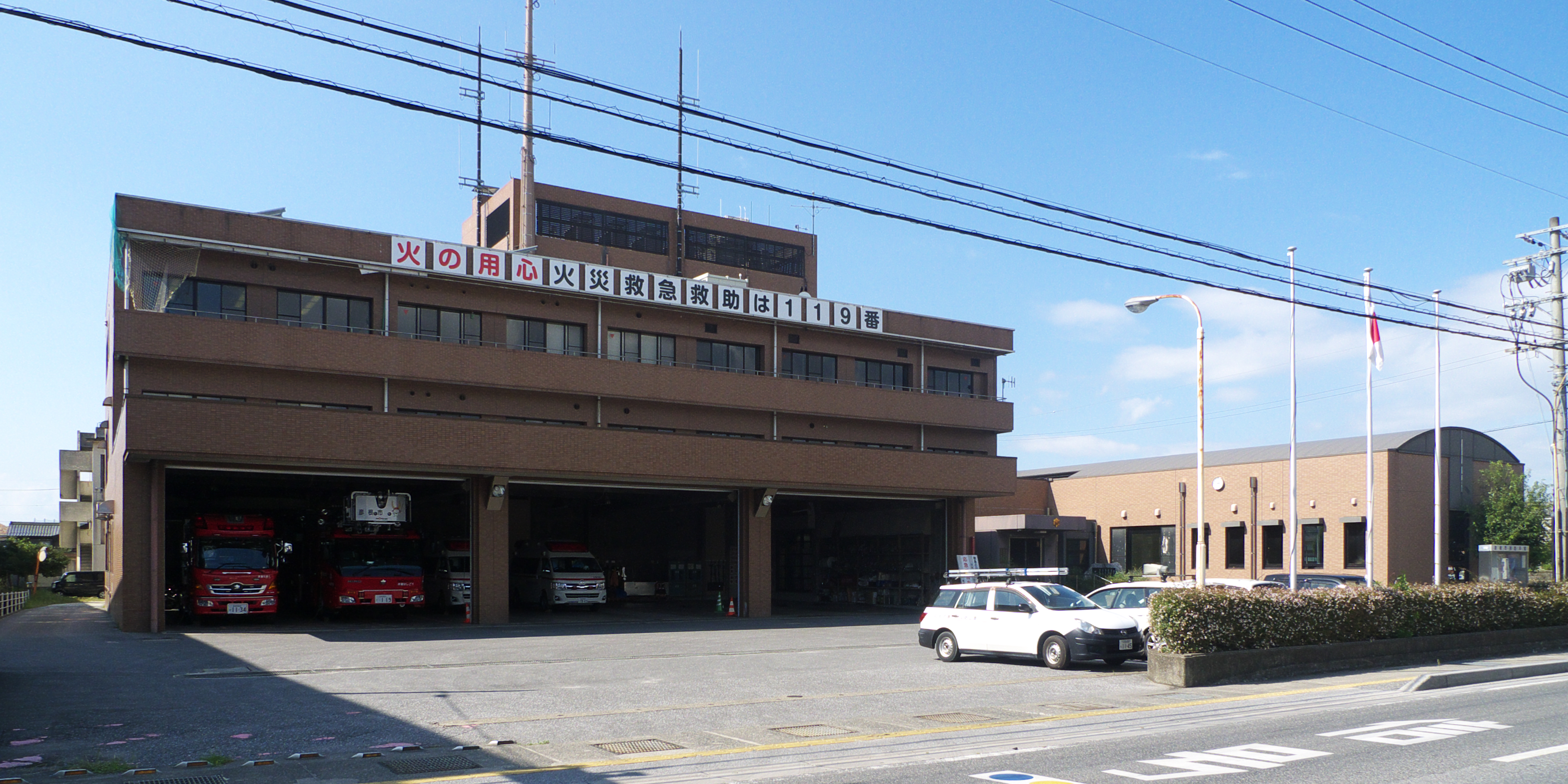
彦根市消防本部

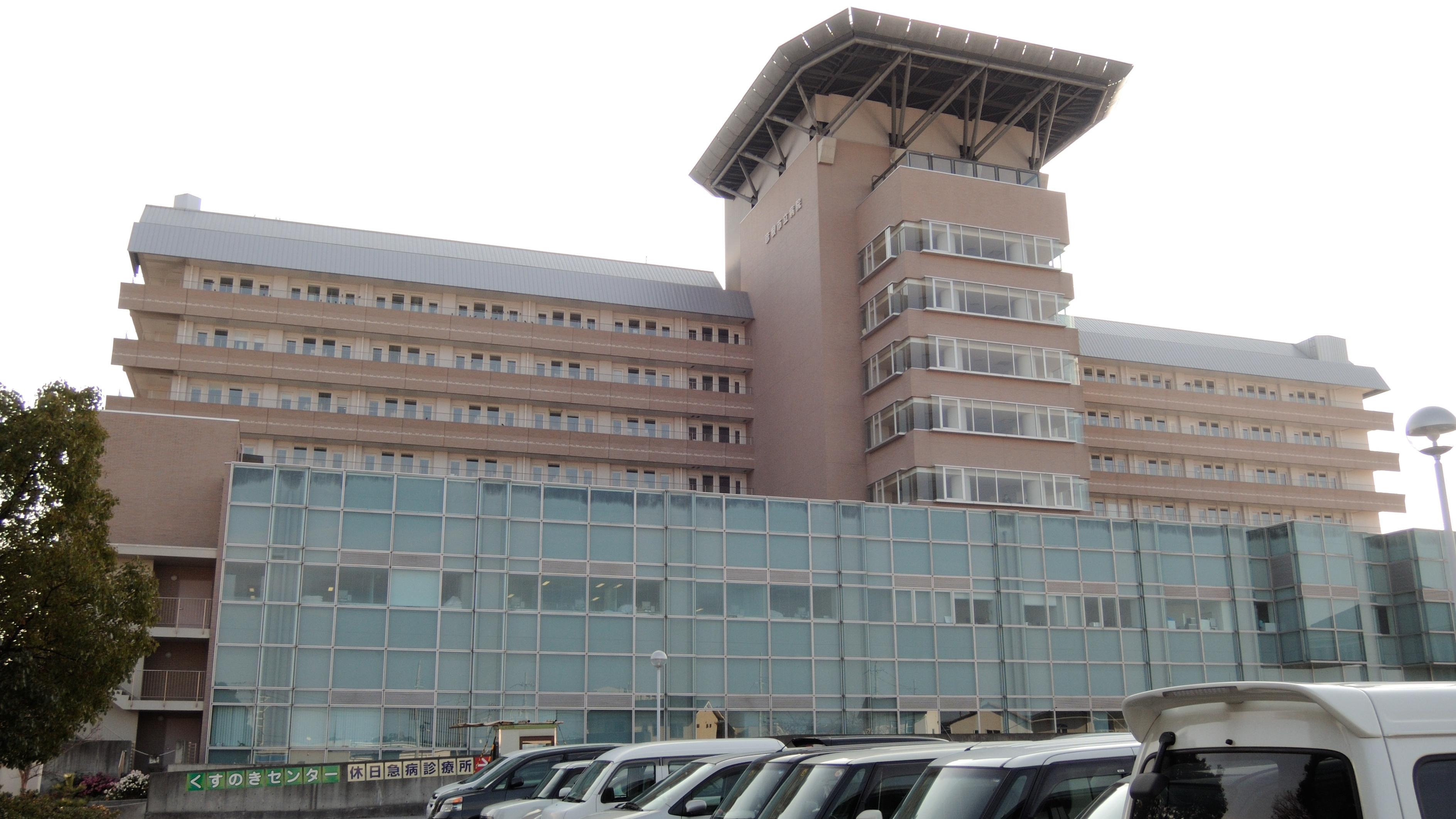
彦根市立病院

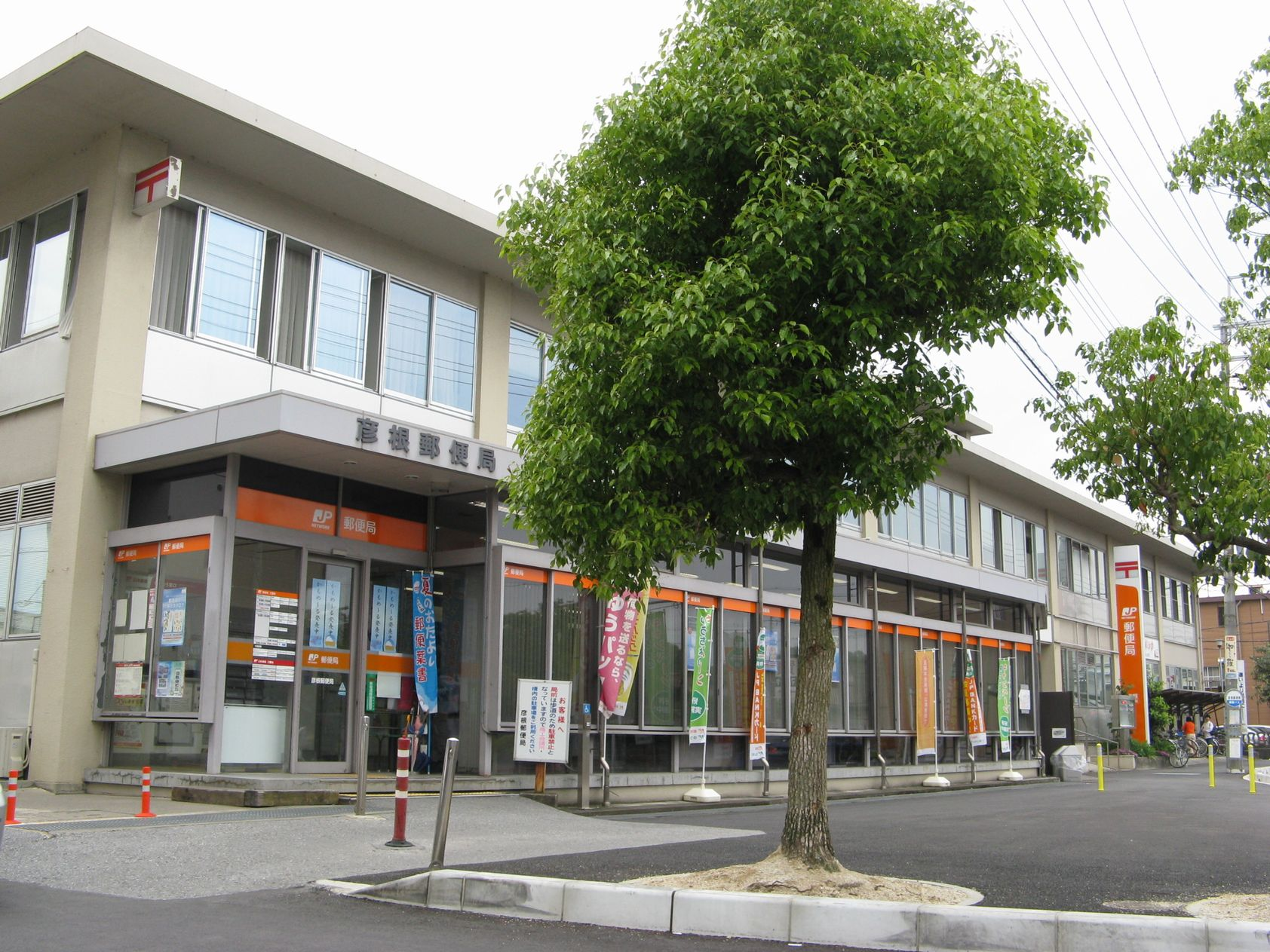
彦根郵便局

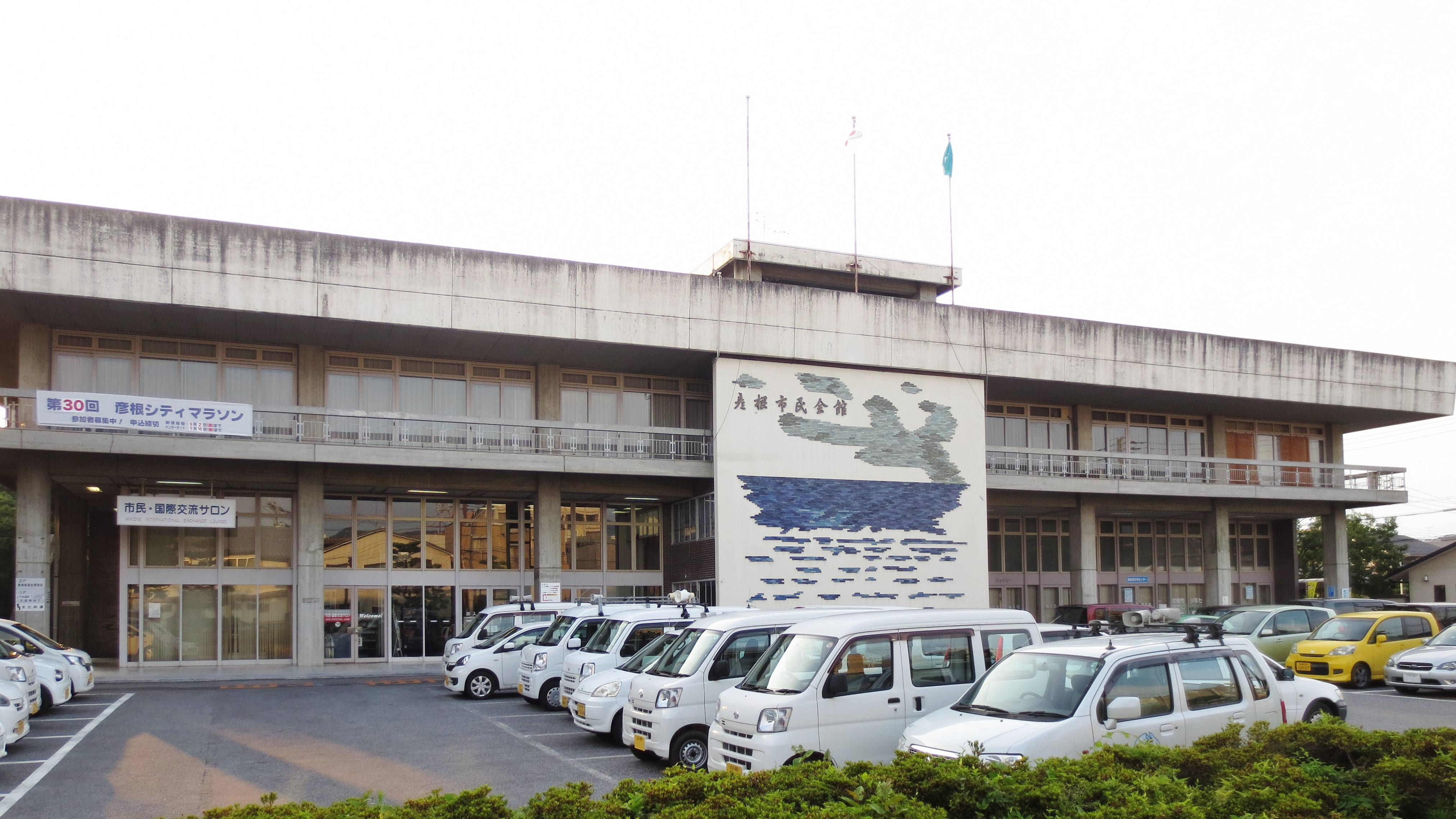
彦根市民会館

#### 警察
本部
- 滋賀県警察 彦根警察署
  - 彦根市と犬上郡を管轄。警備艇1隻配備。彦根市古沢町660-3に所在。交番および駐在所については当該項目を参照のこと。cf. 1954.

#### 消防
本部
- 彦根市消防本部 ：彦根市と犬上郡を管轄。彦根市西今町415に所在[広報 31]。

消防署
- 彦根市消防署 ：上に同じ。
- 彦根市消防署北分署 ：彦根市古沢町503-1。
- 彦根市消防署南分署 ：彦根市稲里町320。
- 彦根市消防署犬上分署 ：犬上郡甲良町横関字山王689-1。

消防団
- 彦根市消防団 ：全15分団。

#### 医療・福祉
主な病院
- 彦根市立病院 ：1891年開設。cf. 1891, 2002.
- 彦根休日急病診療所 ：内科と小児科に対応。彦根市平田町670（彦根市福祉保健センター1階）に所在。

#### 郵便局
主な郵便局
- 彦根郵便局 ：彦根市中央町3-5に所在[広報 32]
- 彦根駅前郵便局 ：彦根市佐和町11-24。
- 彦根松原郵便局 ：彦根市松原町1849-6。
- 彦根本町郵便局 ：彦根市本町1-3-36。
- 彦根河原郵便局 ：彦根市河原2-4-2。
- 彦根城町郵便局 ：彦根市城町1-1-26。
- 彦根馬場郵便局 ：彦根市馬場1-4-23。
- 彦根大藪郵便局 ：彦根市大藪町2035-22。
- 彦根鳥居本郵便局 ：彦根市鳥居本町1802。

#### 交流施設
- 彦根市民会館 ：彦根市尾末町1-38[広報 33]。
  - 彦根市地区公民館 ：稲枝地区、西地区、東地区、旭森地区、河瀬地区、中地区、鳥居本地区、および、南地区にあり。
- 彦根市福祉保健センター ：彦根市平田町670。
- プロシードアリーナHIKONE ：彦根市小泉町640。
- ひこね市文化プラザ ：彦根市野瀬町187-4。
- みずほ文化センター ：彦根市田原町11。
- 彦根市高宮地域文化センター ：彦根市高宮町2311。
- 彦根市少年センター ：彦根市尾末町1-38。

## 対外関係

### 姉妹都市・提携都市

#### 国内
姉妹都市
- 高松市（四国地方 香川県）

彦根藩第13代藩主・井伊直弼の二女・弥千代姫が高松藩主・松平頼聡に輿入れした縁から、1966年（昭和41年）8月15日、彦根城と高松城が全国初の姉妹城縁組を行い、両市は「姉妹城都市」盟約を締結する。
- 水戸市（関東地方 茨城県）

幕末における天狗党の乱を巡る縁で水戸市と敦賀市が姉妹都市になり、その後、桜田門外の変を巡って因縁（仇同士の関係）深い水戸市と彦根市が、1968年（昭和43年）10月29日、敦賀市の仲介によって親善都市となった。さらには、彦根市の仲介により、水戸市と高松市が親善都市になっている。
- 佐野市（関東地方 栃木県）

佐野市域は江戸時代、彦根藩の飛地で藩領となっていたため、この縁によって1969年（昭和44年）8月7日、親善都市盟約を締結。

#### 海外
姉妹都市
- アナーバー市（アメリカ合衆国 ミシガン州）[57]
  - 1969年（昭和44年）3月28日 - 友好都市提携を市議会で議決[58]

滋賀県とミシガン州の姉妹提携（1968年）を受け、姉妹都市提携委員会の仲介によって提携が決定。両市議会での議決により提携成立。
- 湘潭市（中華人民共和国 湖南省）[59]
  - 1991年（平成3年）11月1日 - 友好都市提携を締結[58]

滋賀県と湖南省の姉妹提携（1983年）を受け、都市レベルの提携を模索。ともに歴史遺産に恵まれ、大学のある都市であることを共通点として文化交流を深め、友好都市提携に至る

## 経済

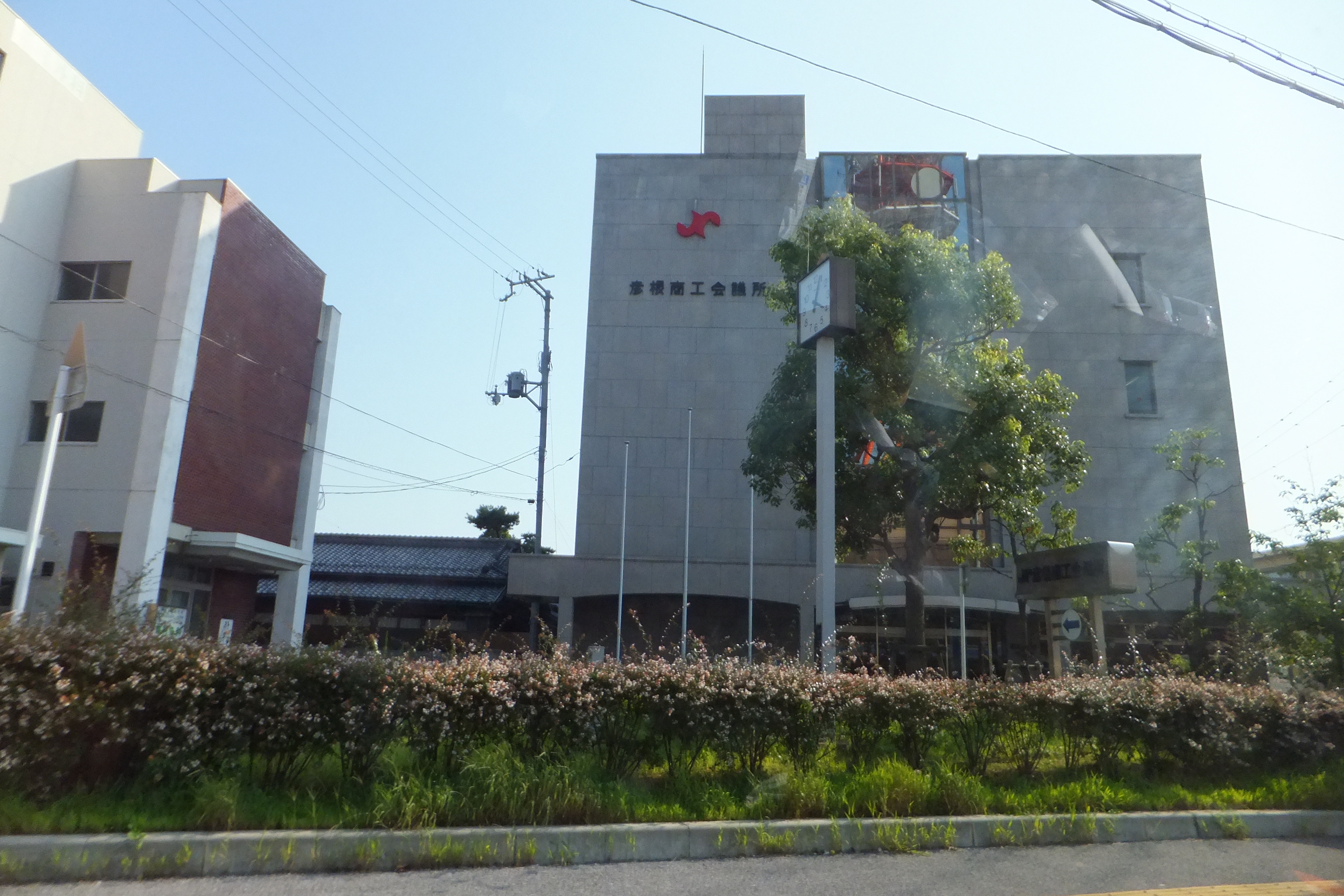
彦根商工会議所

### 第一次産業

#### 農業
紅かぶら、彦根梨、彦根りんごでも知られる。

#### 水産業
琵琶湖に面した彦根地方は、古来、鮎に代表される琵琶湖産淡水魚と、鮒寿司に代表されるその水産加工品を特産としてきた。
主な漁港
- 宇曽川漁港
- 柳川漁港

### 第二次産業

#### 工業
彦根市は工業都市でもあり、工業生産額は滋賀県でも上位である。この分野では、バルブ（彦根バルブ）、ファンデーション（彦根ファンデーション）が地場産業として挙げられる。
工業製品
- タイヤ
- 電機
- バルブ
- ファンデーション

#### 伝統的工芸品
中世から近世にかけての代表的特産には、彦根の仏壇（彦根仏壇）や陶磁器（湖東焼）、鳥居本宿の薬（赤玉神教丸など）や道中合羽（鳥居本合羽）などがあったが、このうち、彦根仏壇と赤玉神教丸は現代にまで受け継がれている。

### 第三次産業

#### 商業
市中心部には銀座商店街や市場商店街など複数の商店街が形成されており、第二次世界大戦前や戦後の高度経済成長期には市内や周辺農村部からの集客で賑わった。現在そうした既存商店街はロードサイド・郊外型商業施設の発達などで活気を失っているが、活性化に向けた様々な方策が模索されている。

### 金融機関

#### 銀行
- りそな銀行
- 大垣共立銀行
- 滋賀銀行
- 京都銀行
- 関西みらい銀行（旧関西アーバン銀行）

#### 政策金融機関
- 商工組合中央金庫

#### 協同組織金融機関
- 滋賀中央信用金庫（旧彦根信用金庫）
- 滋賀県民信用組合
- 近畿労働金庫

#### 日本郵政
- ゆうちょ銀行（郵便局）

#### 農協・生協
- 東びわこ農業協同組合（JAバンク）
- 全労済

### 立地企業
彦根市内に重要施設を置く、主な企業。

#### 彦根市内に創業地がある企業
特筆性のある企業のうち、創業地が現在の彦根市内にあるものを、創業時期の古いものから順に挙げる。
- 有川製薬 ：1658年（万治元年）、鳥居本宿（現・彦根市鳥居本町）で鵜川市郎兵衛が創業。cf. 1658.
- 近江鉄道 ：1896年（明治29年）、彦根で創業。cf. 1896, 1930.
- 永昌堂印刷 ：1913年（大正2年）、彦根にて永昌堂石版印刷所の名で創業。
- 澤村バルブ工業 ：1925年（大正14年）、彦根にて澤村鉄工所の名で創業。
- サンライズ出版 ：1930年（昭和5年）、鳥居本村にて「サンライズスタディオ」の名で創業。
- タカタ株式会社 ：1933年（昭和8年）、彦根町にて「高田工場」の名で創業。cf. 1933.
- 関西産業 ：1941年（昭和16年）、現在の彦根市南川瀬町で創業。
- 清水合金製作所 ：1947年（昭和22年）、彦根市内で創業。現在はキッツの子会社。
- 文教スタヂオ ：1950年（昭和25年）、彦根市佐和町にて写真館を開業(創業)。
- 平和堂 ：1957年（昭和32年）、彦根市土橋商店街にて「靴とカバンの店・平和堂」の名で創業。cf. 1957.
- 角田鉄工 ：1961年（昭和36年）、彦根市中組東町にて角田鉄工所の名で創業。
- シガドライウィザース ：1966年（昭和41年）、彦根市内にて株式会社シガドライセンターの名で創業。
- パリヤ ：昭和40年代前半、彦根市銀座町マルビシ百貨店跡にて創業。
- 公益社 ：彦根市の公益社。創業年は未確認。

#### 拠点を置く企業
企業名を五十音順で記載し、立地施設名などを添える。
- 安治川鉄工
- 伊奈精機
- 国立印刷局 ：彦根工場
- SCREENホールディングス ：彦根事業所（旧大日本スクリーン製造）
- ナイキ ：彦根工場
- パナソニック ：彦根工場 - 旧松下電工→パナソニック電工彦根工場。
- フジテック ：大阪府茨木市から本社を移転。cf. 2006.
- ブリヂストン ：彦根工場
- マルホ ：彦根工場
- レゾナック ：彦根清崎事業所（旧昭和アルミニウム ：彦根工場）
- レゾナック ：彦根川瀬事業所（旧新神戸電機→日立化成）

## 情報・生活

### マスメディア

#### 新聞社
地域新聞
頒布地域に彦根市を含む地域新聞を、おおよそ対象地域の狭いものから順に挙げる。なお、『京都新聞』は広域新聞であり、これを含まない。
- 近江同盟新聞社 ：『近江同盟新聞』を発行。頒布地域は彦根市近郊。本社所在地は彦根市立花町2-63。
- 滋賀彦根新聞社 ：『彦根新聞』を発行。頒布地域は彦根市と犬上郡。1986年、設立。彦根市中央町7-41。
- 滋賀報知新聞社 ：『滋賀報知新聞』および『報知写真新聞』を発行。頒布地域は滋賀県。本社所在地は滋賀県大津市梅林1丁目3-25。

全国紙・ブロック紙
- 朝日新聞彦根通信局
- 毎日新聞彦根支局
- 読売新聞彦根支局
- 産経新聞彦根通信部
- 中日新聞彦根支局
- 京都新聞彦根支局

#### 放送局
テレビ局
- NHK大津放送局彦根支局
- びわ湖放送彦根支社

ラジオ局
- NHK大津放送局彦根支局
- KBS滋賀（京都放送） - 彦根にラジオの放送支局スタジオがある。ラジオ放送は京都・滋賀両府県を対象地域としている。2022年4月から大津市に移転。
- エフエムひこね - 2002年（平成14年）9月29日に開局[47]。

#### 出版・印刷
- 国立印刷局彦根工場
- サンライズ出版

### ライフライン

#### 電力
- 関西電力
  - 彦根配電営業所

#### ガス
- 大阪ガス
  - 大阪ガスネットワーク

#### 上下水道
- 上水道：彦根市上下水道部
- 下水道：彦根市上下水道部

#### 処理施設
清掃
- 彦根市清掃センター
  - ごみ処理施設 ：彦根市野瀬町279-1。
  - 衛生処理施設 ：彦根市開出今町1330。

最終処分
- 彦根愛知犬上広域行政組合 中山投棄場 ：1998年に供用開始。埋立期間は17年間。彦根市中山町381-1[広報 29]。

## 教育

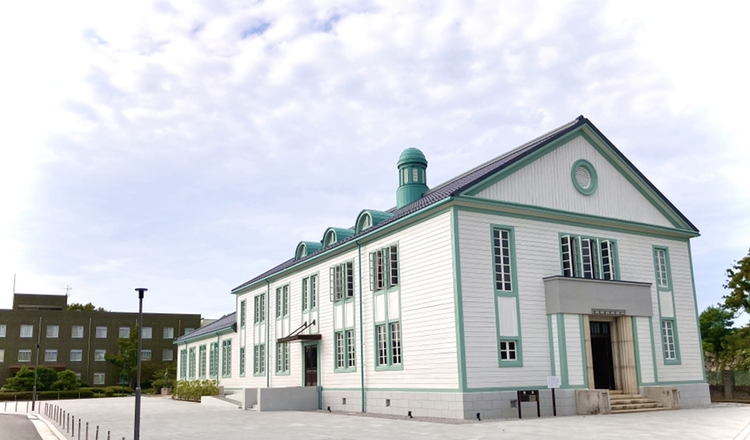
滋賀大学
彦根キャンパス

### 大学
国立
- 滋賀大学：経済学部。cf. 1949.

県立
- 滋賀県立大学：1995年（平成7年）4月に開学[45]

私立
- 聖泉大学・聖泉大学短期大学部：2003年（平成15年） 4月に開学[48]

州立
- ミシガン州立大学連合日本センター：1989年（平成元年）9月4日に米原・滋賀県立文化産業交流会館を仮校舎として開校し[39][40]、1990年（平成2年）9月14日に彦根市松原町に開所した[36][37][38]。cf. 1990. [広報 35]

### 高等学校
県立
- 滋賀県立彦根東高等学校 ：cf. 1799, 1876.
- 滋賀県立彦根翔西館高等学校　(旧彦根翔陽高等学校の校舎を利用)
- 滋賀県立彦根西高等学校　(現在は彦根翔陽高等学校と統合され彦根翔西館高等学校に名前が変更され存在しない)
- 滋賀県立彦根翔陽高等学校　(現在は彦根西高等学校と統合され彦根翔西館高等学校に名前が変更され存在しない)
- 滋賀県立彦根工業高等学校
- 滋賀県立河瀬高等学校

私立
- 近江高等学校
- 彦根総合高等学校(1998年までは専門学校で、2006年までは女子高であった)

### 中学校
県立
- 滋賀県立河瀬中学校

市立
- 彦根市立東中学校
- 彦根市立西中学校
- 彦根市立南中学校
- 彦根市立鳥居本中学校
- 彦根市立稲枝中学校
- 彦根市立中央中学校(1983年、西中学から分離)
- 彦根市立彦根中学校(1987年、南中学から分離)

cf. 彦根市立中学校・小学校・幼稚園の一覧表あり：≪外部リンク≫  彦根市教育委員会 学校教育課: “彦根市立小学校・中学校・幼稚園一覧”. （公式ウェブサイト）.   彦根市教育委員会 (2011年5月1日). 2011年10月8日閲覧。

### 小学校
市立
- 彦根市立城東小学校
- 彦根市立城西小学校
- 彦根市立城南小学校
- 彦根市立城北小学校
- 彦根市立佐和山小学校
- 彦根市立旭森小学校
- 彦根市立城陽小学校
- 彦根市立金城小学校
- 彦根市立河瀬小学校
- 彦根市立亀山小学校
- 彦根市立高宮小学校
- 彦根市立平田小学校(1979年、城南小から分離)
- 彦根市立若葉小学校(1996年、城陽小から分離)
- 彦根市立鳥居本小学校
- 彦根市立稲枝北小学校
- 彦根市立稲枝東小学校
- 彦根市立稲枝西小学校

### 特別支援学校
県立
- 滋賀県立盲学校 ：cf. 1908, 1937.
- 滋賀県立鳥居本養護学校

### 幼児教育

#### 幼稚園
- 彦根幼稚園
- 彦根幼稚園池州分園
- 高宮幼稚園
- 平田こども園(旧平田幼稚園)
- 稲枝東幼稚園
- 旭森幼稚園
- 城北幼稚園
- 金城幼稚園
- 佐和山幼稚園
- 城陽幼稚園

cf. 彦根市立幼稚園の一覧表あり：≪外部リンク≫  彦根市教育委員会 学校教育課: “市立幼稚園紹介一覧表”. （公式ウェブサイト）.   彦根市教育委員会. 2011年10月8日閲覧。

#### 保育所
cf. 保育所の一覧表あり：≪外部リンク≫ “彦根市保育所案内”. （公式ウェブサイト）.   彦根市. 2011年10月8日閲覧。

## 交通

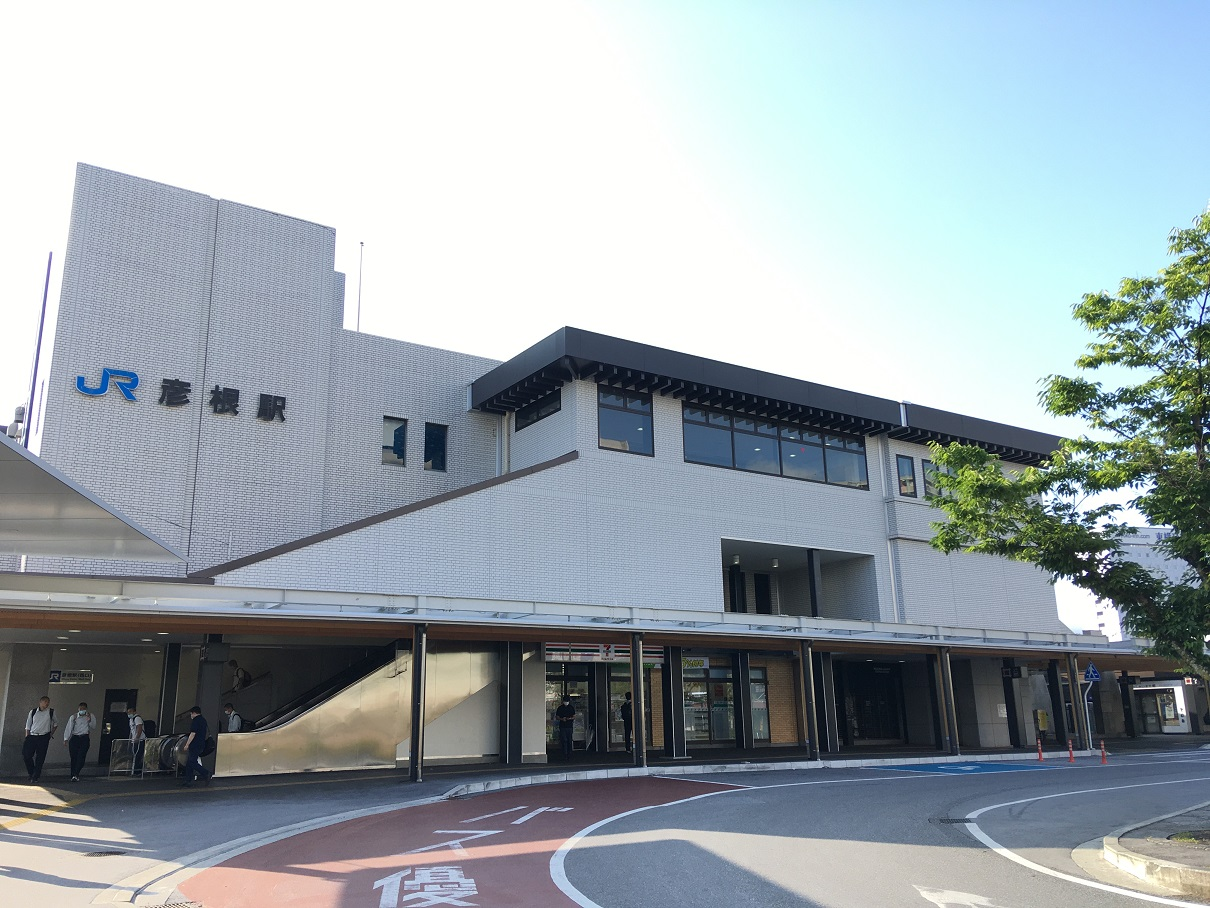
彦根駅西口

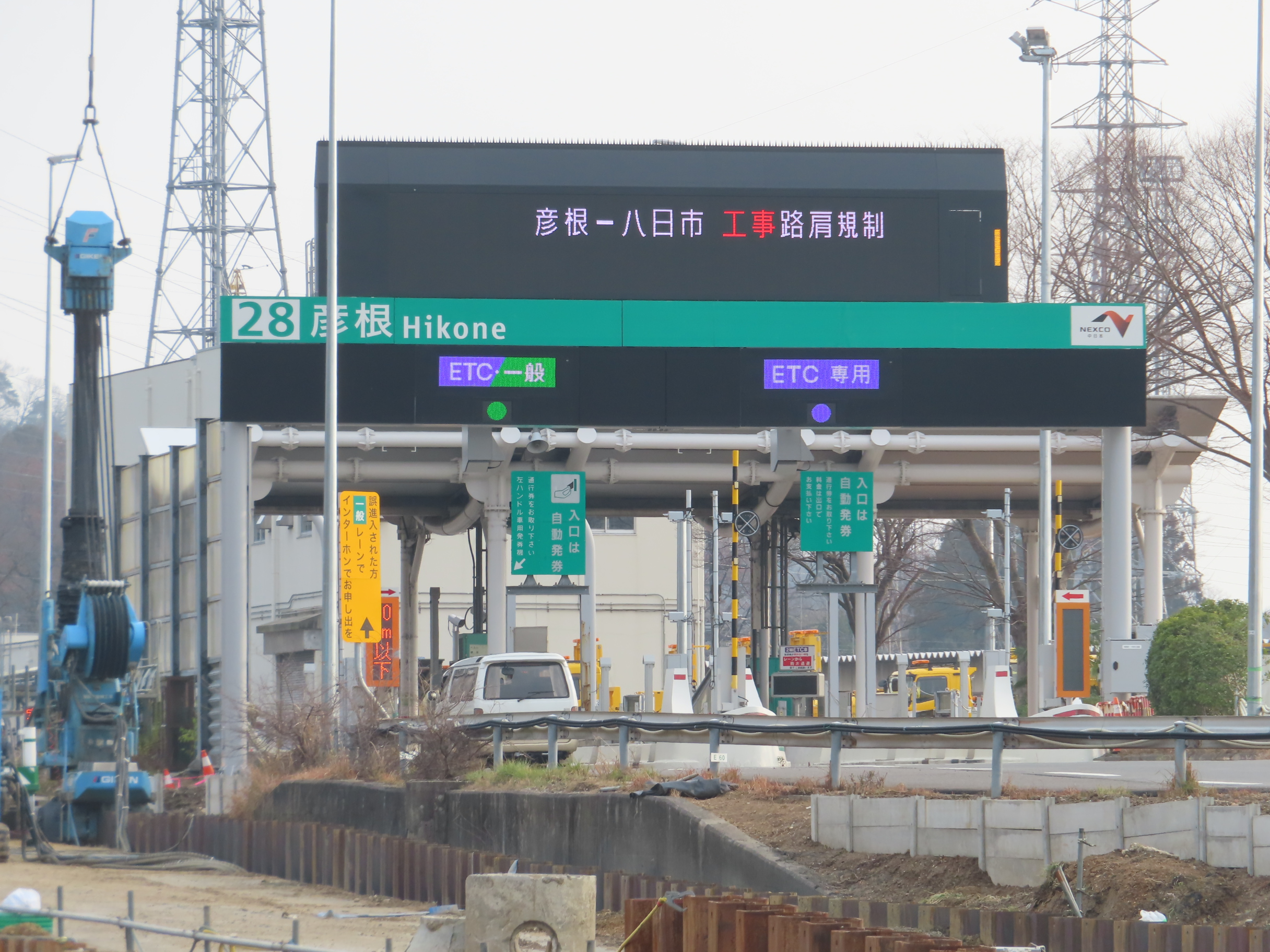
彦根IC

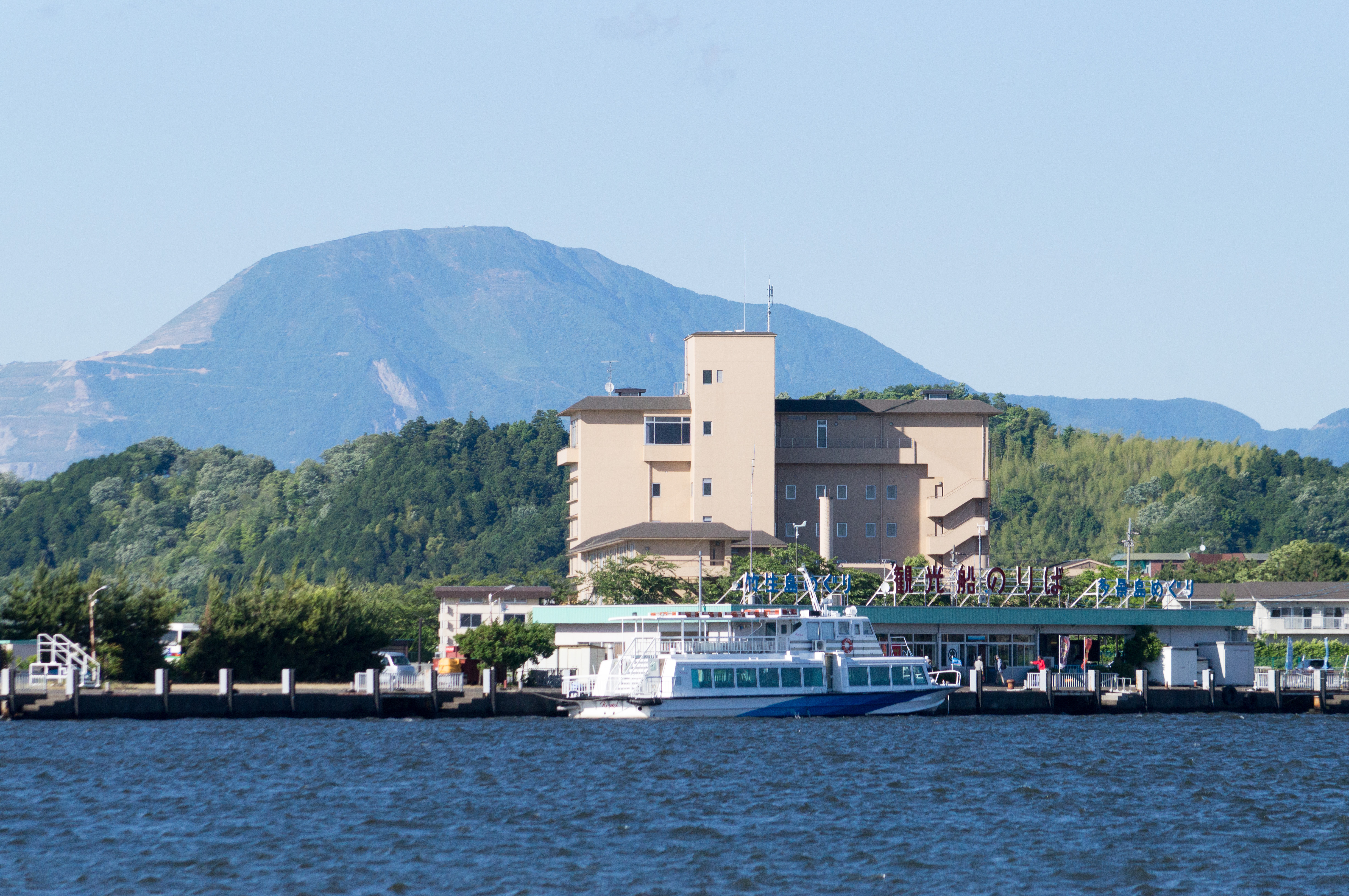
彦根港

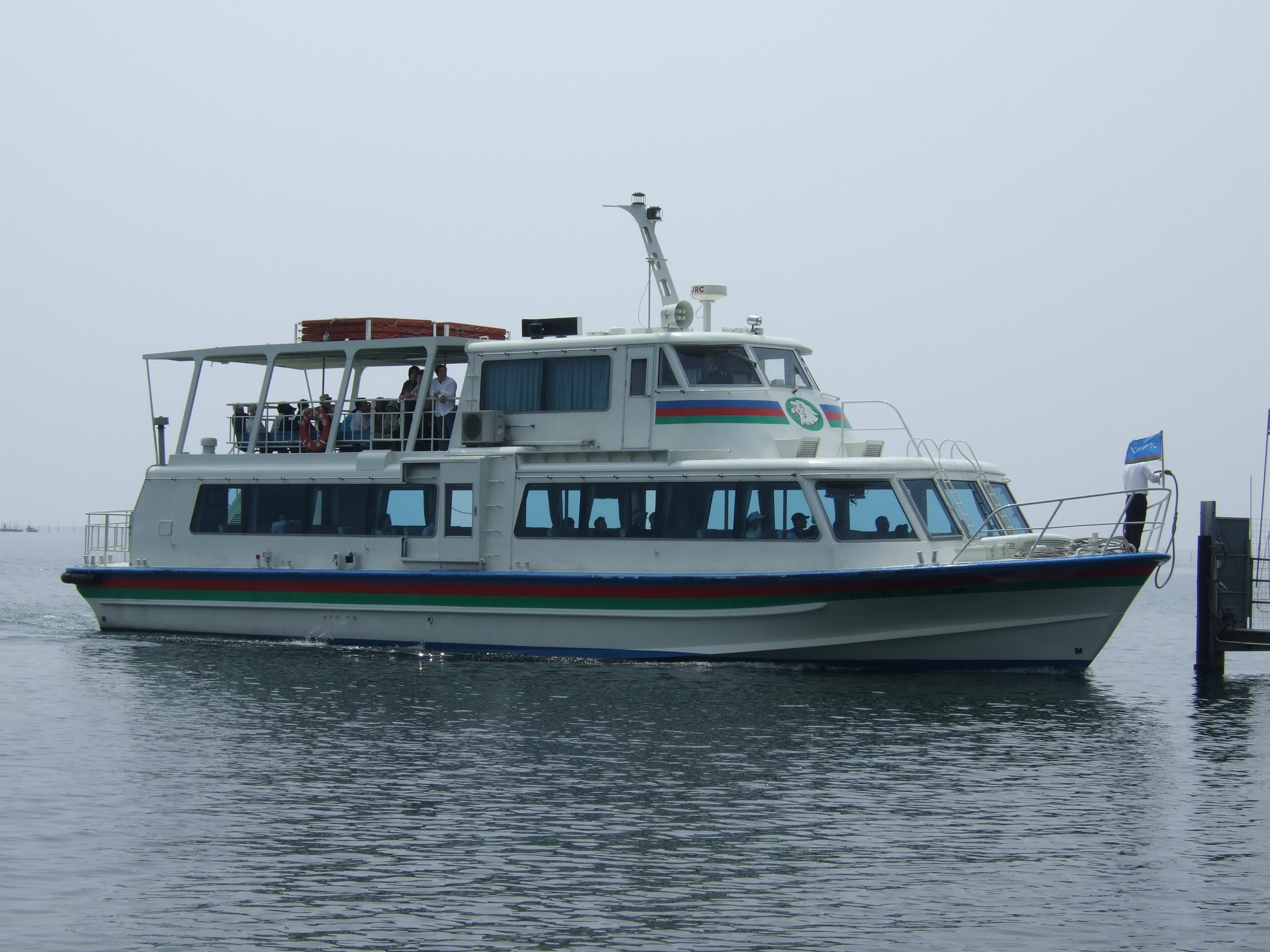
オーミマリン

### 空路

#### 空港
滋賀県に空港は無く、彦根市に最寄りの空港は、名神高速道路彦根ICより約1時間40分の距離にある大阪国際空港（兵庫県伊丹市・大阪府豊中市・池田市）である。他にも中部国際空港（愛知県常滑市）へは同インターから約2時間、更には関西国際空港（大阪府泉佐野市・泉南市・田尻町）へは同インターから約2時間30分ほどである。

### 鉄道
中心となる駅：彦根駅
西日本旅客鉄道（JR西日本）
東海道本線（琵琶湖線）：- 彦根駅 - 南彦根駅 - 河瀬駅 - 稲枝駅 -
近江鉄道
近江本線：フジテック前駅 - 鳥居本駅 - 彦根駅 - ひこね芹川駅 - 彦根口駅 - 高宮駅
多賀線：高宮駅 - スクリーン駅 -
その他、東海道新幹線（JR東海）が米原駅 - 京都駅間で当市を通過している。

### バス

#### 路線バス
- 近江鉄道バス
- 湖国バス
- 彦根観光バス

#### 都市間バス
- びわこドリーム号
- コミュニティバス

### 道路

#### 高速道路
中日本高速道路（NEXCO中日本）
- E1名神高速道路（ アジアハイウェイ1号線）：- 彦根IC -

#### 国道
- 国道8号
- 国道306号

#### 県道
一般県道は数が多いため、主要地方道のみ掲載。
主要県道
- 滋賀県道2号大津能登川長浜線
- 滋賀県道6号彦根停車場線
- 滋賀県道13号彦根八日市甲西線
- 滋賀県道17号多賀醒井線
- 滋賀県道20号愛知川彦根線
- 滋賀県道25号彦根近江八幡線

### 街道
- 巡礼街道
- 中山道 ：地域を南北に走り、宿場町として鳥居本宿 (cf. 1602, 1603) と高宮宿が設けられていた。
- 彦根道 ：中仙道の賑わいを彦根城下へ誘導するべく整備された脇往還である、切通道（鳥居本宿- 切通峠- 城下）と高宮道（高宮宿- 七曲がり- 久佐の辻- 城下）の総称。
- 朝鮮人街道

### 航路

#### 港湾
- 彦根港（地方港湾）
  - オーミマリン（竹生島、多景島行き）

## 観光

### 文化財
国指定文化財
「彦根城天守 附櫓及び多聞櫓」と「紙本金地著色風俗図（彦根屏風）」(cf. 1624, 1955) は国宝である。建造物、彫刻、工芸品、古文書など、国の重要文化財も多く、また、彦根城跡（埋木舎を含む）は特別史跡である。玄宮園と楽々園は合わせて名勝に指定されている。
cf. 彦根市内にある指定文化財の一覧表と案内地図 ：≪外部リンク≫ “彦根市の指定文化財一覧表”. 彦根市文化財マップ（公式ウェブサイト）.   彦根市教育委員会 文化財課. 2011年10月8日閲覧。

### 名所・旧跡
神社仏閣
- 千代神社 ：本殿は国の重要文化財に指定。

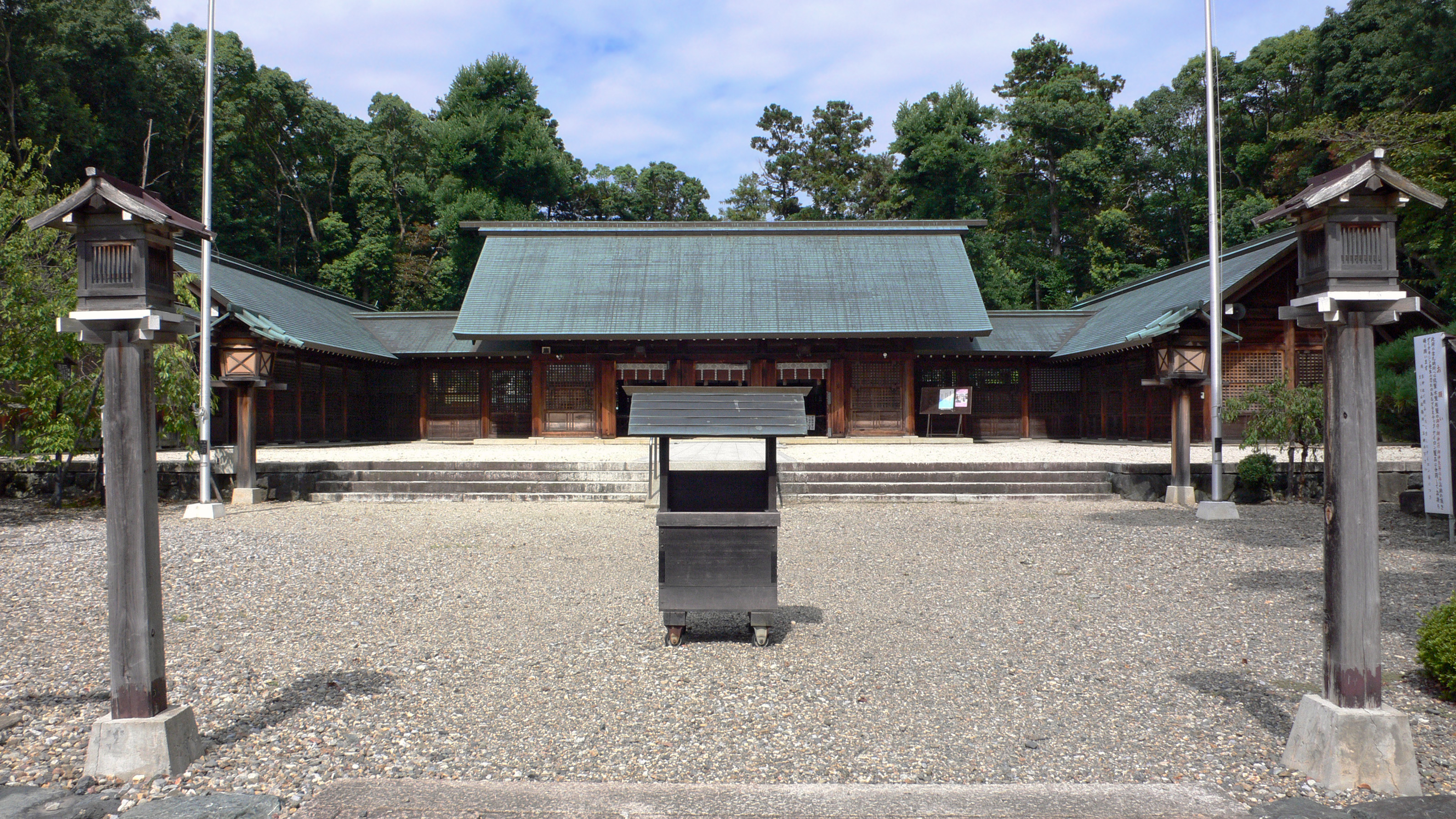
滋賀縣護國神社

- 比婆神社 ：比婆之山山腹、男鬼字護持ヶ谷494-5に所在。
- 滋賀縣護國神社 ：cf. 1876.
- 長寿院（大洞弁財天） ：弁才天堂は国の重要文化財に指定。古沢町に所在。cf. 1695.
- 龍潭寺（弘徳山 龍潭寺） ：古沢町に所在。
- 清凉寺：古沢町に所在。島左近の屋敷跡。
- 宗安寺（別名：赤門寺） ：朝鮮通信使の宿泊所になった寺で、戦国武将（豊臣方）木村重成の首塚がある。本町2丁目に所在。
- 観道寺 ：木造日光菩薩・月光菩薩立像は国の重要文化財に指定。本庄町に所在。
- 来迎寺 ：木造阿弥陀如来坐像は国の重要文化財に指定。本町1丁目に所在。
- 少林寺 ：木造観世音菩薩立像は国の重要文化財に指定。笹尾町に所在。
- 高宮寺 ：木造伝・切阿坐像は国の重要文化財に指定。高宮町に所在。
- 祥寿山 清凉寺 ：彦根藩主井伊家墓所（国の史跡）がある。古沢町に所在。cf. 1603.
- 荒神山神社 ：明治初期の神仏分離・廃仏毀釈で廃寺となった奥山寺が前身。石寺町に所在。

旧跡、旧跡再現施設
- 荒神山古墳 ：国の史跡。県下第二の規模の前方後円墳。cf. A, 2011.

- 彦根城跡 ：外堀など城郭遺構と埋木舎を含む城跡は国の特別史跡 (cf. 1956)。
- 彦根城

：琵琶湖国定公園第1種特別地域の一つ (cf. 2950)。「琵琶湖八景」選定地の一つ (cf. 1950)。「日本100名城」選定地の一つ (cf. 2006)。「彦根城の時報鐘と虫の音」の名で環境評価「日本の音風景100選」にも選定されている (cf. 1996)。cf. 1603, 1606, 1616, 1622, 1873, 1878, 1944.
- 天守・附櫓及び多聞櫓（以上2棟） ：国宝 (''cf. 1952)。
- 太鼓門及び続櫓、天秤櫓、西の丸三重櫓及び続櫓、二の丸佐和口多聞櫓、馬屋（以上5棟） ：国の重要文化財 (cf. 1951)。
- 楽々園 ：1677年、彦根城下屋敷「槻御殿（黒門外御屋敷）」として造営される (cf. 1677)。1951年（昭和26年）、玄宮園と共に「玄宮楽々園」の名で国の名勝に指定される (cf. 1951)。旅館として利用されていたが建物老朽化で保存修復費用が増大したことから、1994年（平成6年）11月末で営業終了となった、江戸期の姿に修復することになり、解体修理や復元工事を完了して2013年（平成25年）6月22日から一般公開した。
- 玄宮園 ：1678年、彦根城下屋敷「槻御殿」の庭園が大池泉回遊式の大名庭園として再整備されたのが起源 (cf. 1678) であるが、1813年、現在の形に再整備された (cf. 1813)。1951年（昭和26年）、楽々園と共に「玄宮楽々園」の名で国の名勝に指定される。

- 埋木舎 ：1759年（宝暦9年）頃創建で[18][19]、井伊直弼が青年期を過ごした屋敷として有名である[64]。1984年（昭和59年）の豪雪で倒壊したため[65]、全面的に解体修理を進め[64]、直弼が住んでいたころのように復元し[66]、1991年（平成3年）4月1日から内部も一般公開された[67]。
- 彦根城博物館：1987年（昭和62年）2月12日に開館[30]。
- 旧彦根藩松原下屋敷庭園：彦根藩松原下屋敷（通称：お浜御殿。1810年創建）の庭園で、2002年に国の名勝に指定される (cf. 2002)。
- 佐和山城址：石田三成の巨大な山城跡で[68]、三成の印象の払拭を狙って破壊され[69]、石垣崩して曲輪面も大きく削り取るなど激しく損壊した[70]。石垣を彦根城に再利用した[71]、宗安寺の赤門にも柱や梁などを移築・再利用した[72]。

石垣、堀、排水溝、西の丸と伝わる曲輪の建物（瓦や杭など）、武家屋敷跡などが発掘調査で確認された。
- 河瀬城：市の史跡
- 中山道中磨針峠望湖堂跡：下矢倉町の磨針峠（摺針峠）に所在[10]。望湖堂の建物は1991年（平成3年）11月に焼失し[11]、今は近くに「舊中仙道 磨針峠 望湖堂 明治天皇御聖蹟 弘法太子縁の地 是より東へ山道800m（意訳：旧中山道 磨針峠 望湖堂。明治天皇ゆかりの地［行幸時の小休所］。空海ゆかりの地。ここから東へ山道800m）」と記された石碑が残る。cf. 歌川広重が描いた望湖堂、1795。

### 観光スポット
自然物、自然物主体の名所
- 琵琶湖

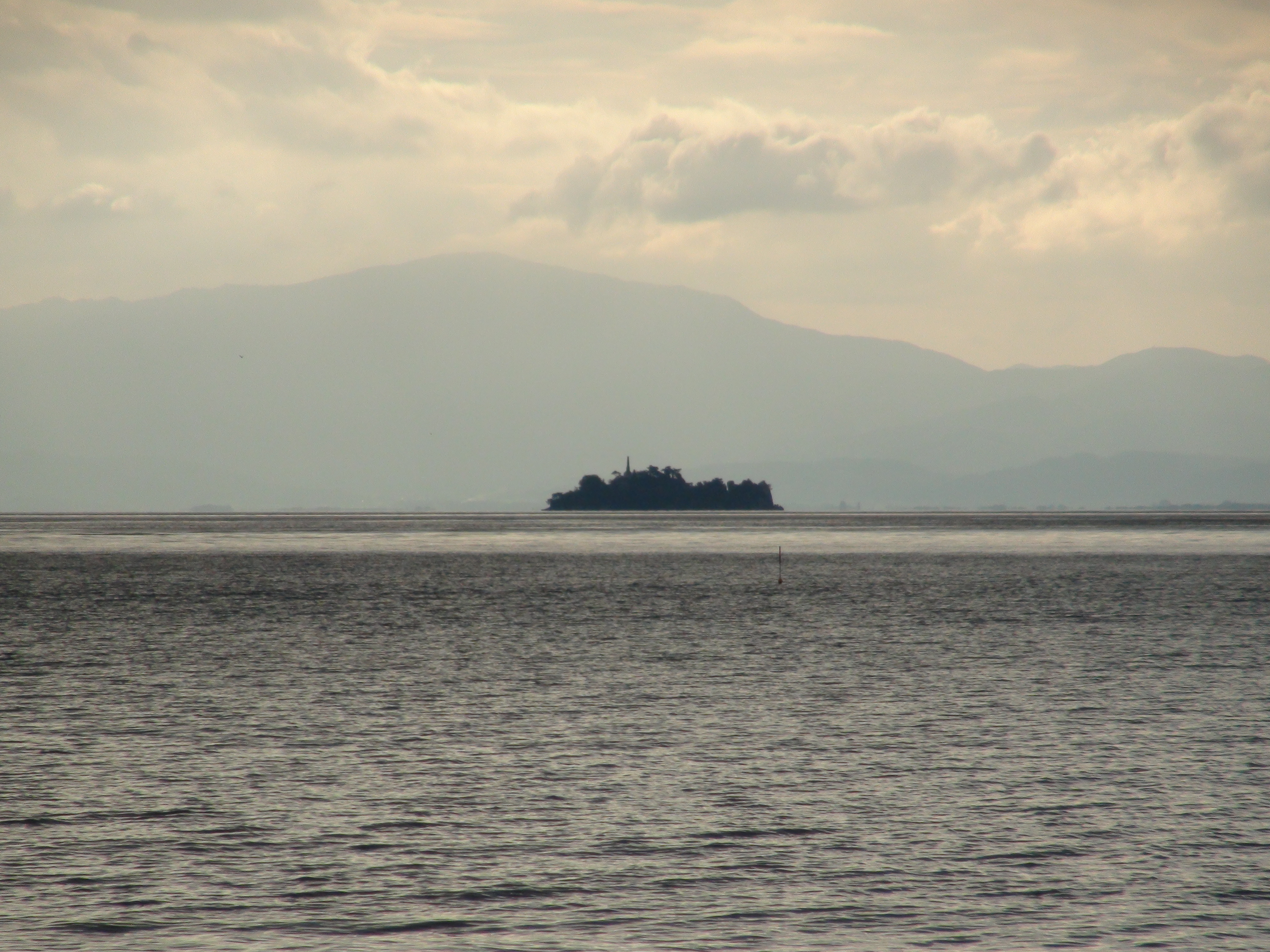
彦根市松原湖岸（旧松原水泳場）より遠望した多景島

- 多景島 ：琵琶湖国定公園第1種特別地域の一つ (cf. 2950)。
- 十王村の水 ：「名水百選」選定の湧水。cf. 1985, 1688.

施設
- 滋賀中央信用金庫銀座支店ビル：1918年（大正7年）竣工の旧明治銀行彦根支店ビル。明治銀行が破綻した1932年（昭和7年）以降は様々な用途に転用されてきた。国の登録有形文化財。
- ひこね市民活動センター：1924年（大正13年）竣工の建物はヴォーリズ建築事務所の設計で、かつて彦根高等商業学校外国人教員住宅であった。彦根市金亀町7-5。
- 俳遊館：俳句の資料館として1996年（平成元年）11月1日に開館した[76]。蕉門十哲の一人である彦根出身者・森川許六などにちなむ。建物は、1924年（大正13年）竣工のアールテゴ風の洋館で[77]、旧彦根信用組合本店ビル[78]。
- 滋賀大学経済学部講堂：旧・彦根高等商業学校講堂。1924年（大正13年）竣工。2001年（平成13年）に登録有形文化財に登録[79]。
- 滋賀大学陵水会館 ：ヴォーリズ建築事務所設計の、旧・彦根高等商業学校同窓会館。1938年（昭和13年）竣工[80]。1997年（平成9年）に登録有形文化財に登録[81]。
- 夏川記念館 ：近江高校の50周年記念事業で京町に建てられた[82] 別称「近江高等学校教育ホール」で[83]、1989年（平成元年）11月22日開設[82]。オーミケンシ創業者を記念した資料館で、安藤忠雄設計。
- 佐和山遊園 ： 復元された佐和山城を中心としたテーマパーク。
- 夢京橋キャッスルロード ：歴史的景観を演出する商業施設。cf. 1999.
  - 夢京橋あかり館
- 四番町スクエア：本町1丁目の[84] 市場商店街を再整備し[85]、歴史を演出する統一感を持たせた商業施設[86]。2005年（平成17年）5月1日に「街なかプラザ」[49]、2006年（平成18年）5月11日に「ひこね食賓館」が開館[51]。cf. 2006.

行楽地・娯楽施設
- 松原湖岸：彦根大花火大会や鳥人間コンテスト選手権大会の会場でもある。なお、湖岸には松原水泳場と新海浜水泳場が設置されていたが2024年に廃止された[1]。
- ビバシティ彦根 ：1996年（平成8年）4月26日開業した複合商業施設[46]。
- 彦根カントリークラブ
- オウミボウル

ホテル・旅館
- 彦根キャッスルホテル - 1997年（平成9年）4月に開業[87]。
- グランドデュークホテル - 2004年（平成16年）4月に全客室を改修[88]。
- スーパーホテル南彦根駅 - 2001年（平成13年）3月16日開業[89]。
- かんぽの宿 彦根
- アパホテル彦根南
- 東横イン彦根駅東口
- コンフォートホテル彦根
- ビジネスホテル近江
- ホテルサンルート彦根
- ホテルレイクランド彦根
- 彦根びわこホテル
- 琵琶湖コンファレンスセンター
- ひこねステーションホテル
- ガーデンホテル大和
- ビジネスホテル芹川
- ホテルエスタシオンひこね
- ホテルルートイン彦根
- 南彦根ステーションホテル
- 彦根アートホテル
- 蒼（あお）の湖邸 BIWAFRONT HIKONE（ビワフロント彦根） - 2023年8月開業予定（旧彦根ビューホテル）[90]
- とばや旅館
- 料理旅館 八景亭
- 清瀧旅館
- 料亭旅館 やす井
- びわ湖畔 味覚の宿 双葉荘

## 文化・名物

### 祭事・催事

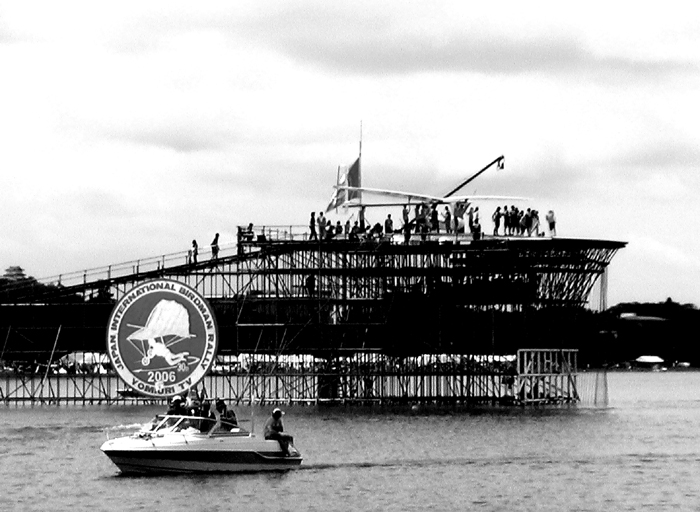
2006年（平成18年）に行われた、第30回鳥人間コンテスト選手権大会の様子

- 彦根市消防出初式 ：1月8日開催。伝統芸能「彦根鳶梯子登り」も行われる。
- 北野蛭子神社彦根十日えびす祭 ：1月9日・10日開催。
- 梅まつり ：彦根城内・梅林にて、3月1日 - 31日開催。
- 桜まつり ：彦根城一帯にて、4月1日 - 21日開催。
- 高宮神社春例大祭 ：4月上旬に開催。
- 高宮納涼花火大会 ：7月10日前後に開催。県下で一番早い花火大会。cf. 1912.
- ゆかたまつり ：7月開催。
- 鳥人間コンテスト選手権大会 ：松原湖岸[注 1]にて、7月下旬もしくは8月上旬に開催。cf. 1980.
- 彦根大花火大会（彦根・北びわ湖大花火大会） ：8月上旬。cf. 1949.
- 彦根七夕まつり ：市内商店街にて、8月上旬開催。
- ひこね万灯流し ：芹川堤（芹橋-後三条橋間）にて、8月中旬開催。
- 彦根ばやし総おどり大会 ：市内商店街にて、8月中旬開催。cf. 1960.
- 玄宮園で虫の音を聞く会 ：9月上旬から下旬まで開催。
- 小江戸彦根の城まつり ：10月上旬から11月上旬まで開催。
- 彦根シティマラソン ：11月の上旬か中旬に開催。ただし、2011年は9月25日開催（予定）[広報 36]
- 錦秋の玄宮園ライトアップ ：11月中旬から下旬まで実施。
- 彦根えびす講 ：市内商店街にて、11月下旬開催。
- 彦根城除夜の鐘をつく集い ：12月31日開催。

### 名産・特産
食文化

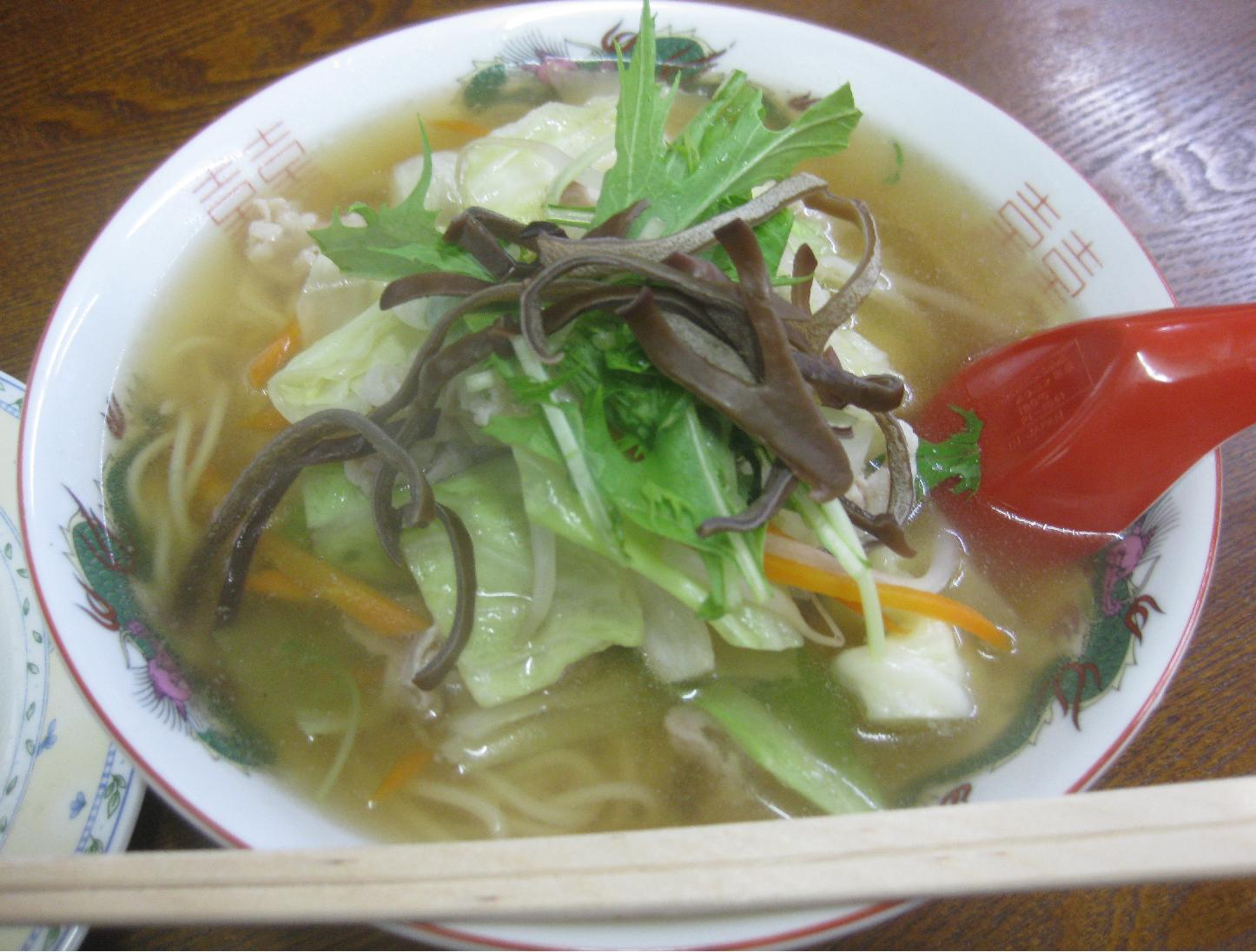
彦根のちゃんぽん

- 三十五万石 ：彦根銘菓の一つで、その名は彦根藩の石高 (cf.) にちなむ。大菅製菓の主力商品。全国菓子大博覧会名誉総裁賞受賞。
- 埋れ木 ：埋木舎の名にちなむ彦根銘菓。1809年に創業し、井伊家御用達となった菓子屋「糸屋重兵衛」、現・いと重菓舗 (cf. 1809) の、現代における主力商品。
- ちゃんぽん ：市内の食堂で出される和風ちゃんぽんが、1990年代末からご当地グルメとして注目されつつある。詳しくは「ちゃんぽん#彦根」を参照のこと。

娯楽
- 彦根カロム ：かつては日本全土に普及していた近代由来の室内遊戯。現在では彦根地方に限って一般的に知られ、保存されている。当地では日本選手権大会も開催される。
- ひこね第九オーケストラ ：毎年冬に第九を演奏。オーケストラも合唱団もアマチュアで構成されている。

学習
- 彦根城下町検定 ：彦根城のご当地検定。

#### 湖東焼
文政12年（1829年）、彦根城下で呉服商・古着商を営んでいた絹屋半兵衛が、伊万里焼の職人を招き、彦根油屋町の古着商・島屋平助と彦根藩御蔵手代・西村宇兵衛を誘って共同で彦根城南（芹川沿い）の晒山（晒屋地区）に「絹屋窯」を開き、湖東焼の創始者となった。ただし、晒山には何らかの問題があったらしく、場所を佐和山山麓の餅木谷に移して築いた窯で成功させたのが始まりとされている。
窯はその後、経営難に陥って半兵衛一人で営まれることとなるが、研鑽を重ねて品質を高め、第14代藩主・井伊直亮治世下の天保13年（1842年）、藩直営となった。
湖東焼は直亮と次の第15代藩主・直弼の治世下で最盛期を迎えるが、幕府大老を兼任していた直弼が江戸城桜田門外で暗殺された後は彦根藩内の空気も一変し、政情不安の煽りで職人のほとんどが離散してしまう。残った地元生まれの4名だけでは存続も叶わず、藩窯は2年後に閉鎖を余儀なくされた。それ以降は民窯として複数の窯が存続していたものの、それらも1895年（明治28年）までに全てが閉鎖され、湖東焼は途絶した。
湖東焼の復興を願う機運が高まりを見せたのは昭和末期のこと。これを図る人たちは滋賀県と彦根市の賛同を得て「湖東焼復興推進協議会」を発足させ、1986年（昭和61年）に窯を築いて試作を始めた。さらに2005年（平成17年）7月27日には、同協議会は滋賀県の認証を得、新たにNPO法人「湖東焼を育てる会」として発足した。  

### 方言
現在の彦根市では全域で近畿方言（関西弁）の一種である近江弁が話され、そのなかでも湖東方言に分類される。湖東方言は京都色が強い湖南方言と特殊な湖北方言の中間的な方言であり、湖北方言圏と隣接する彦根市・犬上郡は湖東地方南部と比べて湖北方言との共通面が多い（近江弁#方言区画参照）。また市山間部で交通の便が悪かった武奈町や男鬼町の方言は平野部と異なる特徴を持ち、多くの古語が残されていた。
彦根周辺の方言の特徴としては、間投助詞「なあし」（「なあ」の上品な表現。主に高齢女性が使用）や終助詞「ほん」（柔らかな強調や念押しを表す）などが挙げられ、彦根を中心に湖北から湖東にかけて広く使われてきた。また旧城下町では「おみ（＝お前）」や「たのみましょう（＝ごめんください）」など、武家言葉に由来する独特の表現があった。

### スポーツ

#### 野球
- 滋賀GOブラックス（NOL）- 本拠地：オセアンBCスタジアム彦根

#### バスケットボール
- 滋賀レイクスターズ（B.LEAGUE）- ホーム試合が彦根市民体育センターや彦根市スポーツ・文化交流センターで行われていた。

#### サッカー
- レイラック滋賀FC（JFL） - 2023年5月23日にホームタウン締結を結ぶ。この協定では、将来のJ3昇格を目指すクラブを市として支援するほか、サッカーの普及活動や彦根市の観光PR活動を展開する。

## 著名人

### 名誉市民
- 舟橋聖一 ：彦根市名誉市民第1号（1964年6月30日）。小説家（『花の生涯』作者）[広報 1]。
- 木島茂 ：彦根市名誉市民第2号（1967年2月11日）。政治家（初代彦根市長[95]）[広報 1]。
- 井伊直愛 ：彦根市名誉市民第3号（1989年7月20日）。政治家（昭和時代の彦根市長）[広報 1]。
- 夏原平次郎 ：彦根市名誉市民第4号（2001年2月11日）。実業家（平和堂創業者）[広報 1]。
- 井伊文子 ：彦根市名誉市民第5号（2005年12月6日）。歌人、随筆家[広報 1]。

### 出身著名人
安土桃山時代の生まれ
- 虎徹 ：江戸初期の刀工。1596年頃、石田三成治世下の佐和山城下生まれ。cf. 1656.

江戸時代の生まれ
- 鵜川市郎兵衛（有川市郎兵衛） ：江戸初期の実業家（赤玉神教丸開発者、有川製薬創業者）。1658年頃より活動記録多し。近江国坂田郡上矢倉村（現・彦根市鳥居本町内）生まれ。cf. 1658, 1753.
- 馬場弥五郎 ：江戸中期の実業家（鳥居本合羽開発者、同・製造販売創業者）。1720年起業。坂田郡上矢倉村（現・鳥居本町内）生まれ。cf. 1720.
- 絹屋半兵衛（伊藤半兵衛） ：江戸後期の陶芸家（湖東焼創始者）。実業家（彦根の呉服・古着商）。1791年、犬上郡外船町（そとふなまち。現・彦根市船町内）生まれ[96]。cf. 1829, 1895.
- 桜川大龍 ：幕末の音楽家（江州音頭宗家）。1809年、犬上郡河瀬村（現・彦根市南川瀬町）生まれ。
- 井伊直弼 ：幕末の大名（井伊家第34代当主、彦根藩第15代藩主、彦根城主）。江戸幕府大老。1815年11月29日、彦根城二の丸生まれ。
- 岸竹堂 ：日本画家（岸派四代目）。1826年5月28日生まれ。
- 日下部鳴鶴 ：書家。幕末の武士（彦根藩士）。明治初期の政治家（太政官等）。1838年10月6日生まれ[広報 34]。
- 弘世助三郎 ：実業家。第百三十三国立銀行頭取、日本生命保険創業を主導。1843年2月1日生まれ。
- 小田柿捨次郎 ：実業家。大正海上火災保険創業を主導。1865年12月23日生まれ。

明治生まれ
- 弘世助太郎 ：実業家。日本生命保険三代目社長。1871年1月18日生まれ。
- 横山運平 ：俳優（男優）。1881年1月1日、犬上郡彦根町（現・彦根市内）生まれ。
- 安居喜造  : 1899年12月2日生まれ。三井銀行副社長、三井石油化学社長、東レ会長、経団連副会長、日本国有鉄道監査委員会委員長、伊勢神宮崇敬会東京都本部長。旧制滋賀第一中学（のちの滋賀県立彦根東高等学校）出身。
- 近江冨士初太郎：元力士。1881年2月2日生まれ。
- 松鶴家光晴 ：漫才師。1904年生まれ。
- 木俣修 ：歌人。1906年7月28日生まれ[広報 34]。
- 田中秀果：川柳作家、作詞家（代表作「京都府の歌」）。元滋賀文学会、彦根市文化協会理事。1909年5月15日生まれ。

大正生まれ
- 川澄健一 ：作曲家、神戸女学院大学名誉教授。「彦根市民の歌」を作曲。1913年2月18日生まれ。
- 夏原平次郎 ：実業家（平和堂創業者）。彦根市名誉市民。1919年5月30日、犬上郡河瀬村大字犬方（現・彦根市犬方町）生まれ。
- 辻源太郎 ：実業家（豊田自動織機製作所会長、トヨタ自動車工業副会長）。1921年6月18日生まれ。

昭和生まれ
- 団鬼六 ：小説家、脚本家。演出家。1931年4月16日生まれ。
- 田原総一朗：ジャーナリスト、評論家。ニュースキャスター。1934年4月15日生まれ。
- 藤木てるみ ：漫画家。1934年12月11日生まれ。
- 山口久和 ：中国哲学研究者。大阪市立大学名誉教授。1947年7月4日生まれ。
- 加川良：歌手。1947年11月21日生まれ。
- 深尾吉英 ：元・バレーボール選手（ミュンヘンオリンピック日本代表）。1949年7月1日生まれ。
- 大木ひびき：漫才師（大木こだま・ひびきのメンバー）。1955年6月21日生まれ。
- 姫野カオルコ ：作家。1958年8月27日生まれ。
- 中溝裕子 ：プロゴルファー。1965年10月5日生まれ。
- tetsuya ：音楽家（ベーシスト、歌手。L'Arc〜en〜Cielのメンバー）。1969年10月3日、彦根市生まれ、大阪市東淀川区育ち。
- 枝川秀樹 ：元・大相撲力士（前頭筆頭 蒼樹山）・相撲指導者。1970年2月18日生まれ。
- 西川貴教 ：音楽家（歌手、作詞家）。俳優（男優）、声優。1970年9月19日、彦根市生まれ、野洲町（現・野洲市）育ち。
- さだ ：放送作家、タレント。1972年生まれ。
- MC MORIYA ：ローカルタレント、司会者。1973年9月13日生まれ。
- 松原秀 ：脚本家、放送作家。1981年8月27日生まれ。
- 南晶人 ：ミュージカル俳優（劇団四季）。1985年5月20日生まれ。

平成生まれ
- 大橋悠依 ：競泳選手。1995年10月18日生まれ。東京五輪2020+1金メダリスト。
- 桐生祥秀 ：陸上選手。1995年12月15日生まれ。
- 岩崎悠人 ：プロサッカー選手。1998年6月11日生まれ。
- 神野友亜 ：ミュージシャン（SARD UNDERGROUND）。2000年9月14日生まれ。

生年不詳
- 瑞智士記 ：小説家。2000年代より活動。

### 関連著名人
近世以前の生まれ
- 藤原房前 ：飛鳥時代・奈良時代の貴族（近江国国司）。彦根寺開基（cf. 710年）。681年生まれ。
- 磯野員昌 ：戦国時代の武将（浅井氏家臣、佐和山城主）。
- 石田三成 ：安土桃山時代の武将・大名（石田家佐和山藩藩主、佐和山城主）。豊臣政権五奉行の一人。1560年、近江国坂田郡石田村（現・長浜市石田町内）生まれ。
- 井伊直政 ：安土桃山時代の武将・大名（井伊家第24代当主、井伊家佐和山藩［彦根藩初代藩主）。1561年3月4日、遠江国井伊谷（現・静岡県浜松市浜名区引佐町井伊谷）生まれ。
- 井伊直孝 ：江戸時代初期の大名（井伊家第25代当主、彦根藩第2代藩主、江戸幕府初代大政参与［大老］）。彼の代で井伊氏彦根藩は35万石に加増される (cf. 1633)。1590年3月16日、駿河国中里（現・静岡県焼津市内）生まれ。
- 森川許六 ：江戸時代前期・中期の俳人（蕉門十哲の一人）で、武士（彦根藩士）。1656年10月1日生まれ。
- 西村捨三 ：幕末の武士（彦根藩士）で明治の官僚・政治家（第4代沖縄県令、第6代大阪府知事、ほか）。近江鉄道創立発起人の中心人物でもある。1843年8月24日生まれ（親元であれば彦根城下の生まれ）、彦根育ち。
- 大東義徹 ：幕末の武士（彦根藩士）で明治の官僚・政治家（第9代司法大臣、衆議院議員）。近江鉄道創立発起人の一人で、同社の初代社長でもある。天保13年7月（1842年7月か8月）生まれ（親元であれば彦根城下の生まれ）、彦根育ち。

近代以降の生まれ
- 舟橋聖一 ：彦根市名誉市民第1号。小説家。父親が彦根生まれであり、井伊直弼を主人公とした歴史小説『花の生涯』（cf. 1952, 1964）を執筆している。1904年12月25日、東京府東京市（現・東京都区部）生まれ。
- 井伊直愛 ：井伊家第37代当主、井伊掃部頭家第16代当主。旧伯爵。政治家（彦根市長）。水産学者。彦根市名誉市民。1910年7月29日、滋賀県生まれ（※彦根生まれのはずであるが、明記された資料は編者未確認）。
- 井伊文子 ：歌人、随筆家。井伊直愛夫人。彦根市名誉市民。1917年5月20日生まれ。

## マスコット
- チャンピイ ：盲導犬。1955年4月8日、アメリカ合衆国生まれ。1959年から1960年の1年間、彦根市で活動していた[97]。
- ひこにゃん ：彦根市のマスコット。2006年4月13日、彦根市生まれ（誕生日設定）。→ 彦根市特別住民。cf. 2006, 2007
- しまさこにゃん ：花しょうぶ通りマスコット[98]、島左近がモデル、ひこにゃん誕生後に登場（設定上は七曲がり仏壇街の古い蔵に400年前からいたことになっている）
- いしだみつにゃん ：花しょうぶ通りマスコット[99]、石田三成がモデル、しまさこにゃん誕生後に登場
- おおたににゃんぶ：花しょうぶ通りマスコット[100]、大谷吉継がモデル
- やちにゃん：合同会社ひこらぼのキャラクター[101]、四番町スクエアPR大使、弥千代姫がモデル[102]
- ビバッチェくん：ビバシティ彦根のキャラクター[103]
- カモンちゃん：滋賀大学のキャラクター、井伊直弼がモデル[104]
- ぎんにゃん：彦根東高校のキャラクター[105]
- ｉｆにゃん：ＮＰＯ法人「サタデーピア」が運営する「夢工房ｉｆ」のキャラクター[106]

## 作品
彦根を舞台とした作品

### 小説
- 『花の生涯』 ：NHK大河ドラマの第1作などでも知られる。cf. 1952.
- 『絹と明察』 ：1964年に刊行された三島由紀夫の小説。近江絹糸争議（現・オーミケンシ）を題材としている。
- 『藍色のベンチャー』 ：2003年に刊行された幸田真音の小説。湖東焼を題材としている。文庫版では『あきんど 絹屋半兵衛』。
- 『偉大なる、しゅららぼん』 ：2011年に刊行された万城目学の小説。舞台の石走は湖東と湖北の境目にある架空の町だが、駅前に藩主の銅像がある、平山城である石走城を中心とした古い城下町、城の堀沿いに難関高校がある、カロムが流行っているなど町の設定に彦根の要素を多々取り入れている。石走城の近くに「馬場町」というバス停があるが、彦根城と琵琶湖に挟まれた地区の町名は馬場である。しかしあくまで架空の町であり、彦根が東海道線沿線なのに対し石走は北陸本線沿線、彦根城には現存天守閣があるのに対し石走城は落雷で天守閣が焼失しているなど違う部分もある。2014年3月公開の映画では彦根城が石走城のロケ地になっている。

### 遊戯
- 彦根かるた ：1983年に作られた、彦根を題材とした地域カルタ。cf. 1983. [107]

## 広報・広聴関係
1. 1 2 3 4 5 6 7 8 9 10 11 12  “彦根市について”. （公式ウェブサイト）.   彦根市. 2011年10月8日閲覧。
2. 1 2 3  彦根市教育委員会 文化財課. “彦根市埋蔵文化財一覧”. （公式ウェブサイト）.   彦根市教育委員会. 2011年10月8日閲覧。
3. 1 2 3  “荒神山古墳”. 彦根市文化財マップ（公式ウェブサイト）.   彦根市教育委員会 文化財課. 2011年10月8日閲覧。
4. ↑  “龍潭寺”. 滋賀県観光情報（ウェブサイト）.   社団法人びわこビジターズビューロー. 2011年10月8日閲覧。
5. ↑  “彦根藩主井伊家墓所”. 彦根市文化財マップ（公式ウェブサイト）.   彦根市教育委員会 文化財課. 2011年10月8日閲覧。
6. 1 2 3  “彦根城跡”. 彦根市文化財マップ（公式ウェブサイト）.   彦根市教育委員会 文化財課. 2011年10月8日閲覧。
7. 1 2  “中山道宿場町”. （公式ウェブサイト）.   彦根市. 2011年10月8日閲覧。
8. 1 2  “彦根城天守 附櫓及び多聞櫓”. 彦根市文化財マップ（公式ウェブサイト）.   彦根市教育委員会 文化財課. 2011年10月8日閲覧。
9. 1 2  “紙本金地著色風俗図（彦根屏風）”. 彦根市文化財マップ（公式ウェブサイト）.   彦根市教育委員会 文化財課. 2011年10月8日閲覧。
10. 1 2  “風俗図（彦根屏風）- 館蔵の名品”. （公式ウェブサイト）.   彦根城博物館. 2011年9月20日閲覧。
11. ↑  “会社案内”. （公式ウェブサイト）.  有川製薬. 2011年10月8日閲覧。
12. 1 2  “十王村の水”. （公式ウェブサイト）.  環境省. 2011年10月8日閲覧。
13. 1 2 3  “沿革”. （公式ウェブサイト）.   滋賀県立彦根東高等学校. 2011年10月8日閲覧。
14. ↑  “いと重について”. （公式ウェブサイト）.   いと重菓舗. 2011年10月8日閲覧。
15. 1 2  “彦根城の歴史”. （公式ウェブサイト）.   彦根観光協会. 2011年10月8日閲覧。
16. 1 2 3  “病院沿革”. （公式ウェブサイト）.   彦根市 (2008年). 2011年10月8日閲覧。
17. ↑  “彦根地方気象台の歴史”. （公式ウェブサイト）.   彦根地方気象台. 2011年10月8日閲覧。
18. 1 2 3  “第九景 井伊大老銅像”. 井伊直弼と開国150周年祭（公式ウェブサイト）.   井伊直弼と開国150年祭実行委員会（彦根市）. 2011年10月8日閲覧。
19. 1 2 3 4 5 6 7 8 9 10 11 12 13  彦根市のあゆみ
20. ↑  “琵琶湖国定公園 公園計画書（公園計画の一部変更）” (PDF). （公式ウェブサイト）.  環境省. 2011年10月8日閲覧。
21. 1 2  “彦根市の指定文化財一覧表”. 彦根市文化財マップ（公式ウェブサイト）.   彦根市教育委員会 文化財課. 2011年10月8日閲覧。
22. ↑  “水道事業の概要・歴史”. （公式ウェブサイト）.   彦根市 (2008年). 2011年10月8日閲覧。
23. ↑  彦根青年会議所理事長 (2011年3月6日). “彦根かるた”. あなたの本棚 天晨堂 of a-hon.   書店. 2016年9月22日閲覧。
24. ↑  “活動実績”. （公式ウェブサイト）.   彦根商工会議所青年部. 2011年10月8日閲覧。
25. ↑  “ミシガン州立大学連合日本センター”. （公式ウェブサイト）.   ミシガン州立大学連合日本センター. 2011年10月8日閲覧。
26. ↑  “世界遺産と無形文化遺産”. 文化遺産オンライン（公式ウェブサイト）.  文化庁. 2011年10月8日閲覧。
27. ↑  “彦根鳶保存会の活動”. （公式ウェブサイト）.   彦根市消防本部 (2009年). 2011年10月8日閲覧。
28. ↑  “彦根城の時報鐘と虫の音”. （公式ウェブサイト）.  環境省大気保全局大気生活環境室. 2012年6月8日時点のオリジナルよりアーカイブ。2011年10月8日閲覧。
29. 1 2  “中山投棄場の施設概要”. （公式ウェブサイト）.   彦根愛知犬上広域行政組合. 2011年10月8日閲覧。
30. ↑  “「日本100名城」を選定”. （公式ウェブサイト）.   日本城郭協会 (2011年). 2011年10月5日時点のオリジナルよりアーカイブ。2011年10月8日閲覧。
31. ↑  “彦根市消防本部”. （公式ウェブサイト）.   彦根市. 2011年10月8日閲覧。
32. ↑  “滋賀県彦根市元町 付近 - 郵便局・ATMをさがす”. （公式ウェブサイト）.   日本郵政. 2011年10月8日閲覧。。
33. ↑  “彦根市教育委員会”. （公式ウェブサイト）.   彦根市教育委員会 (2011年). 2011年10月8日閲覧。
34. 1 2 3 4 5 6 7 8  “彦根市について”. （公式ウェブサイト）.   彦根市 (2004年). 2011年10月8日閲覧。
35. 1 2 3 4  “企業立地に係る彦根市の概要”. （公式ウェブサイト）.   彦根市 (2009年). 2011年10月8日閲覧。
36. ↑  “保健体育課”. （公式ウェブサイト）.   彦根市教育委員会 保健体育課 (2011年). 2011年10月8日閲覧。。